# Jauch (Hanseatengeschlecht)

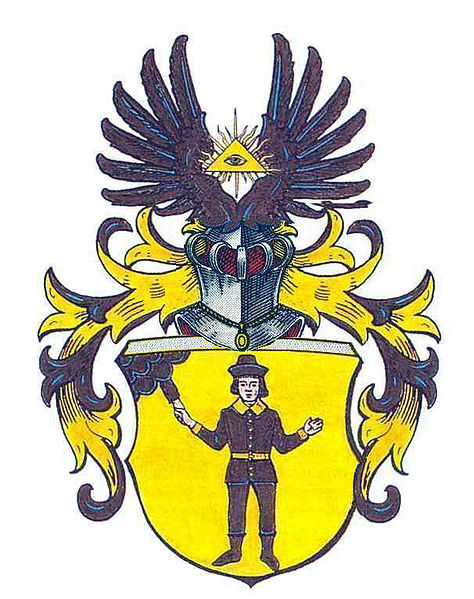
Wappen der Jauch

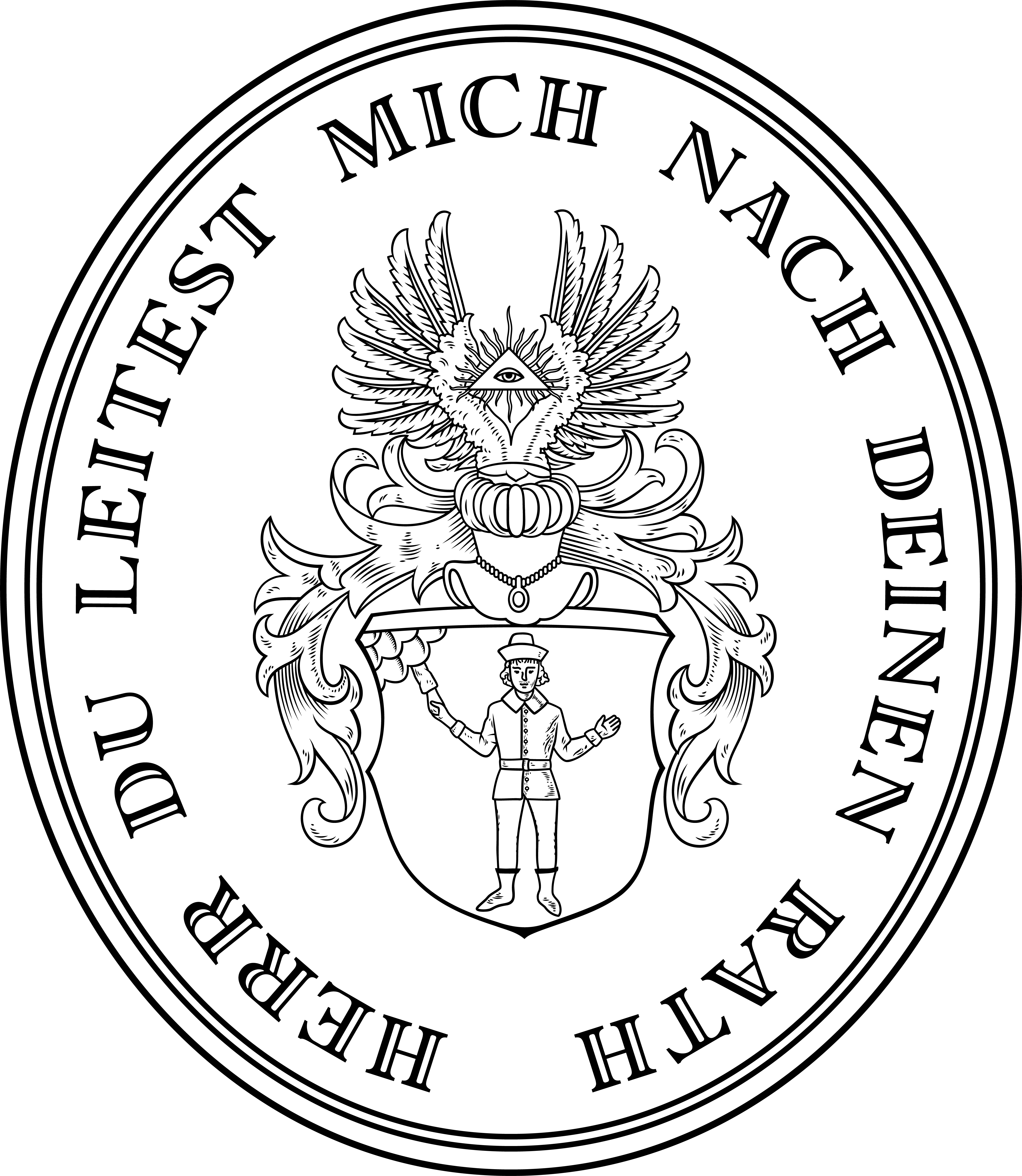
Siegel der Jauch
mit Devise

Die Jauch  sind ein Hanseatengeschlecht, das sich bis in das Spätmittelalter zurückverfolgen lässt. Ende des 17. Jahrhunderts trat das Geschlecht in der Freien Reichs- und Hansestadt Hamburg auf. Die Mitglieder des Geschlechts betätigten sich als frühneuzeitliche Kaufleute und Fernhandelskaufleute. Sie wurden erbliche Großbürger Hamburgs und waren Herren auf Wellingsbüttel, heute Stadtteil Hamburgs. Von den Jauch stammt die Lübecker Bürgermeister- und Senatorenfamilie Overbeck ab.

## Überblick

### Vorhanseatische Zeit
Die Jauch stammen aus Thüringen, wo im heutigen Bad Sulza 1495 die Witwe Lena Joherrin urkundlich erwähnt wurde. Georg Jauch (1606–1675) war Bürgermeister von Sulza.
Johann Christian Jauch der Ältere (1638–1718) verließ Sulza und trat in den höfischen Dienst des Herzogs von Mecklenburg-Güstrow, zwei Söhne in den Dienst der Könige von Polen und Kurfürsten von Sachsen. In Sachsen und Polen stellten die Jauch Militärs. Die seit dem Oberstleutnant der Krongarde Franz Georg Jauch (1682–1753) und dem Generalmajor Joachim Daniel Jauch (1688–1754) in der Literatur unzutreffend dem Adelsstand zugerechneten Zweige sind im 18. Jahrhundert erloschen.
Die in herzoglich mecklenburg-güstrowschen Dienst getretenen Angehörigen des Geschlechts wechselten 1696 nach dem Aussterben der Dynastie aus der Residenzstadt Güstrow in das einer Freien Reichsstadt gleiche Lüneburg. 1701 wurden sie Bürger Lüneburgs. Das Geschlecht brachte dort Geistliche und Juristen, darunter Domherren und einen Superintendenten, auch einen Senator zu Hannover hervor; andere Familienmitglieder betätigten sich als Händler – 1699 verzeichnet beim „Uralten löblichen Kramer-Amt“, der Kaufmannschaft zu Hamburg – und in der Folge als grenzüberschreitend tätige Kaufleute.

### Hanseaten

#### Großbürger zu Hamburg

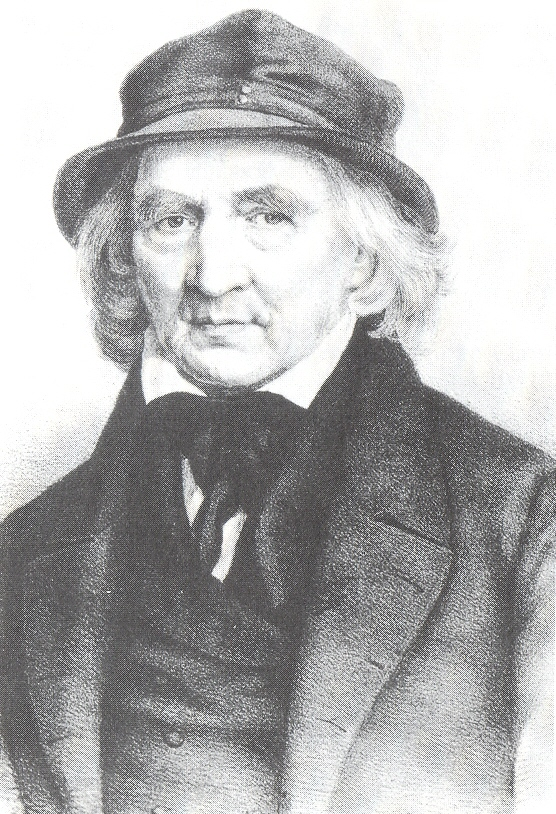
Johann Christian Jauch senior (1765–1855)

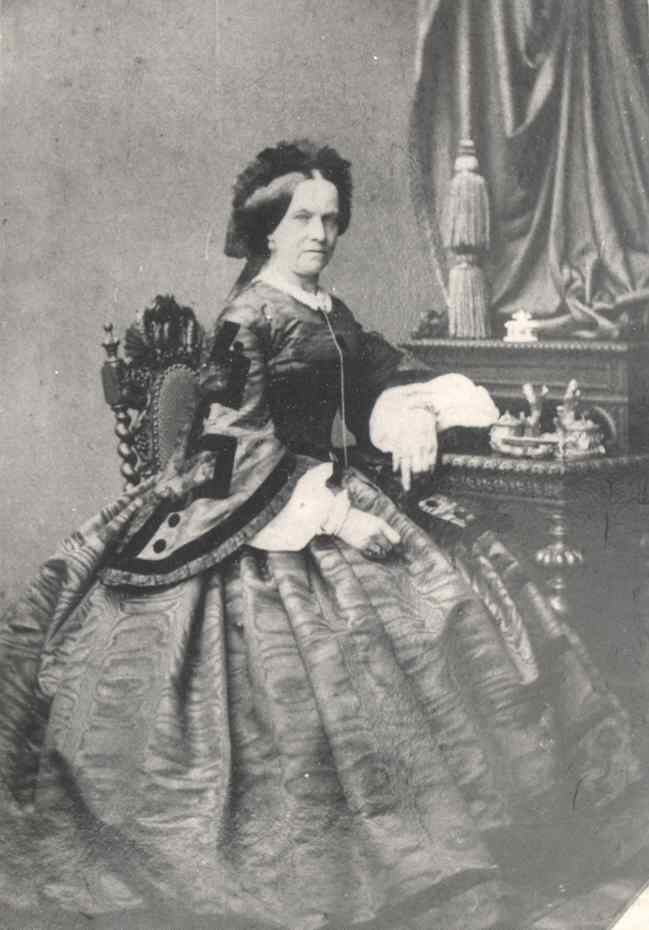
Friederica Jauch
(1809–1864)
Herrin auf Wellingsbüttel

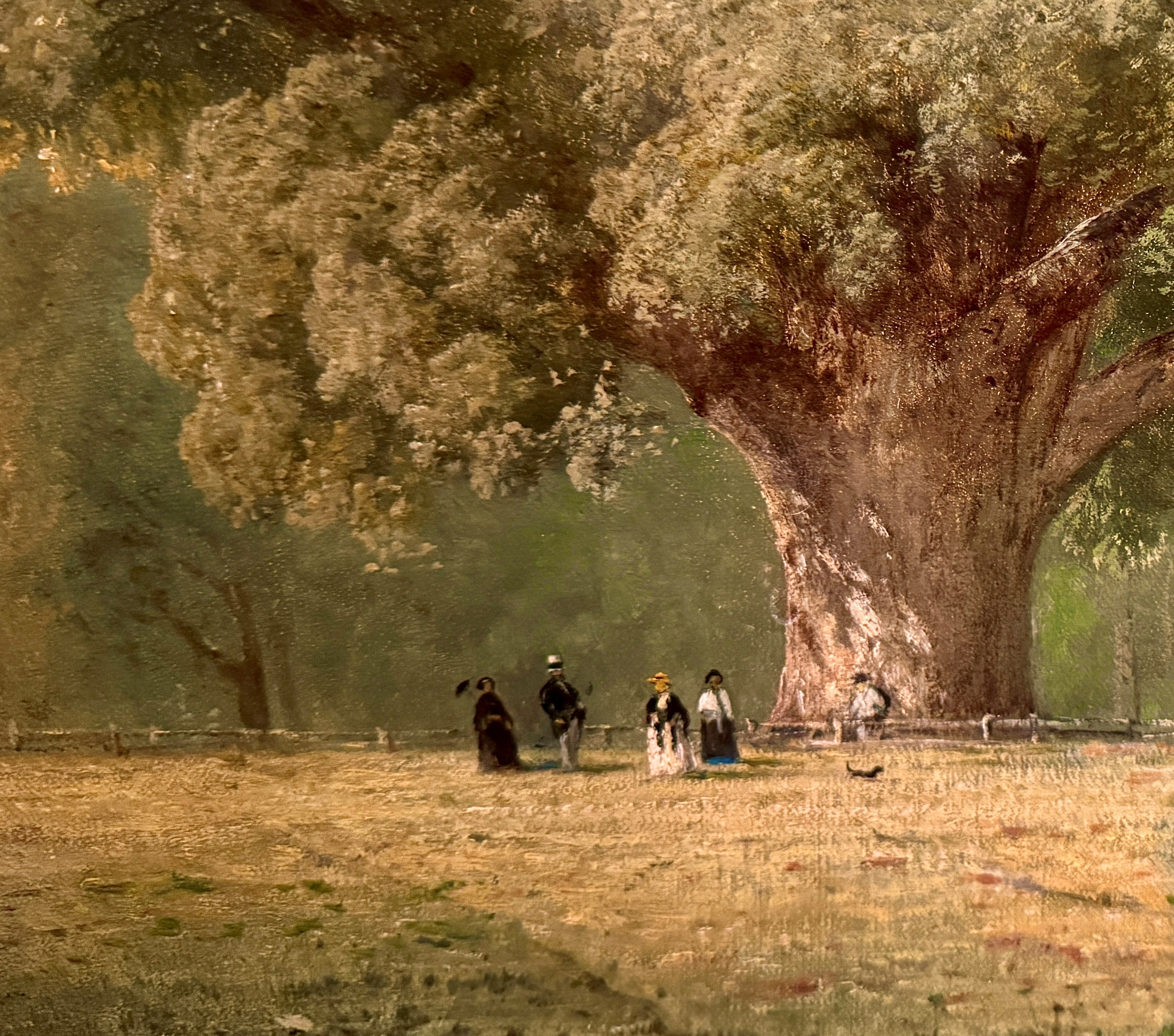
Louise und Carl Jauch (1828–1888) mit Tochter Bertha und Bediensteter aus Übersee auf Wellingsbüttel

Das Handelsgeschäft wurde Mitte des 18. Jahrhunderts aus dem wirtschaftlich stagnierenden Lüneburg nach Hamburg verlegt. Hamburg war Mitte des 17. Jahrhunderts aus dem Dreißigjährigen Krieg als wohlhabendste und bevölkerungsreichste Stadt Deutschlands hervorgegangen und war eine bürgerliche Republik, in der es weder Adel gab, der seit 1276 aus der Stadt verbannt war, noch ein Patriziat, den erblichen Stadtadel der anderen Reichsstädte. Im Gegensatz zum mediaten, vom Obrigkeitsstaat gelenkten Bürgertum der in den Monarchien gelegenen Städte, in dessen Reihen „Fürstendiener“ gediehen, kennzeichnete Hamburg sein freibürgerliches, kulturell an England orientiertes Leben. Obgleich Republik, war die Stadt keine Demokratie – die Stadtherrschaft lag in den Händen der Hanseaten. Diese bildeten die schmale, in Hamburg und Bremen rein bürgerliche Oberschicht der souveränen Republiken Hamburg, Bremen und Lübeck.
Seit dem Ende des 18. Jahrhunderts gehört das Geschlecht zu den Hanseaten. Johann Christian Jauch senior (1765–1855), letzter gemeinsamer Stammvater der heutigen Jauch, erwarb ausgangs des 18. Jahrhunderts das Bürgerrecht der Freien Reichs- und Hansestadt Hamburg und nachfolgend das im Mannesstamm erbliche Großbürgerrecht. August Jauch (1848–1930) gehörte bis 1915 zu den letzten ohne allgemeine Wahl in die Hamburgische Bürgerschaft entsandten Notabeln, bevor mit der Novemberrevolution 1918/1919 die Stadtherrschaft der Hanseaten auch in Hamburg endete.

#### Erbgesessene in Hamburg, Grundherren im Königreich Dänemark
Das Geschlecht besaß am Hamburger Holzhafen die Häuser Stadtdeich 3, Stadtdeich 9 und das gegenüber gelegene Haus Stadtdeich an der Elbseite 159. Um die Außenalster gelegen waren die Häuser An der Alster 24, An der Alster 28 und Schwanenwik 18. Hinzu kam ein Landhaus in Reinbek neben dem dort in der Folge gegründeten Wentorf-Reinbeker Golf-Club.
Im Umland Hamburgs, dem damals zum Dänischen Gesamtstaat gehörenden Herzogtum Holstein, später preußische Provinz Schleswig-Holstein, gelangten in den Besitz der Jauch die Grundherrschaften Wellingsbüttel, Schönhagen und Krummbek, die Landgüter Fernsicht und Marienhof an der Stör sowie Schwonendahl. Zudem besitzen sie das Weingut von Othegraven und den Wawerner Herrenberg an der Saar und besaßen bis zur Enteignung 1953 in Guatemala die Plantagen Armenia Lorena, La Ceiba, La Lucha und Nueva Reforma.

#### Notabeln in der hamburgischen Selbstverwaltung
Hamburg kennzeichnete – im Gegensatz zur Bürokratie und ihrem Beamtentum, denen die Untertanen in den Binnenstaaten unterworfen waren, die ehrenamtliche Selbstverwaltung durch seine angesehensten Bürger, die hamburgischen Notabeln. Hier finden sich die Jauch vornehmlich in der Armenfürsorge als Armenpfleger, als Mitglied des Großen und des Kleinen Armenkollegiums und Provisor des Werk- und Armenhauses. Sie gründeten 1879 den Hülfsverein für Borgfelde, Hamm und Horn, der sich bis 1929 jener Armen annahm, die keine städtische Unterstützung erhielten.
Johann Christian Jauch junior (1802–1880) und Auguste Jauch (1822–1902) gehörten zu den Gründern der Vorläuferorganisationen des Deutschen Roten Kreuzes in Hamburg, des Hamburger Comités zur Pflege von Verwundeten und Kranken 1864 und des Vaterländischen Frauen-Hülfs-Vereins 1866.

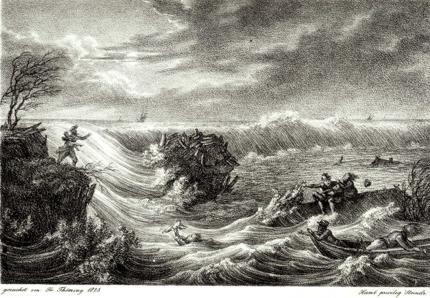
Bruch des Stadtdeichs vor Hamburg während der Februarflut 1825

#### Deichgeschworene des Hamburgischen Hammerbrook
Durch ihren Holzhandel lagen mehrere Häuser der Jauch auf dem Stadtdeich am Hamburger Holzhafen. Johann Christian Jauch senior war von 1820 bis 1833 Deichgeschworener und Ältester Deichgeschworener des Hammerbrook, zu dem der Stadtdeich gehörte. Er leitete die Schutzmaßnahmen beim Hammerbrooker Deichbruch während der Februarflut 1825.

#### Stifter in hanseatischer Stiftertradition
Hamburg gilt bis heute als Stiftungshauptstadt Deutschlands – keine andere Stadt zählt mehr rechtsfähige Stiftungen, was auf die tief verwurzelte hanseatische Tradition bürgerlicher Wohltätigkeit zurückgeht. In dieser Tradition betrieben die Jauch in der Stadt eine eigene tägliche Armenspeisung und errichteten und unterhielten unter anderem in Hamburg und in Wellingsbüttel Armenhäuser.

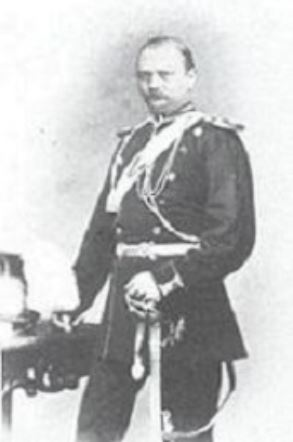
Oberlt .d. hanseat. Kav.
Carl Jauch (1828–1888)

#### Kavallerieoffiziere im Hamburger Bürgermilitär
Im Hamburger Bürgermilitär machte im Gegensatz zur preußischen Armee nicht die Zugehörigkeit zum Offizierskorps den Einzelnen zum Mitglied der gesellschaftlich führenden Schicht, sondern der gesellschaftliche Rang und das Vermögen bestimmten Waffengattung und Dienstgrad und „die angesehensten Bürger der Stadt übernahmen bei dem damals so lästigen Dienst gerne eine Officiersstelle“. So dienten die wehrpflichtigen Mitglieder des Geschlechts als Oberleutnants der von den Rittmeistern Adolph Godeffroy, später Ernst Merck kommandierten hanseatischen Kavallerie.

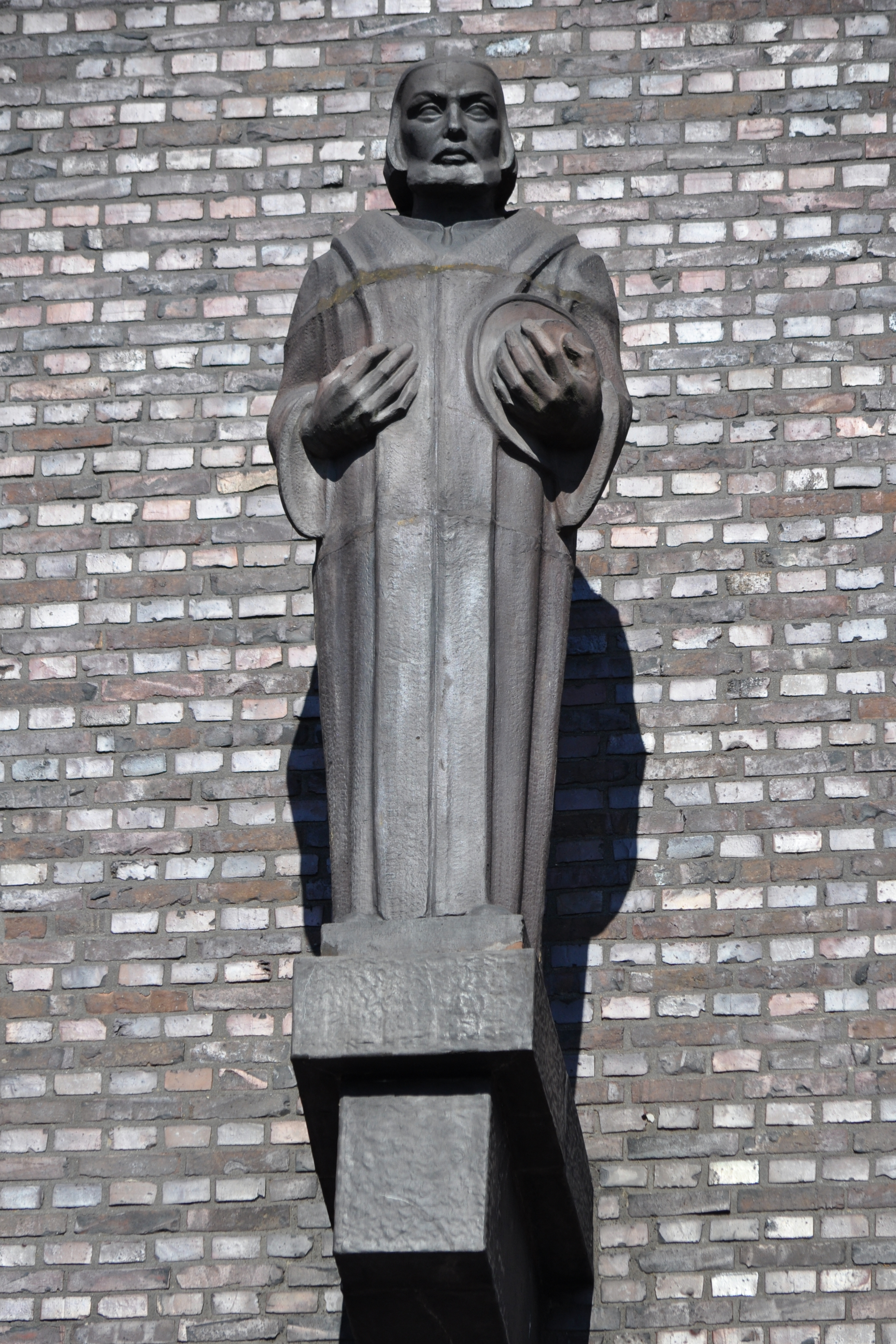
Johann Wetken
(1470–1538)
vor der Bugenhagenkirche

#### Lutheraner in hanseatischem Selbstverständnis
Das hanseatische Leitmilieu war evangelisch-lutherisch geprägt (→ Evangelische Kirche in Hamburg). Zwar ließ die Verfassung grundsätzlich Offenheit bei der Rekrutierung der politischen Elite zu, doch bestanden informelle Hürden, durch die „unerwünschte“ Personen – etwa der als zu katholisch-fromm empfundene „Petroleumkönig“ Wilhelm Riedemann – vom gesellschaftlichen Aufstieg ausgeschlossen blieben, selbst bei großem Vermögen.
Die Jauch, zu deren Vorfahren der Bürgermeister Johann Wetken (1470–1538) gehört, der die Reformation in Hamburg einführte und erster evangelischer Bürgermeister der Stadt wurde, waren Lutheraner. August Jauch (1848–1930) war Gemeindeältester in Hamburg-Borgfelde, Mitglied des Kirchenvorstands und der Landessynode der evangelisch-lutherischen Kirche. 1902/03 war er maßgeblich am Bau der alten Erlöserkirche beteiligt – einem neuromanischen Zentralbau mit Kuppel, eine Formensprache, die in Hanseatenkreisen kaum Anklang fand – wie sich wenige Jahre später zeigte, als ein ähnlicher Entwurf für ein Mausoleum vom Bankier Charles von Schröder mit der Begründung abgelehnt wurde, er sei „zu fromm“. Dass Riedemann das Bauwerk 1906/07 auf dem Friedhof Ohlsdorf für sich errichten ließ, zeigt die kulturellen Grenzlinien.

#### Kaufleute im internationalen Seehandel

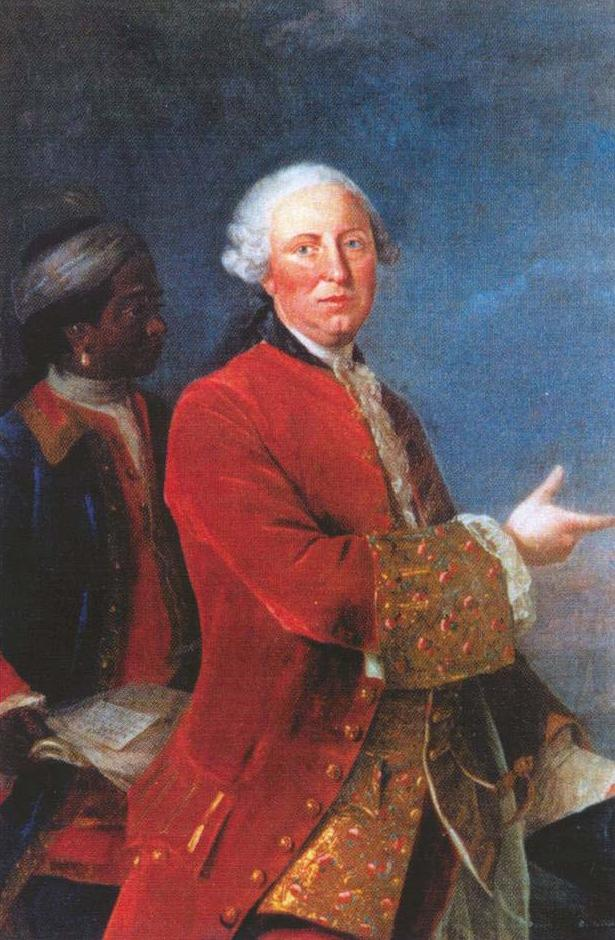
Seneca Inggersen
(1715–1786)

Der Hamburger Seehandel entwickelte sich von der ostseebezogenen Hansezeit über eine neutralitätsgestützte Blütezeit im Dreißigjährigen Krieg – insbesondere im Handel mit England, Norwegen und den Niederlanden – hin zum transatlantischen Verkehr nach 1782, der Hamburg zu einer der führenden Hafenstädte Europas aufsteigen ließ.
Die Jauch waren seit dem 18. Jahrhundert als Holzhändler in Hamburg tätig. Das Holz erhielten sie per Flößerei auf der Elbe aus dem Erzgebirge, Böhmen, Sachsen und Thüringen. Darüber hinaus unternahmen sie Handelsreisen nach Russland, um dort russisches Holz einzukaufen, das sie über die Ostsee nach Hamburg verschifften. Die späteren Überseekaufleute in Firma Jauch Gebr. konnten an diese Tradition anknüpfen, in der der Seehandel Bestandteil der unternehmerischen Tätigkeit war, auch war ihr Vorfahr Seneca Inggersen (1715–1786) bereits für die Vereinigte Ostindische Compagnie (VOC) auf Java tätig.

#### Mitgestalter des Hamburger Geisteslebens

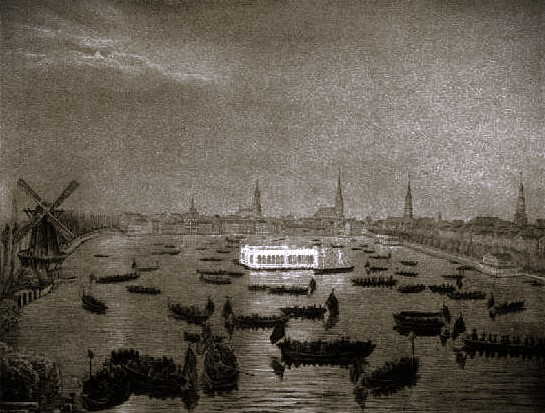
3. Norddeutsches Musikfest – Feenpavillon auf der Binnenalster

„Die kulturelle Hegemonie der städtischen Eliten konstituierte eine eigene, von der breiten Masse des Stadtbürgertums zunehmend geschiedene Lebenswelt“, die im Selbstverständnis und der wirtschaftlichen Überlegenheit der Hanseaten wurzelte. Wilhelmine Jauchs (1809–1893) Vermögen erlaubte es ihrem Mann Theodor Avé-Lallemant (1806–1890), sich der Förderung der Musik und ihrer Komponisten zuzuwenden. Er und seine Frau unterhielten seitdem neben den Komponisten Georg Dietrich Otten und Karl Graedener eines der „wenigen musikalischen Häuser“ in Hamburg. Ab 1838 war Avé-Lallemant Mitglied, in der Folge Erster Vorsitzender des Comités für die Philharmonischen Konzerte und war damit zugleich einer der Siegelbewahrer des Hanseatentums, denn die philharmonischen Konzerte waren ein wesentliches Element der Hamburger Elitenkultur. 1841 organisierte Avé-Lallemant in Hamburg das 3. Norddeutsche Musikfest, das damals größte Musikfest in Deutschland. Neben Konzerten im Hamburger Michel und an anderen Orten „wartete man mit einem geradezu sensationellen Einfall auf. Inmitten der Binnenalster wurde auf Pfählen ein ‚Feenpavillon‘ errichtet“ mit einem von Abertausenden Kerzen erleuchteten nächtlichen Konzert.

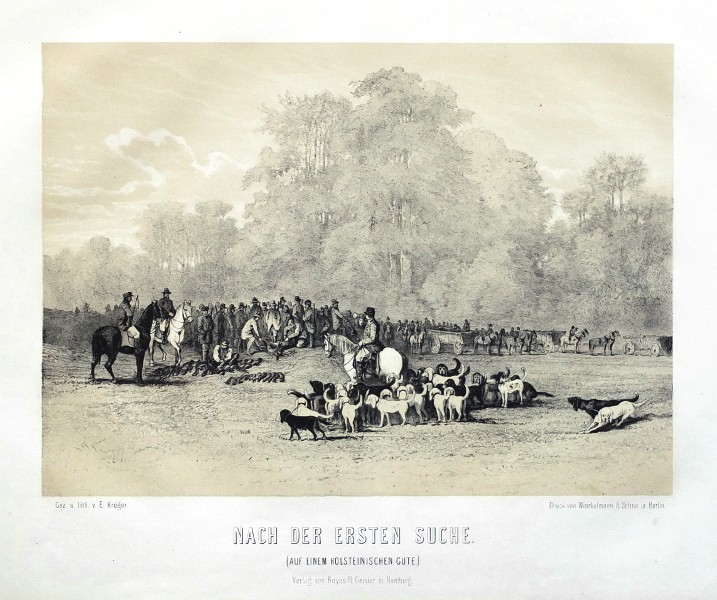
Jagd auf Wellingsbüttel um 1860 mit erlegtem Hirsch – in der Mitte, mit Zylinder, Johann Christian Jauch

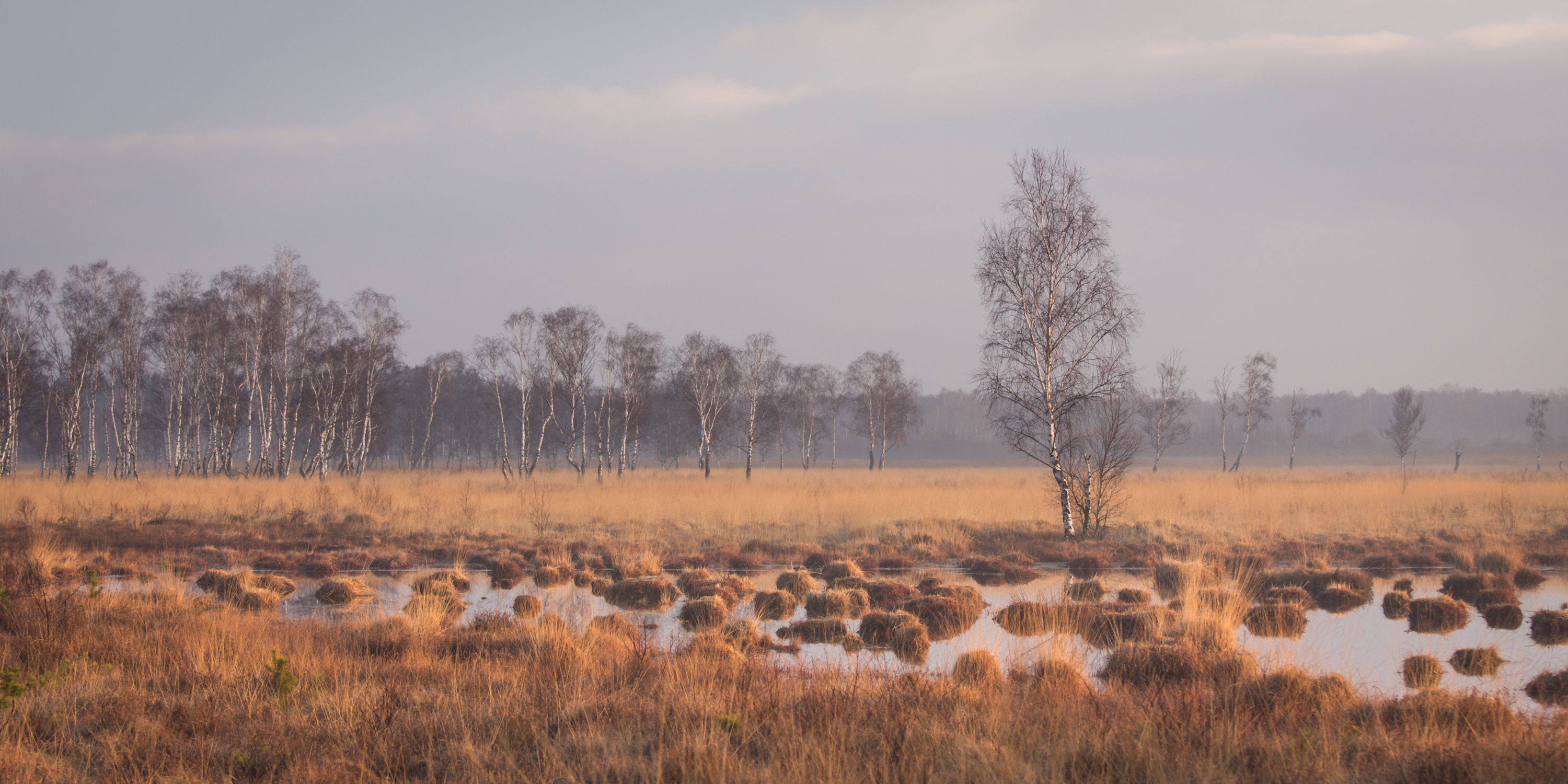
Jagdrevier Duvenstedter Brook

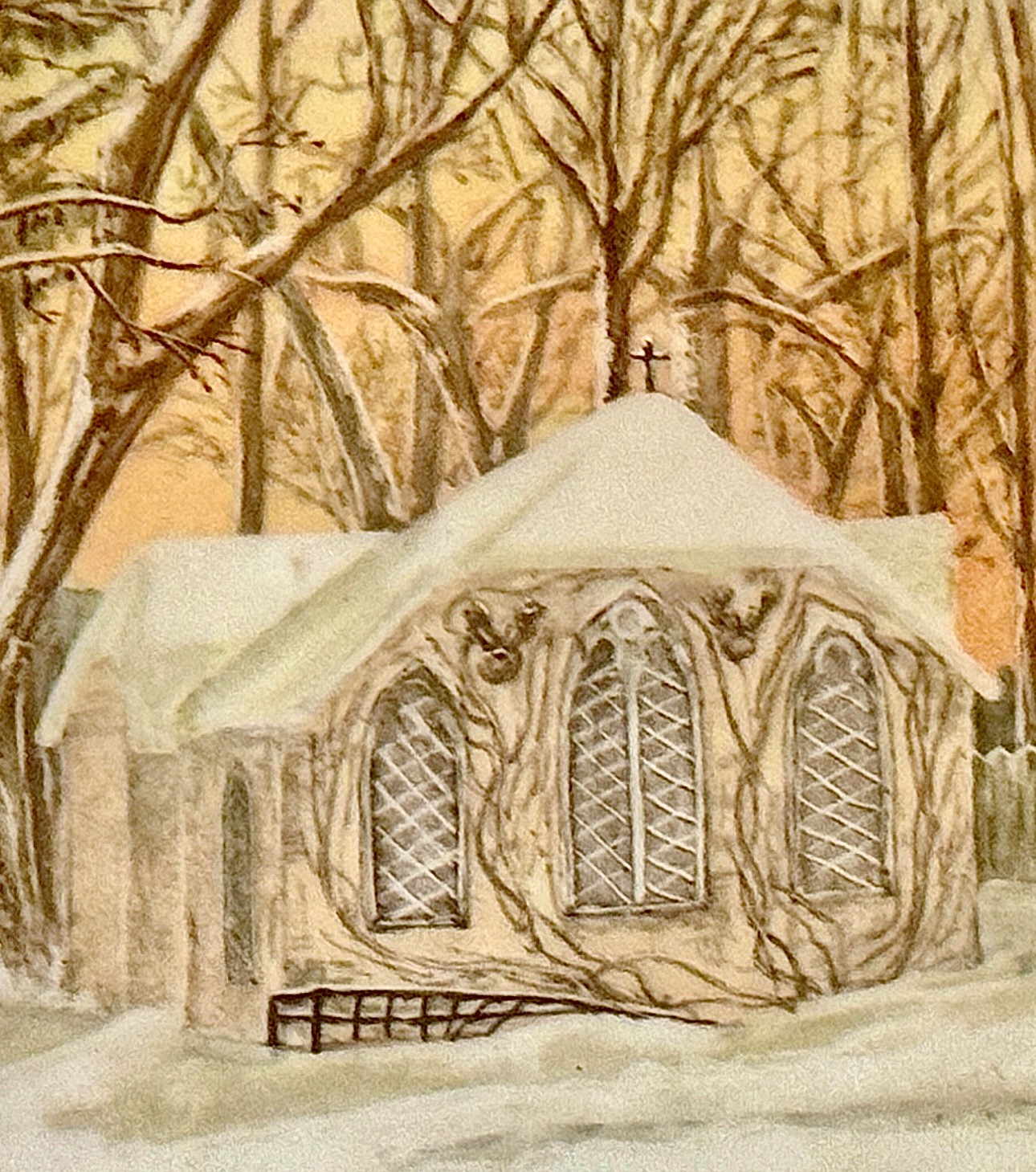
Hubertuskapelle
auf Wellingsbüttel

#### Hamburger Großbürger und Jagd
Der Hamburger Hauptrezess von 1712 regelte die Rechtsverhältnisse innerhalb der Stadt Hamburg, darunter auch die Jagdrechte der Bürger. Demnach war es ausschließlich Großbürgern, die geschätzt ein Promille der Stadtbevölkerung ausmachten, gestattet, auf den zur Stadt gehörigen Flächen die Jagd ausüben. Mit der Jagdverordnung von 1831 wurde dieses Privileg aufgehoben und als Regal dem Staat übertragen.
Neben städtischem Grundbesitz und Landhäusern – etwa entlang der Elbchaussee – galt der Besitz eines Gutes im schleswig-holsteinischen Umland als Statussymbol gehobener Art. Unter den Besitzungen der Jauch befand sich Wellingsbüttel, wo sie die Jagd pflegten. Die Jagd diente dabei nicht allein dem Zeitvertreib, sondern wurde zur Bühne großbürgerlicher Selbstdarstellung: Aufwand und Wildwahl fungierten als Zeichen gesellschaftlicher Geltung. Der betriebene Aufwand war zum Teil beträchtlich und übertraf den für manches Jagdschloss eines mecklenburgischen Landesherrn. Johann Christian Jauch junior ließ auf Wellingsbüttel ein Gatter anlegen, um das nicht heimische Rotwild zu jagen, wie es nach 1871 auch Otto von Bismarck im östlich von Hamburg gelegenen Sachsenwald tat. Zu diesem Zweck ließ er bestehende Bauernhöfe niederlegen und die landwirtschaftliche Nutzung weitgehend einstellen, um das Gelände jagdlich nutzbar zu machen. Für Niederwildjagden pachteten er und sein Sohn Carl den Duvenstedter Brook im Norden Hamburgs – heute Hamburgs größtes Naturschutzgebiet. Dort setzten sie regelmäßig Fasane aus, um das Phaesent shooting zu pflegen, wie es seit Beginn der Viktorianischen Epoche einer der gesellschaftlichen Fixpunkte der landed gentry war – dies zugleich Ausdruck der Hanseaten eigenen Anglophilie.

#### Hanseaten, Adel und Adelsheiraten
Nicht wenige der großen hanseatischen Familien verfügten auch außerhalb Hamburgs über Besitzungen, da ihr zunehmend feudal geprägter Lebensstil oft den Erwerb adeliger Güter einschloss. Manche nutzten dies, um selbst ein Adelsprädikat zu erlangen. Andere hingegen, wie die Jauch, hielten an ihrem bürgerlichen Namen fest. Nach den Worten Johann Carl Daniel Curios war Reichtum ohnehin das einzige in Hamburg gültige Adelspatent. Die Annahme eines Adelsprädikates hätte sie zudem von öffentlichen Ämtern in Hamburg ausgeschlossen. Eheschließungen mit adeligen Frauen, wie in einigen Ehen der Jauch, taten der gesellschaftlichen Stellung in der Hansestadt keinen Abbruch. (→ Hamburg und der Adel).

### Nachkommen
Eleonora Maria Jauch (1732–1797) ist die Stammmutter der Lübecker Bürgermeister- und Senatorenfamilie Overbeck, die zu jenen „Genie- und Talentfamilien“ zählt, welche „durch drei bis vier Generationen hindurch Lübeck sein geistiges Gepräge“ gaben, darunter einer der neben Thomas Mann bekanntesten Söhne der Stadt, Enkel von Eleonora Maria Jauch, der Maler Friedrich Overbeck

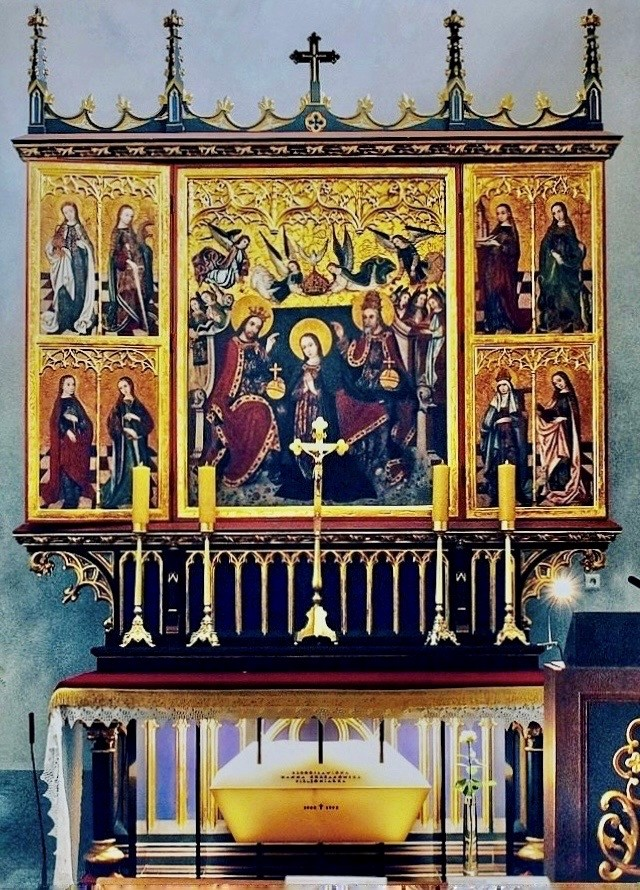
Schrein der seligen
Hanna Chrzanowska

Zu den Nachkommen gehören ferner die selige Hanna Chrzanowska, der Autor von Quo Vadis und Nobelpreisträger für Literatur Henryk Sienkiewicz, die erste Deutsche Meisterin im Golf Alice Knoop, die Lords Bolton, Besitzer des vormaligen Herzogtums Bolton, Zweige polnischer Magnatengeschlechter, der Durchlauchten Fürsten Czartoryski und der Grafen Potocki, sowie der Fürsten Podhorski und der Fürsten Woroniecki. Andere Nachkommen, eine Linie der Grafen Rostworowski, stehen als gleichzeitige Nachkommen der Kaiserin Maria Theresia entfernt in der britischen Thronfolge.
Constance Jauch (1722–1802) ist die Stammmutter des polnischen Adelsgeschlechts Lelewel. Ihr Sohn Karol Mauricy Lelewel (1750–1830) war einer der Führer der Reformbewegung für Polens Verfassung vom 3. Mai 1791. Der Revolutionär Joachim Lelewel, Enkel von Constance Jauch, entthronte 1831 Zar Nikolaus I. als letzten gewählten König Polens und gilt als Lehrmeister von Karl Marx, „bei dem … der Einfluss seines Meisters nicht schwer zu erkennen ist“. Der Enkel Jan Paweł Lelewel nahm 1832 am Hambacher Fest teil und gehörte 1833 zu den Führern des Frankfurter Wachensturms, mit dem eine allgemeine Revolution in Deutschland ausgelöst werden sollte.
Oberst August Deetz, Sohn von Ludovica Jauch (1772–1805), bot 1849 als Mitglied der Kaiserdeputation dem preußischen König die Deutsche Kaiserkrone an. Karl von Fischer-Treuenfeld, Nachkomme Eleonora Maria Jauchs (1732–1797), gehörte zu den Köpfen des 1923 gescheiterten Hitlerputsches. Charlotte Jauchs (1811–1872) Enkel Otto von Feldmann steuerte 1925 maßgeblich die Wahl des mit den Nachkommen verschwägerten Paul von Hindenburg zum Reichspräsidenten.

## Geschichte

### Besessene Männer und Bürgermeister zu Sulza in Thüringen
1512 sind Georg, Matthias und Nikolaus Jauch im Erbbuch des Amtschössers zu Niederroßla als Besessene Männer in „Sultza Villa“ verzeichnet, den damals als Einheit begriffenen Orten Dorfsulza und Bergsulza, heute mit anderen historischen Orten zusammengeschlossen zu Bad Sulza in Thüringen. Matthias Jauch war dort mit „Segelitzen Gut“ belehnt. Georg Jauch (1606–1675) wurde Bürgermeister von Sulza. Von diesem oder dessen mutmaßlichem Bruder Hans († 1670) stammt Christian Jauch der Ältere (1638–1718) ab, mit dem die lückenlos belegte Stammfolge beginnt.

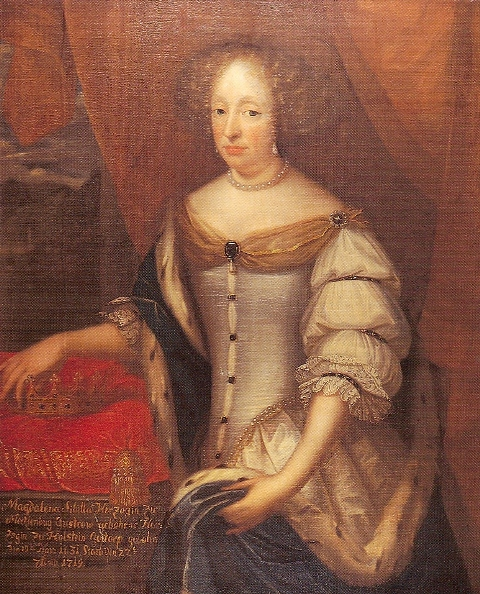
Herzogin Magdalena Sibylla – Ingeborg Nicolai diente 1650–1702 als Kammerzofe und Vertraute im engsten Kreis der Herzogin, Christian Jauch d.Ält. 1662–1669 im Hofstaat. 1665 Eheschließung der beiden.

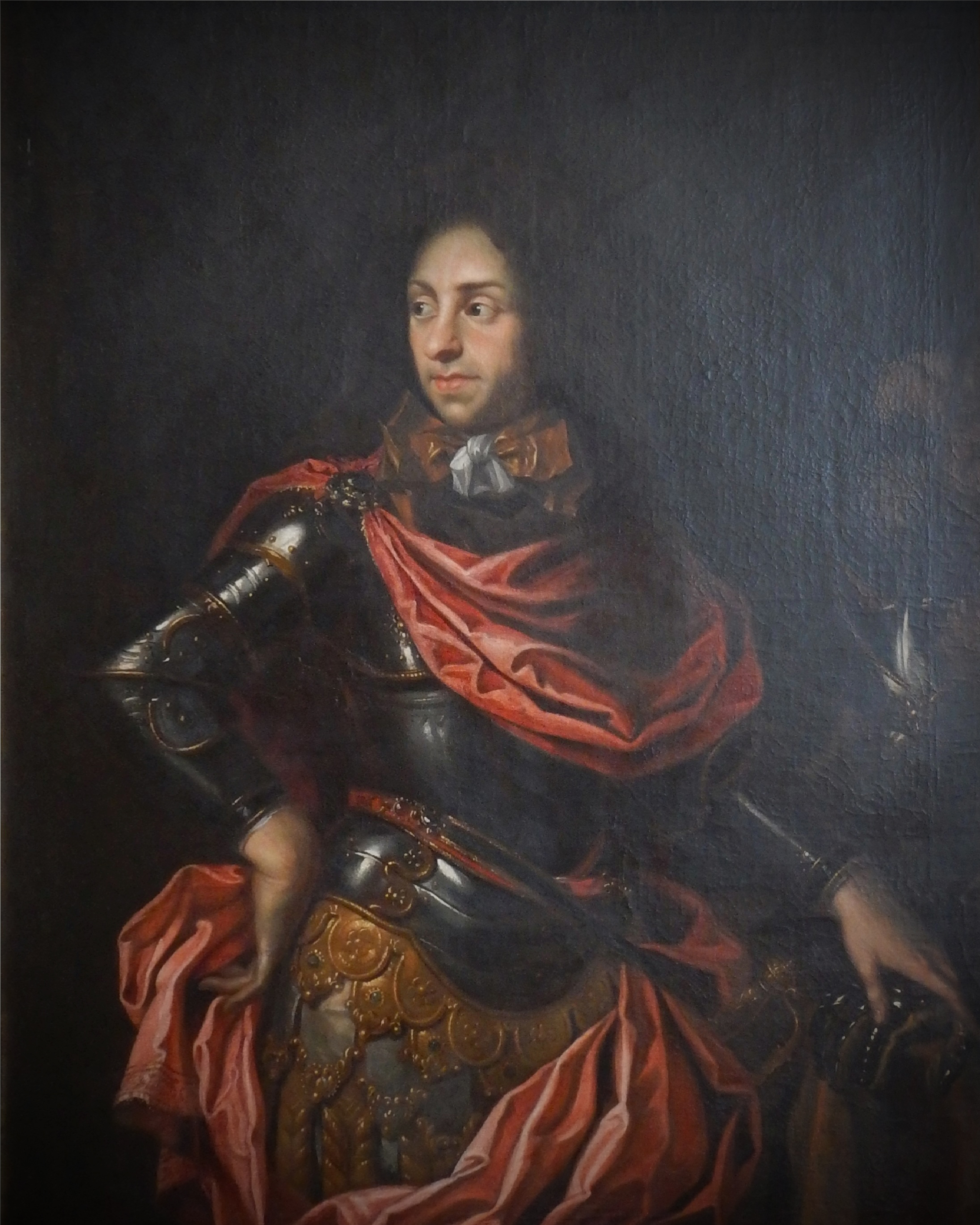
Karl zu Mecklenburg (1664–1688), dessen "Erster Lacquay und Taffeldecker" Christian Jauch d. Ält. seit 1669 war.

### In Diensten von Mecklenburg-Güstrow
Christian Jauch der Ältere (1638–1718) verließ das nicht zuletzt aufgrund der Thüringer Sintflut und der Plünderung durch schwedische Truppen 1640 stagnierende Sulza. Er trat 1662 in den Dienst des absolutistischen Herzogs Gustav Adolf von Mecklenburg-Güstrow, unter dem die höfische Kultur in der Residenz Güstrow eine Blüte erlebte. Christian Jauch heiratete 1665 im Güstrower Dom die Kammerjungfer und Vertraute der Herzogin Magdalena Sibylla von Mecklenburg-Güstrow, Ingeborg Nicolai († 1702), die der Herzogin bereits auf dem elterlichen Schloss Gottorf gedient hatte. Bis 1669 gehörte Christian Jauch ebenfalls dem Hofstaat der Herzogin an. Dann wurde er „Erster Lacquay und Taffeldecker“ des Erbprinzen Karl zu Mecklenburg-Güstrow.
Die Söhne Christian Jauchs besuchten die fürstliche Domschule zu Güstrow, die nach grundlegender Reform durch Herzog Gustav Adolf die beste Schule Mecklenburgs war. Der älteste Sohn Johann Christopher (1669–1725) ergriff, als „praestantissimus juvenum“ – der vorzüglichste der jungen Männer – gefördert von Herzog Gustav Adolph, das Studium der Theologie. Von Oktober 1694 bis in das Jahr 1695 nahm er die vakante Funktion eines Herzoglich Mecklenburg-Güstrowschen Hof- und Schlosspredigers in Güstrow wahr, letzter vor dem Erlöschen des Hauses Mecklenburg-Güstrow 1695.
1688 war der Erbprinz gestorben. Dessen Frau Maria Amalia gebar am selben Tag ein Kind, das bei der Geburt ebenfalls starb, so dass das Haus Mecklenburg-Güstrow ohne Thronerben war. Christian Jauch war daraufhin vom herzoglichen Hof in die Stadt gewechselt, hatte das Bürgerrecht erworben und sich als Herzoglich Mecklenburg-Güstrowscher Hofschuhmacher und Handelsmann betätigt. Mit dem Tod Herzog Gustav Adolfs 1695 erlosch die Linie Mecklenburg-Güstrow vollends und die Residenz Güstrow verlor Glanz und Bedeutung. Die Herzogswitwe Magdalena Sibylle unterhielt bis zu ihrem Tod 1719 noch einen kleinen Hof. Nachdem Ingeborg Jauch, die in ihren Diensten stand, 1702 verstorben war, verließ Christian Jauch nach knapp 40 Jahren zunächst in Diensten des Hofes, später als Hoflieferant, Güstrow und folgte mit allen seinen noch unverheirateten Kindern seinem Sohn Johann Christopher nach Lüneburg. Dieser war, nachdem er von Herzog Gustav Adolf 1695 „nach gehaltener Abschieds-Predigt in der Schlosskirche gnädigst dimittiret“, einem Ruf als Archidiakon an St. Lamberti in Lüneburg gefolgt.

### In königlich großbritannischen und kurfürstlich braunschweig-lüneburgischen Diensten
Christian Jauch der Jüngere († 1720) erwarb 1701 das Lüneburger Bürgerrecht. 1710 kaufte er das vormalige Haus des Bürgermeisters Statius II. von Töbing, das Haus Nr. 97 der Inneren Stadt. Christian Jauch der Ältere, sein Vater, wurde 1703 Bürger zu Lüneburg.

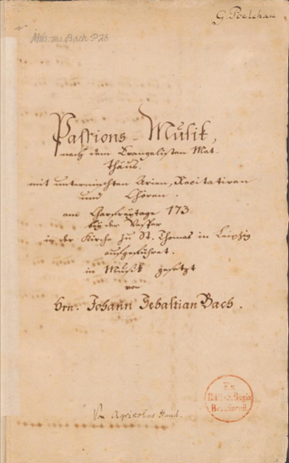
Konzeptpartitur der Urfassung von J.S.Bachs Matthäus Passion

Johann Christopher Jauch (1669–1725) war königlich großbritannischer und kurfürstlich braunschweig-lüneburgischer Stadtsuperintendent, Hauptpastor an St. Johannis zu Lüneburg und Inspektor des Johanneums ebendort, zuvor Hauptpastor an St. Nicolai in Lüneburg. Er war ein barocker Textdichter und gilt nach neuerer Forschung als Hauptlibrettist Johann Sebastian Bachs in dessen schöpferischer Höchstphase ab 1723 in Leipzig: „Bei dem Autor der Texte für Johann Sebastian Bachs Choralkantaten des Jahrgangs 1724/25 und für einige von deren Vor- und Nachläufer, für Teile seiner Johannes-Passion und für eine Anfang 1725 abgebrochene Urfassung der Matthäus-Passion handelt es sich mit hoher Wahrscheinlichkeit um den Lüneburger ... Superintendenten ... Johann Christoph Jauch“.
Sein Neffe Johann Christian Jauch (1702–1778) war Erster Domherr und Vizedekan mit der Stellung eines Stiftspropstes des nahegelegenen landtagsfähigen Domstifts Bardowick. Er heiratete Clara Maria Rhüden (1710–1775), Ur-Urenkelin des Reformationstheologen Salomon Gesner (1559–1605). Ihr Onkel war der Lüneburger Superintendent und Urenkel Philipp Melanchthons Heinrich Jonathan Werenberg (1651–1713). Ludolph Friedrich Jauch (1698–1764) wirkte 34 Jahre an der Michaeliskirche, zunächst als Archidiakon, seit 1744 als Hauptpastor und als Inspektor der Michaelisschule. Ludolph Friedrichs Bruder, der Jurist Tobias Christoph Jauch (1703–1776), war Stadt-Secretarius beim Magistrat von Lüneburg. Friedrich August Jauch (1741–1796), Sohn des Kaiserlichen Notars Adolph Jauch (1705–1758), wurde Ratsherr und Senator von Hannover-Calenberg. Carl Jauch (1735–1818) war königlich großbritannischer und kurfürstlich braunschweig-lüneburgischer Gerichtsherr zu Horneburg, belehnter Burgmann ebendort und Domherr zu Bardowick.

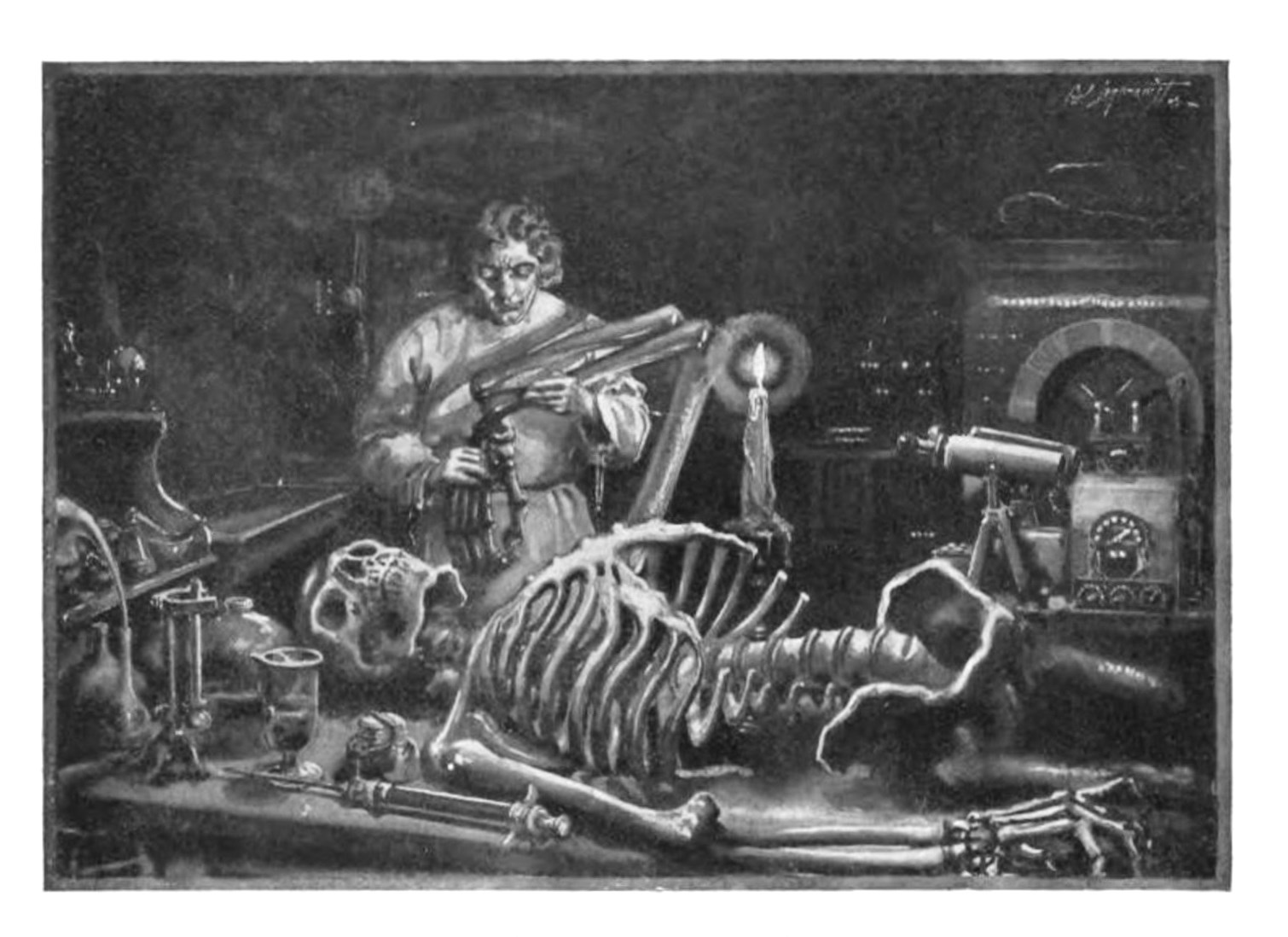
Frankenstein, als dessen historisches Vorbild der von Carl Jauch beherbergte Exulant Dippel von der Popkultur vereinnahmt wird.

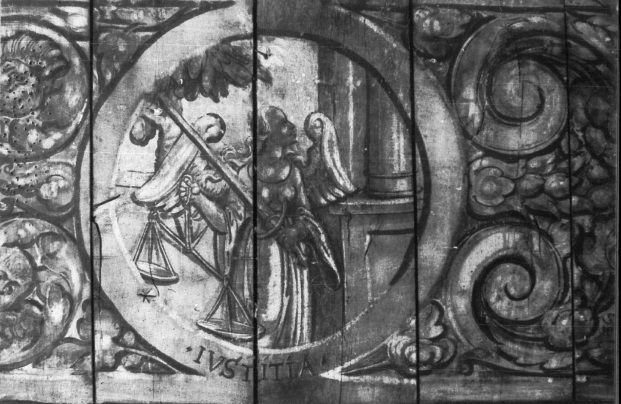
Lüneburg, Große Bäckerstraße 12, Justitia - barocke Deckenmalerei

Carl Jauch (1680–1755) war Kaufmann und Postagent der Freien Reichsstadt Lübeck zu Lüneburg. Er war mit einer Großnichte des Lübecker Superintendenten und Streiters gegen den Pietismus August Pfeiffer verheiratet, selbst jedoch nach kirchlichen Berichten „Neuerungen von jeher zugetan“. So beherbergte er den Pietisten, Arzt, Anatomen und Alchemisten Johann Konrad Dippel nach dessen 1729 erfolgter Ausweisung aus Dänemark, der in Teilen der Fachliteratur, vor allem aber in der Populärkultur als historisches Vorbild für Mary Shelleys „Frankenstein“ gehandelt wird (→ Dippel als Vorbild für Frankenstein). Ähnlich wie Vlad III. Drăculea als reale Figur hinter „Graf Dracula“ zählt Dippel damit zu jenen Gestalten, die sich die Popkultur einverleibt hat.
Während Lüneburg im 17. Jahrhundert den Glanz seiner Blütezeit zu bewahren vermochte, erfuhr die Stadt im 18. Jahrhundert einen zunehmenden wirtschaftlichen Niedergang. „Alles in Lüneburg war in Verfall, der Wohlstand nahm immer mehr ab.“ Die Bautätigkeit kam zum Erliegen, wodurch das historische Stadtbild erhalten blieb. Eine der Ausnahmen bildet das 1740 von dem Sohn Christian Jauchs des Jüngeren, dem Kaufmann Carl Daniel Jauch (1714–1795), umfassend umgestaltete Barockhaus der Familie, heute Große Bäckerstraße 12. 1752 verlegte Carl Daniel Jauch sein Handelsgeschäft aus dem kaufmännisch uninteressant werdenden Lüneburg nach Hamburg.

### In Diensten Augusts des Starken
Johann Christopher Jauch hatte außer am Hof zu Mecklenburg-Güstrow in der Hofkirche von Schloss Frederiksborg vor Prinz Carl von Dänemark und in Sachsen-Zeitz vor den Fürsten „mit großem applausu“ gepredigt. 1698 berief ihn die Kurfürstin von Sachsen und Titularkönigin von Polen Christiane Eberhardine auf Schloss Pretzsch. Nachdem ihr Mann August der Starke 1697 für seine Wahl zum polnischen König zum katholischen Glauben konvertiert war, oblag es Johann Christopher Jauch, der Königin im königlichen Zimmer zu predigen und sie wider alle anfänglichen Bekehrungsversuche – selbst ihre protestantischen Eltern rieten zum Konfessionswechsel – im rechten Glauben zu bestärkten. Die Königin wurde in der Folge von ihren protestantischen Untertanen ehrenvoll als „die Betsäule Sachsens“ bezeichnet.

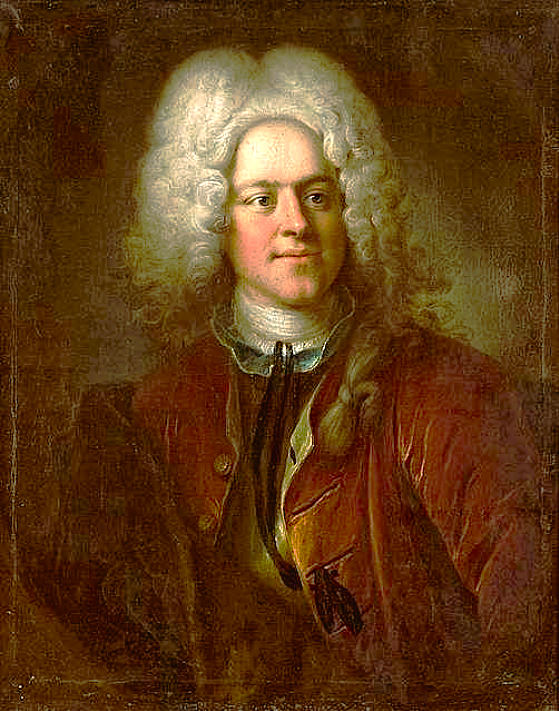
General Joachim Daniel Jauch
(1688–1754)

Johann Christophers jüngerer Bruder Joachim Daniel Jauch (1688–1754) organisierte demgegenüber am Hof in Warschau Augusts des Starken legendäre und fast ständig stattfindende Bälle, Jahrmärkte, Tierhetzen, Maskeraden, Illuminationen und Schützenfeste. Sie waren wohldurchdachte Staatsaktionen, die Unsummen verschlangen und wie seine neuen Schlösser und Kunstsammlungen der königlichen Selbstdarstellung nach dem Vorbild Ludwigs XIV. von Frankreich dienten. Während des Lustlagers von Zeithain 1730, des „Spektakels des Jahrhunderts“, verantwortlich für das fünfstündige Feuerwerk auf den Schiffen und an Land zum Abschluss des Lustlagers brachte es Joachim Daniel zu seinem Scherznamen „Fifat“, indem er statt des geforderten „VIVAT von nie gesehener Größe“ ein ebensolches „FIFAT“ über den achtundvierzig anwesenden Fürsten aufleuchten ließ. (→ Ein „FIFAT“ von nie gesehener Größe).

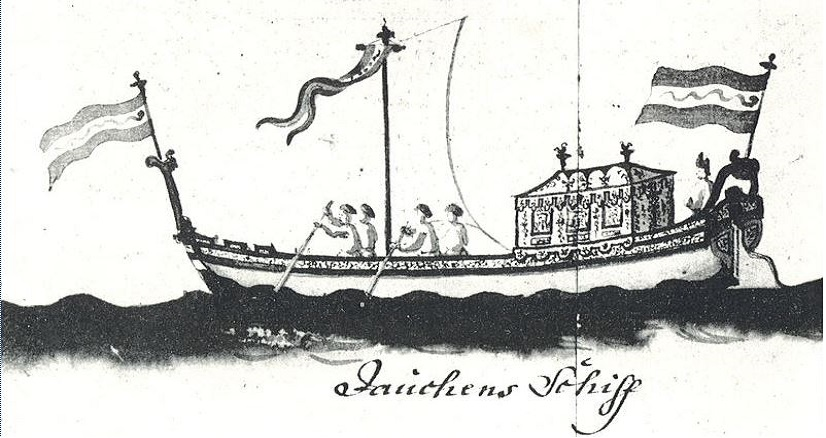
Prunkbarkasse Joachim Daniel Jauchs als Flottenkommandant

Joachim Daniel Jauch war verheiratet mit Eva Maria Münnich, über deren Herkunft unterschiedliche Auffassungen in der Literatur bestehen. Ein Teil der Autoren nimmt an, sie sei eine Tochter des 1716 bis 1721 am Sächsischen Bauamt als Vorgesetzter und Amtsvorgänger Jauchs tätigen späteren Kaiserlich Russischen Generalfeldmarschalls, Türkenbezwingers und Premierministers Burkhard Christoph von Münnich (1683–1767) gewesen. Der früh verstorbene Sohn August Jauch (* 1731) war Patenkind Augusts des Starken.
Joachim Daniel Jauch war Kurfürstlich Sächsischer Generalmajor, Königlich Polnischer Oberst, Kommandeur der Königlich Polnischen Artillerie, Kommandeur der Weichselflotille, Direktor des Sächsischen Bauamtes zu Warschau und der Organisator des barocken Ausbaus der Stadt. Ihm folgten mehrere Familienmitglieder als Offiziere in polnische Militärdienste, darunter sein Neffe und Adjutant, der spätere Capitaine Ernst Ulrich Jauch († nach 1764), sowie sein Bruder Franz Georg Jauch (1682–1753), der 1724 als seinerzeitiger Capitaine des Infanterie-Regiments Garde des Königs und Kompaniechef in der Festung Thorn beteiligt war am Thorner Blutgericht. Franz Georg Jauch, „der zu den Günstlingen des Königs gehörte“, wurde wie in der Folge sein Neffe Heinrich Georg Jauch (* 1709) einer der jeweils zwei Oberstleutnante der Königlich Polnischen Krongarde – beide als Gardeoffiziere mit dem Range eines Obersten der Linienregimenter.

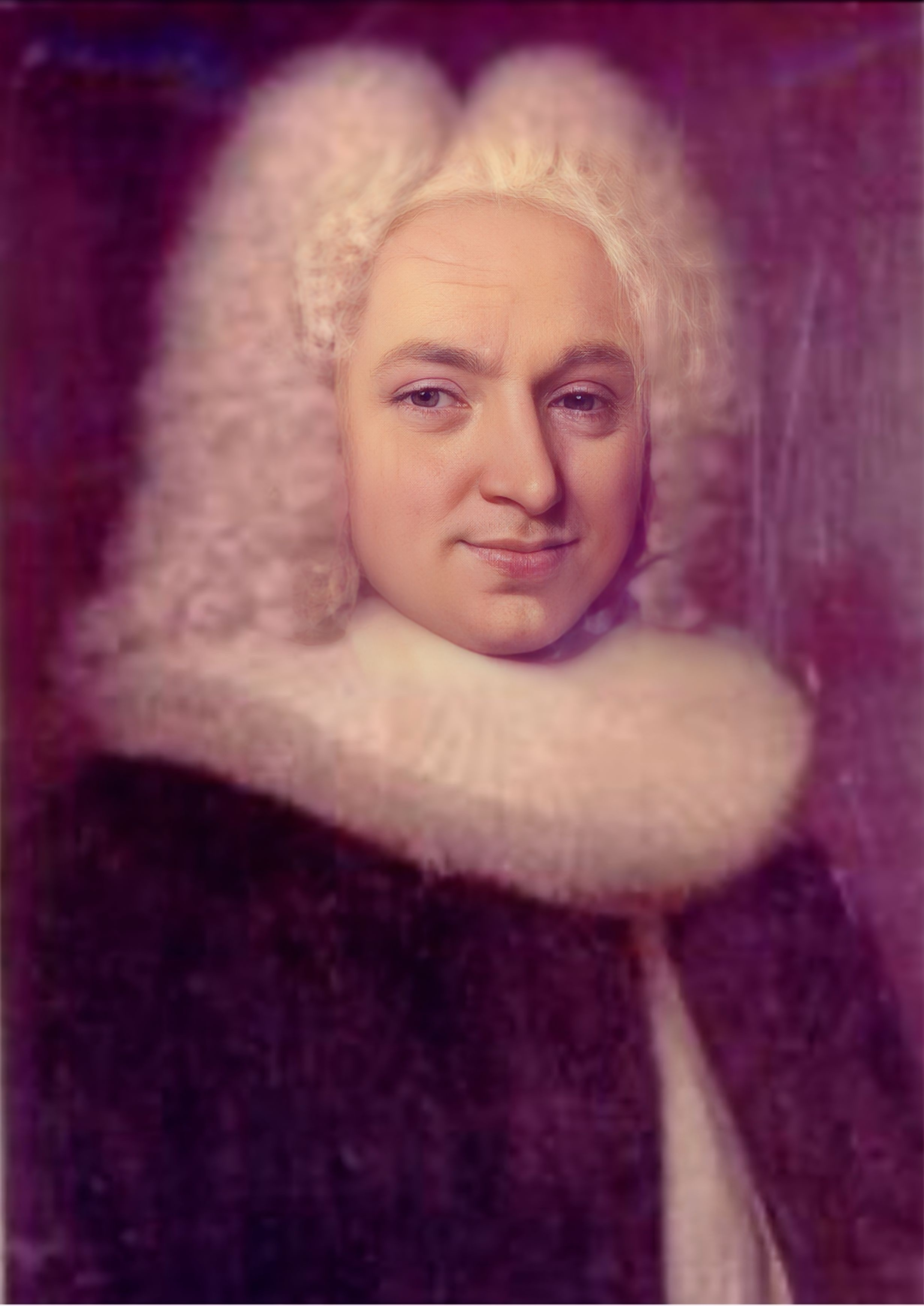
Joh. Bapt. Mutzenbecher

### Großbürger der Freien und Hansestadt Hamburg
Franz Jürgen Jauch und sein Bruder Christian Jauch der Jüngere († 1720) erlernten ab 1699 die Handlung in Hamburg. 1752 verlagerte Carl Daniel Jauch (1714–1795) seinen Handel aus dem wirtschaftlich verfallenden Lüneburg in das aufstrebende Hamburg.
Carl Daniel Jauchs Neffe Johann Georg Jauch (1727–1799), Fabrikant zu Lauenburg/Elbe, entführte und heiratete als seinerzeitiger königlich großbritannischer und kurfürstlich braunschweig-lüneburgischer Leutnant 1754 Anna Mutzenbecher, Tochter des Hamburger Senatssyndicus und Herrn auf Horst, Johann Baptista Mutzenbecher (1691–1759) und der Christiane Moller vom Baum sowie Großnichte des Hamburger Senators Matthias Mutzenbecher (1653–1735). Anlass der Entführung mag gewesen sein, dass Offiziere als Schwiegersöhne bei Hanseaten kaum auf Zustimmung hoffen konnten.
Johann Christian Jauch senior (1765–1855), Sohn von Johann Georg Jauch, baute den Holzhandel seines Großonkels Carl Daniel unter der Firma J. C. Jauch & Söhne zum marktbeherrschenden Holzgroßhandel Hamburgs aus. Mit dem Erwerb des Großbürgerrechts der Stadt wurde die Familie Teil der timokratischen Führungsschicht der bedeutendsten Handelsmetropole des Deutschen Reiches, der Hanseaten.

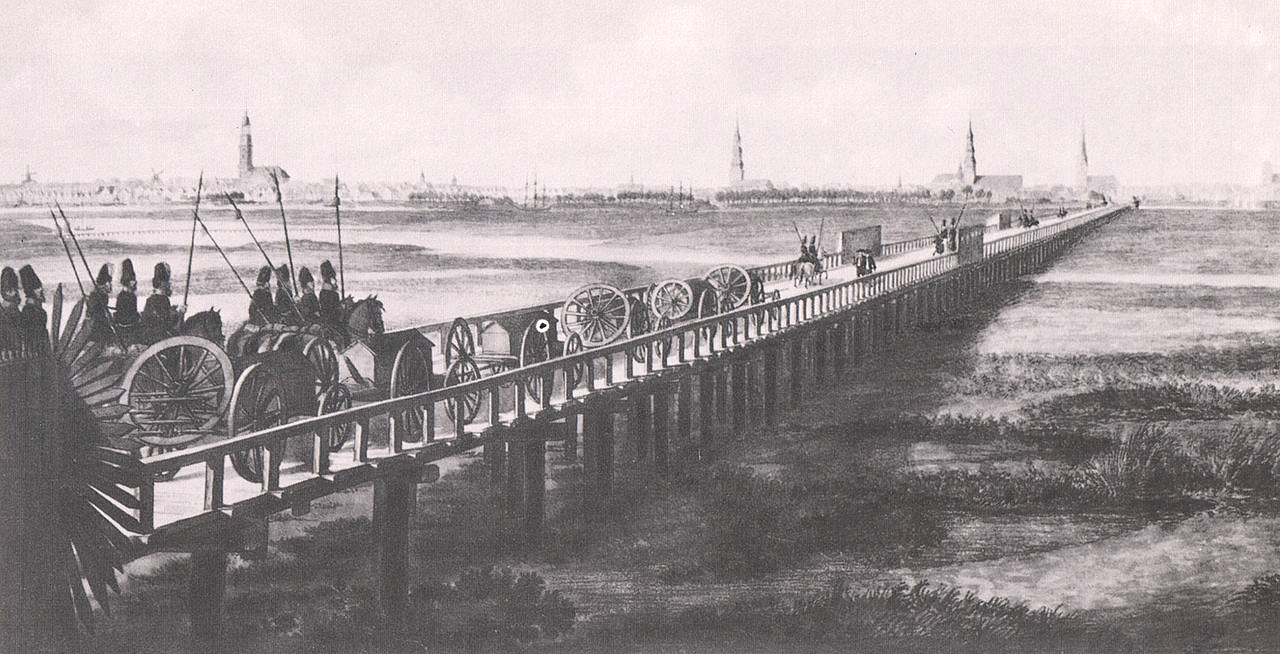
Kosaken überqueren die aus dem beschlagnahmten Holz der Hamburger Holzhändler errichtete Elbbrücke

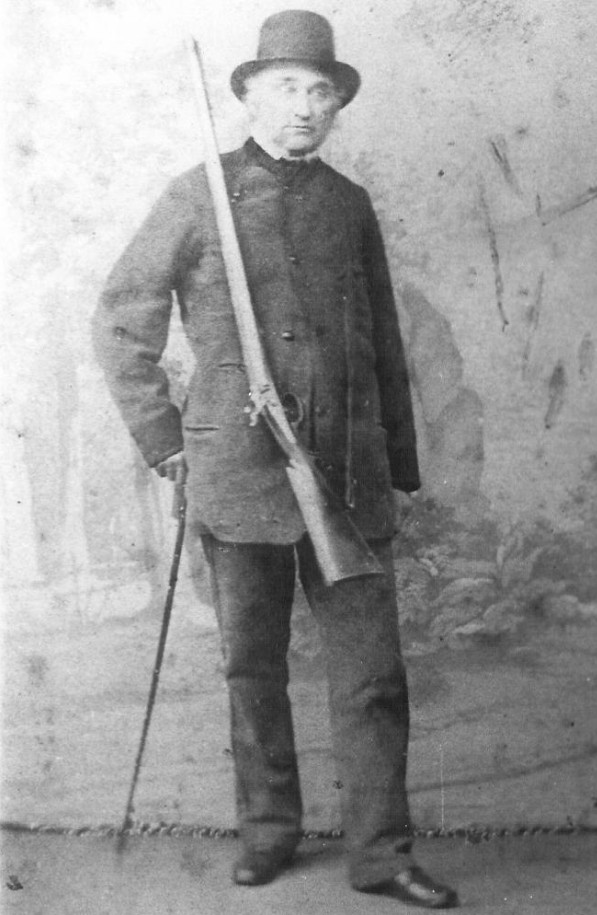
Johann Christian Jauch jun. um 1850 auf der Jagd

Hans Jauch

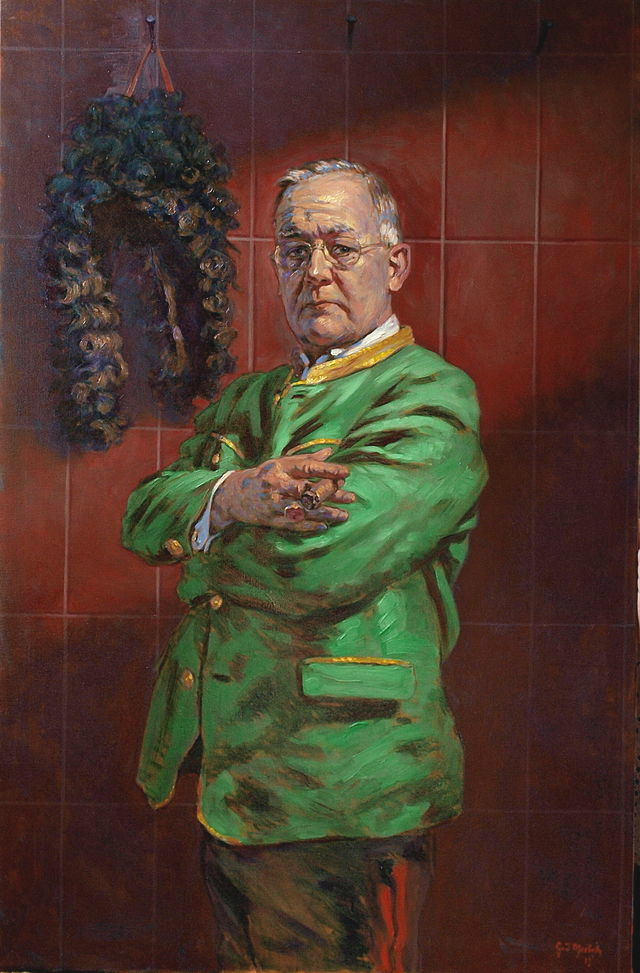
Hans-Gerd Jauch

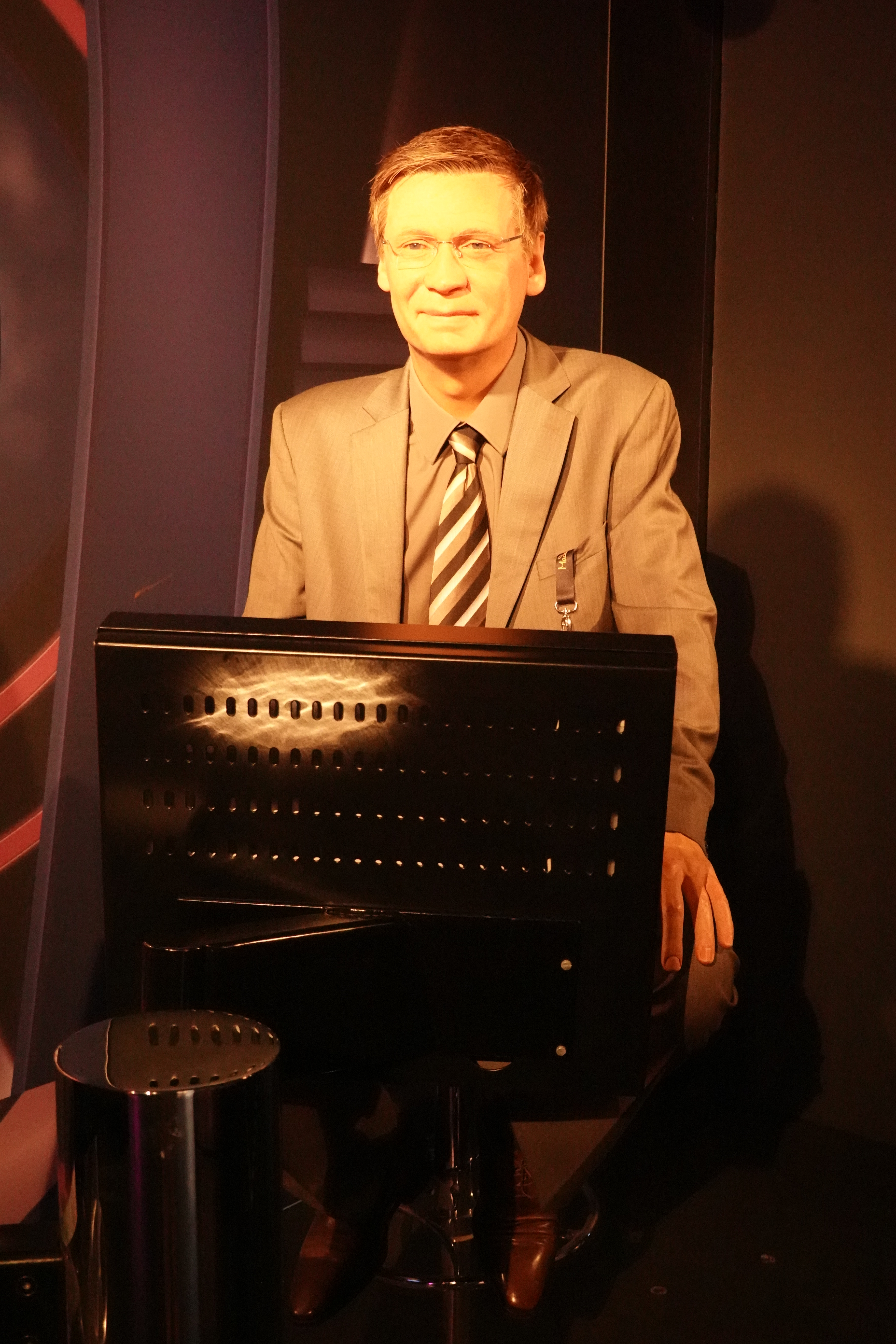
Günther Jauch bei Madame Tussauds in Berlin

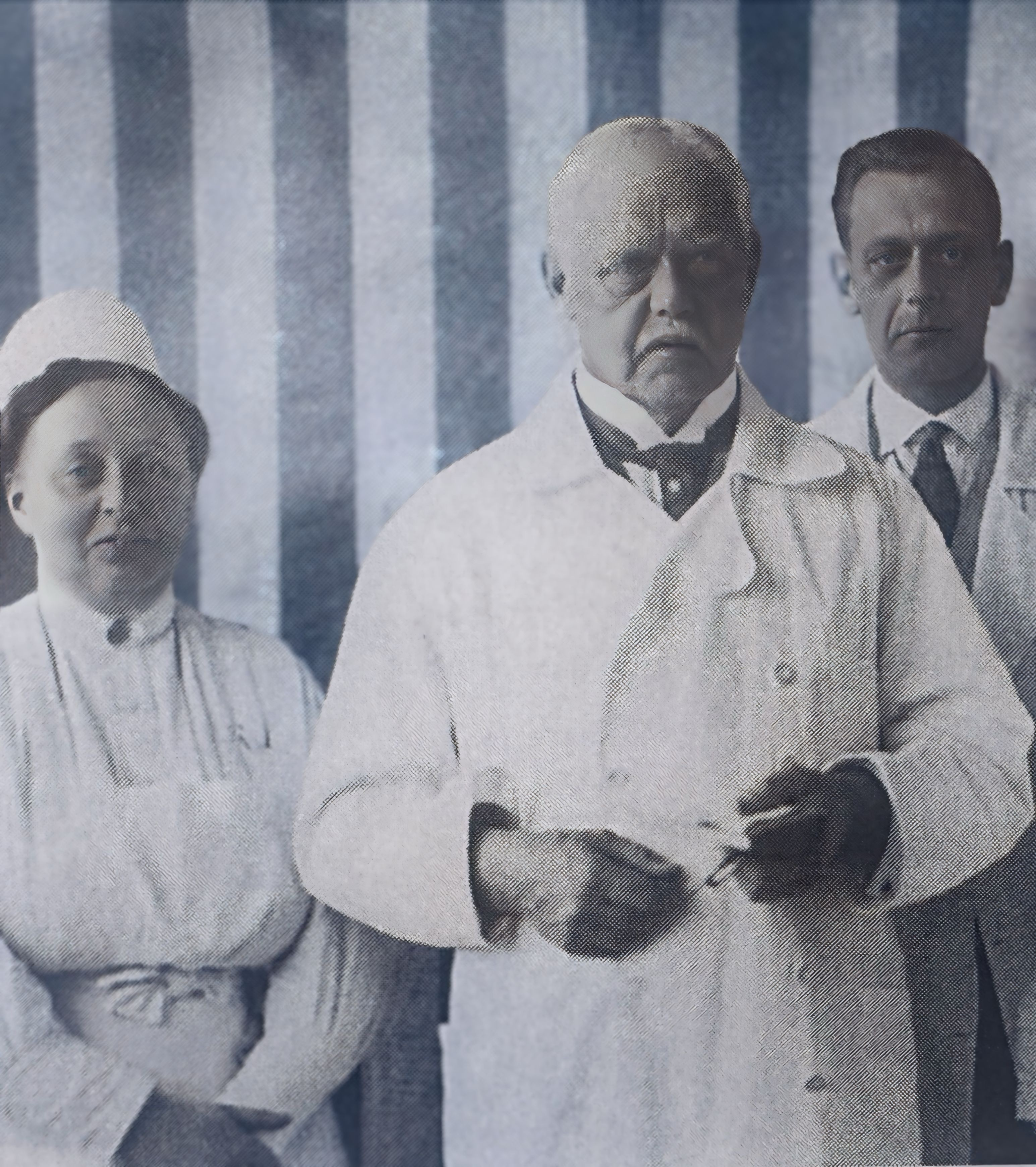
Oberschwester Luise Jauch – die Adriatica von Mylendonk in Thomas Manns Roman Der Zauberberg

In der Hamburger Franzosenzeit überstand die Firma 1813 die Beschlagnahme ihrer gesamten Holzvorräte für Fortifikationsarbeiten, insbesondere den Bau der 15.000 Fuß langen hölzernen Elbbrücke über den Grasbrook, durch den französischen Marschall und Gouverneur von Hamburg Louis-Nicolas Davout – „Der unermeßliche Holzvorrath, den eine solche Baute erforderte, war ganz in der Nähe: der Holzhafen am Stadtdeich, welcher Balken und Bretter zu mehreren Millionen an Werth umschloß“.
Die Kontinentalsperre Napoleons hatte bereits zu einer Vielzahl von Bankrotten Hamburger Handelsfirmen geführt. Sondersteuern und Zwangseinquartierungen taten ein Übriges. Die Beschlagnahme allen Holzes führte nunmehr zu Bankrotten von Holzhändlern und war mitursächlich für die jahrzehntelange Vorrangstellung der Jauchschen Holzhandlung.
Johann Christian Jauchs Söhne begründeten die heute noch blühenden Linien Wellingsbüttel, Schönhagen und Fernsicht. Sein ältester Sohn Johann Christian Jauch junior (1802–1880) erwarb als Landsitz das Kanzleigut Wellingsbüttel, zuvor Sitz des letzten Herzogs von Schleswig-Holstein-Sonderburg-Beck, Friedrich Karl. Johann Christian Jauch junior, bekannt für seine Jagden, pachtete eines der schönsten Jagdreviere Deutschlands, den Duvenstedter Brook hinzu, heute Hamburgs größtes Naturschutzgebiet, und legte neben dem „Jauch’sches Haus“ genannten Stadtdeich 9 in Hamburg ein Hirschgehege und einen Bärenzwinger für die von seinen Russlandreisen mitgebrachten Bären an.
Johann Christian Jauch junior zeichnete 1845 u. a. mit Bürgermeister Abendroth, dem Architekten de Chateauneuf und dem Bankier Salomon Heine die Aktien für den Bau des Hauses der Patriotischen Gesellschaft von 1765. Er gehörte mit Johan Cesar Godeffroy, Ernst Merck, Johann Heinrich Schröder und Robert Miles Sloman zu den Initiatoren der Internationalen Landwirtschaftsausstellung 1863 auf dem Hamburger Heiligengeistfeld und zeichnete den Garantiefonds. Johann Christian Jauch war 1848 bis 1850 Mitglied der Hamburger Konstituante. 1856 wurde er mit Gustav Godeffroy und Robert Miles Sloman zum Ersatzvorstand des Hamburger Vereins für Handelsfreiheit gewählt. 1859 war er einer der vom Senat vorgeschlagenen Kandidaten für das Amt des Militair Commissairs. 1864 gehörte er zu den Gründern des Hamburger Comités zur Pflege von Verwundeten und Kranken des Deutsch-Dänischen Krieges, eine der Wurzeln des Deutschen Roten Kreuzes in Hamburg.
Dessen Sohn Carl Jauch (1828–1888), ebenfalls Herr auf Wellingsbüttel und Großbürger zu Hamburg, heiratete Louise von Plessen, Tochter des großherzoglich mecklenburgischen Oberlanddrosten Ulrich von Plessen, Ur-Urenkelin des Handelsherrn der Niederländischen Ostindien-Kompanie Seneca Inggersen. Carl Jauch bekleidete ebenso wie sein Onkel Moritz Jauch (1804–1876) einen der schon wegen der damit verbundenen Kosten den Hamburger Großbürgern vorbehaltenen Offiziersrang in der hanseatischen Kavallerie. Carl Jauch besaß eine bekannte Sammlung von Gemälden zeitgenössischer Künstler. Der Linie Jauch-Wellingsbüttel entstammte Gustav Adolf Jauch (1859–1907), Kaufmann in Firma Jauch Gebr. Im- und Export. Er war Mitglied des Vorstands der Hamburger Börse und langjähriger Handelsrichter sowie im Vorstand vieler wohltätiger Einrichtungen. Sein älterer Bruder Paul Jauch (1857–1915), ebenfalls Kaufmann in Firma Jauch Gebr. Im- und Export, war Teilnehmer der ersten deutschen Kreuzfahrt 1891 auf der Augusta Victoria. Sein Sohn Alfred Jauch (1895–1966) hatte im damals üblichen Billardsalon im großbürgerlichen elterlichen Haus Gefallen am Billard gefunden und war mehrfacher Nordmarkmeister im Dreiband, Alfreds Sohn Rudolf Jauch (1932–2008) mehrfacher Norddeutscher Meister im Dreiband. Paul Jauchs weiterer Sohn Walter Jauch (1888–1976), Rittmeister der Reserve im 2. Hannoverschen Dragoner-Regiment Nr. 16, gründete die auf dem europäischen Festland führenden Versicherungs- und Rückversicherungsmakler Jauch & Hübener. Dessen Cousin war Hans Jauch (1883–1965), Oberst und Freikorpsführer, verheiratet mit Elsa von Othegraven, Großnichte des von Theodor Fontane romanhaft verarbeiteten Generals der Befreiungskriege Karl Thomas von Othegraven. Sein ältester Sohn Robert Jauch (1913–2000) gehörte als Oberleutnant im Artillerie-Regiment 16 in der 16. Panzer-Division zu den Teilnehmern der Schlacht um Stalingrad und war einer der nur 6000 Soldaten, die Schlacht und Kriegsgefangenschaft überlebten. Jüngster Sohn war der Journalist Ernst-Alfred Jauch (1920–1991). Enkel sind der Insolvenzverwalter Hans-Gerd Jauch (* 1953), der Franziskaner Pater Robert Jauch OFM (* 1954) und der Fernsehmoderator und Fernsehproduzent Günther Jauch (* 1956). Robert Jauch war mehrere Jahre Rektor der Kirche „Dominus flevit“ in Jerusalem.
Günther Jauch ist Besitzer des Weingutes von Othegraven und des Wawerner Herrenbergs an der Saar, die aus dem Besitz des Jauchschen Ahnherrn Emmerich Grach (1753–1826) stammen (→ Grach (Weingutsbesitzer)). Mit seiner Stiftung für die Wiedererrichtung des Fortunaportals in Potsdam, die im Jahr 2002 abgeschlossen wurde, gab Günther Jauch den Anstoß zum Neubau des Potsdamer Stadtschlosses als Sitz des Brandenburgischen Landtages, der 2014 eröffnet wurde.
Luise Jauch (1885–1933) war Oberschwester am Waldsanatorium Berghof in Davos, dem Zauberberg Thomas Manns, unter anderem während der dortigen Behandlung von Manns Frau Katia im Jahr 1912. Sie ist das Vorbild von Manns Romanfigur der „Oberaufseherin dieses Schreckenspalastes“ Adriatica von Mylendonk.
Rudolf Jauch (1891–1915) fiel als Zweiter Wachoffizier auf dem U-Boot U 40, das als erstes deutsches Unterseeboot 1915 von einer britischen U-Boot-Falle versenkt wurde. Carl Jauch (1892–1922) war Syndicus der Hamburg-Amerika-Linie, im Ersten Weltkrieg Kavallerist bei den „Weißen Ulanen“.

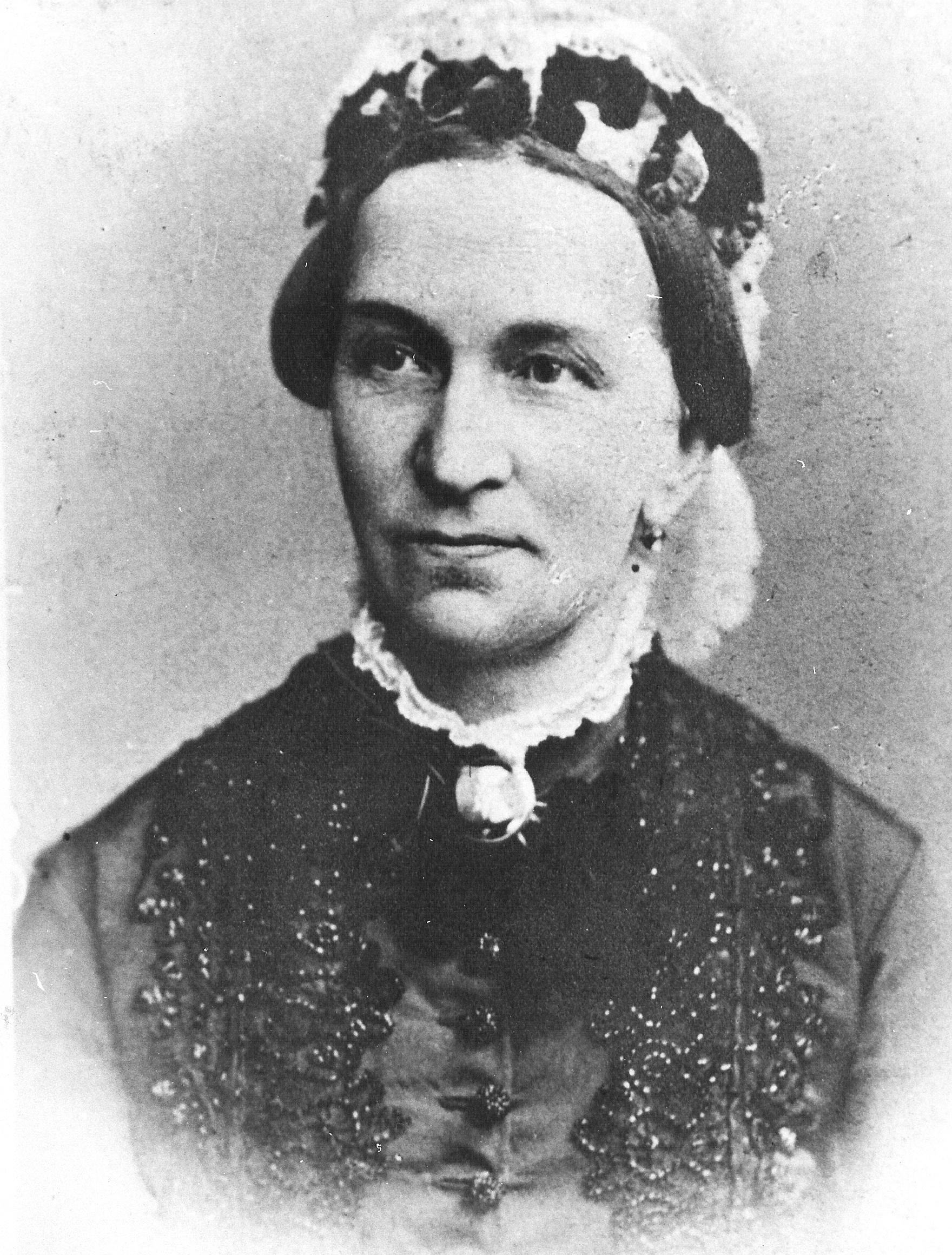
Auguste Jauch

Die Philanthropin Auguste Jauch (1822–1902), geborene Stubbe, leistete große Beiträge zur Verbesserung des Sozialwesens in Hamburg und schuf das Jauchsche Damenstift in Kiel. 1868 gehörte sie zu den Gründungsmitgliedern des Vaterländischen Frauen-Hülfs-Vereins zu Hamburg, einer der ersten Vorläuferorganisationen des Deutschen Roten Kreuzes. Ihr Mann Heinrich Moritz Jauch (1804–1876) war ebenso wie ihr Schwager Carl Daniel Jauch (1806–1866) gewählter Pfleger des Armenkollegiums für den Stadtdeich. Ihr Sohn Hermann Jauch (1856–1916), verheiratet mit Agnes von Witzleben, Herr auf Schönhagen und Schwonendahl, erbaute Schloss Schönhagen und war Mitstifter des Jauchschen Männerstifts am Stadtdeich zu Hamburg. Dessen Sohn Erich Jauch (1883–1965) brachte sein Vermögen durch, ging 1926 in Konkurs und musste Ende der 1920er Jahre Schönhagen verkaufen. 1934 wurde er als Vorstand des Jauchschen Männerstifts wegen Unterschlagung seines Amtes enthoben. August Jauch (1848–1930), Herr auf Fernsicht und Marienhof, Kavallerieoffizier im Ulanen-Regiment „Graf Haeseler“ (2. Brandenburgisches) Nr. 11 sowie Notabelnabgeordneter der Hamburgischen Bürgerschaft, und Robert Jauch (1856–1909), Herr auf Krummbek, wechselten – auf Erwerb nicht angewiesen – von ihren Gütern nach Hamburg und widmeten sich ebenfalls der Armenfürsorge.

### Großgrundbesitzer in Guatemala

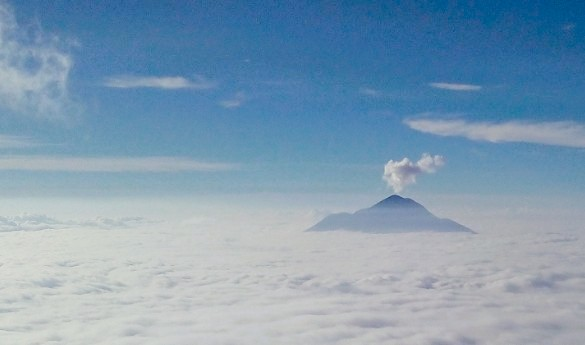
Am Tajumulco–Fuß Armenia Lorena

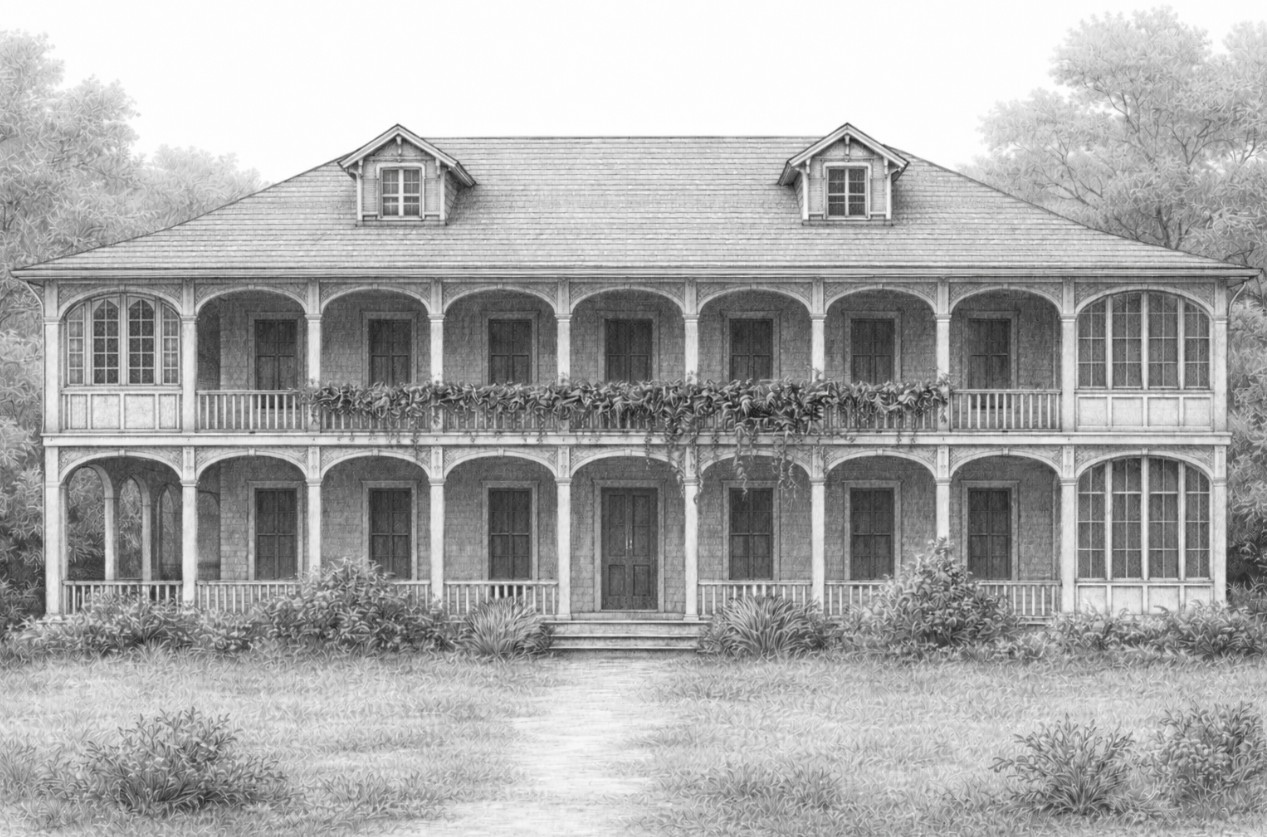
Villa im viktorianischen Kolonialstil auf Armenia Lorena in Guatemala

Otto Jauch (1874–1949) gehörte zu den deutschen „Kaffeebaronen“ und Latifundienbesitzern in Guatemala. Er leitete die Jauchschen Kaffeeplantagen nebst Kaffeefabrik bei San Rafael Pie de La Cuesta im Departement San Marcos – Armenia Lorena, La Ceiba, La Lucha und Nueva Reforma. Präsident Cabrera hatte die indianische Bevölkerung enteignet, den Verkauf des fruchtbarsten Landes an ausländische Investoren gefördert und „verhalf deutschen ‚Kaffeebaronen‘ … zu großem Reichtum.“ Exportiert wurde der Kaffee von Jauch Gebr. in Hamburg.
Das Landgut Armenia Lorena mit der viktorianischen Jauchschen Villa sowie die anderen Besitzungen wurden im Zweiten Weltkrieg nach der Kriegserklärung Guatemalas 1941 an Deutschland beschlagnahmt, 1953 entschädigungslos enteignet und zur Finca Nacional erklärt. „Der Krieg der Alliierten gegen den Faschismus ermöglichte es Guatemala, die gewaltigen Ländereien der deutschen Kaffeebarone zu konfiszieren, die Guatemalas Wirtschaft seit 1914 dominiert hatten.“

### In der Zeit des Nationalsozialismus

#### Heinrich Jauch, Erster Staatsanwalt zu Hamburg
Heinrich Jauch (1894–1945) war Ankläger in dem 1934 vor dem Sondergericht Hamburg geführten „Rote-Marine-Prozess“ – auch als „Adlerhotelprozess“ bezeichnet – gegen 53 des Terrorismus Angeklagte, darunter der sowjetische Geheimagent Jan Valtin. Der Prozess endete mit neun Todesurteilen, sieben lebenslangen Zuchthausstrafen sowie weiteren insgesamt 350 Jahren Zuchthaus und zerschlug die Rote Marine Hamburg. Der Schauprozess gilt als nationalsozialistischer Vorläufer der Moskauer Prozesse, in denen sich Josef Stalin 1936 bis 1938 der Politikergeneration der Oktoberrevolution von 1917 entledigte. Heinrich Jauch soll bis zu seiner Abberufung nach Berlin 1937 die meisten Todesurteile in der Hansestadt erwirkt haben.

„Der Staatsanwalt, ein großer, dünner, bleichgesichtiger Mann namens Jauch beherrschte die Verhandlungen. Sein Hass auf uns war unverhohlen. Seine Augen blitzten und seine farblosen Lippen zogen sich die Zähne entblößend zurück, wenn er den Tod forderte – und zwar nichts als den Tod.“

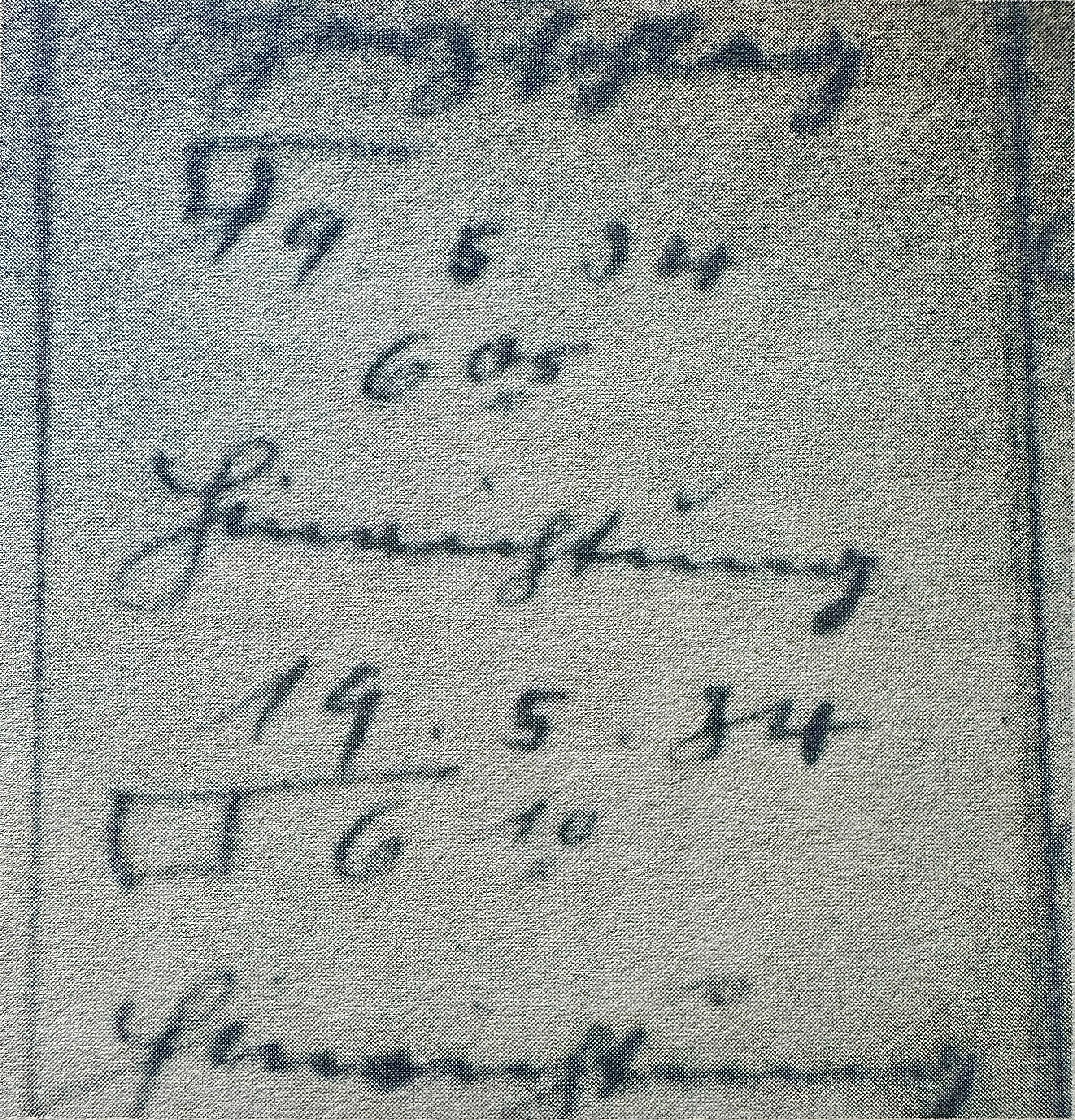
Hinrichtung Dettmers im Hamburger Hinrichtungsbuch

„Die Hinrichtung des Dettmer ist unter Leitung des Staatsanwalts Jauch von dem Scharfrichter Gröpler aus Magdeburg heute vormittag 6:10 Uhr durch Handbeil in dem Nordausgang des Hofes 8 der Anstalt HH I erfolgt.“

1937 vertrat Heinrich Jauch die Anklage vor dem Sondergericht Hamburg in dem Schauprozess gegen den von Gerd Bucerius verteidigten jüdischen Reeder Arnold Bernstein, Pionier des Autotransports in „Schwimmenden Garagen“, wegen Vergehens gegen Devisenvorschriften. Die Reederei war mit über 1.000 Seeleuten eines der größten jüdischen Unternehmen Deutschlands. Bernstein gilt als einer der ersten jüdischen Großindustriellen, die Opfer der Arisierung wurden. Heinrich Jauch führte auch die Untersuchungen gegen Alfred Toepfer, der wegen des Verdachts auf Verstoß gegen Devisengesetze 1937 verhaftet wurde und die Kontrolle über sein Unternehmen aufgeben musste.

#### Jauch & Hübener und der Widerstand

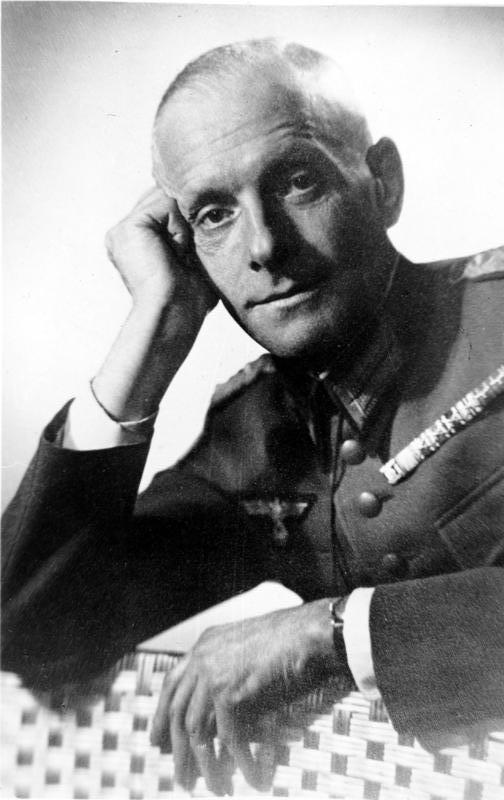
Walter Jauchs Cousin,
Widerstandskämpfer
General Hans Oster

Walter Jauch (1888–1976), Gründer von Jauch & Hübener in Hamburg, war angeheirateter Cousin des Generals und Widerstandskämpfers Hans Oster (1887–1945). Jauch & Hübener hatten schon zu Beginn der NS-Zeit einen Beauftragten der Geheimen Staatspolizei zugeordnet bekommen, weil in NS-Kreisen Zweifel an ihrer politischen Zuverlässigkeit bestanden. Über Walter Jauchs Cousin Oster hatten Jauch & Hübener gleichwohl Kontakt zum Widerstand. Im Sommer 1939 wurde der Kreis der Militäropposition um Hans Oster unterstützt. Otto Hübener, Partner von Walter Jauch, knüpfte Verbindungen zu britischen Stellen, um den drohenden Krieg abzuwenden. Auch während des Krieges arbeitete die Firma für die Widerstandsgruppe um Hans Oster und dessen Mitarbeiter im Amt Ausland/Abwehr, Hans von Dohnanyi. Als nach dem Attentat vom 20. Juli 1944 der Gestapo die Verbindung zwischen dem Amt Ausland/Abwehr und den Verschwörern um Claus Schenk Graf von Stauffenberg deutlich geworden war, wurde im April 1945 Hans von Dohnanyi im KZ Sachsenhausen erhängt. Zwei Tage später wurde Oster zusammen mit Wilhelm Canaris und Dietrich Bonhoeffer im KZ Flossenbürg erhängt. Hübener wurde in Hamburg verhaftet und Ende April 1945 in Berlin erschossen.

#### Karl von Fischer-Treuenfeld und die Operation Anthropoid

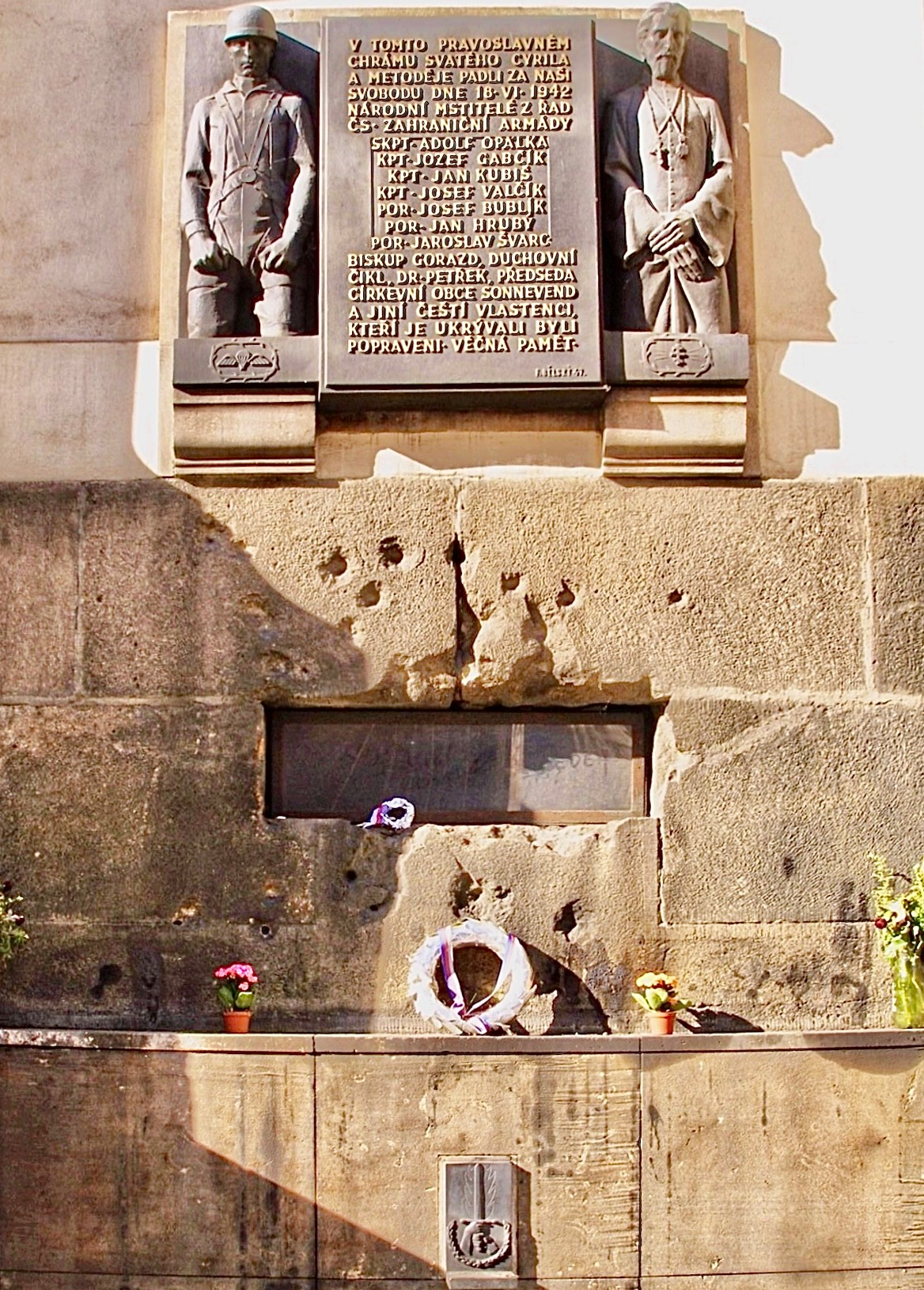
Denkmal an der Kirche
St. Cyrill und Method

Karl von Fischer-Treuenfeld, Nachkomme von Eleonora Maria Jauch (1732–1797), war SS-Gruppenführer und Generalleutnant der Waffen-SS. 1941 wurde er zunächst Generalmajor der Polizei und Befehlshaber der Waffen-SS im Protektorat Böhmen und Mähren unter dem stellvertretenden Reichsprotektor Reinhard Heydrich. Nach dem Attentat auf Heydrich – Codename Operation Anthropoid – wurde von Fischer-Treuenfeld Ende Mai 1942 zum kommissarischen Befehlshaber der Sicherheitspolizei und des Sicherheitsdienstes des Reichsführers SS (SD) im Protektorat ernannt. Er koordinierte mit der Gestapo die Suche nach den Attentätern. Systematische Folterungen von Familienmitgliedern und Bekannten mutmaßlicher Widerstandskämpfer und von Angehörigen der orthodoxen Kirche führten zum Verrat des Verstecks der Attentäter in der Prager Kirche St. Cyrill und Method. Von Fischer-Treuenfeld ließ die Kirche am 18. Juni 1942 stürmen. Die Gesuchten wurden getötet oder kamen nach stundenlangem Abwehrkampf durch Suizid ihrer Ergreifung zuvor. Der orthodoxe Bischof Gorazd von Prag wurde wegen des Verbergens der Attentäter hingerichtet und in der Folge von der orthodoxen Kirche als Märtyrer heiliggesprochen. St. Cyrill und Method ist heute eine Gedenkstätte von nationalem Rang.

### Töchter der Jauch und ihre Nachkommen

#### Catharina Elisabeth Jauch, verheiratete von Naumann

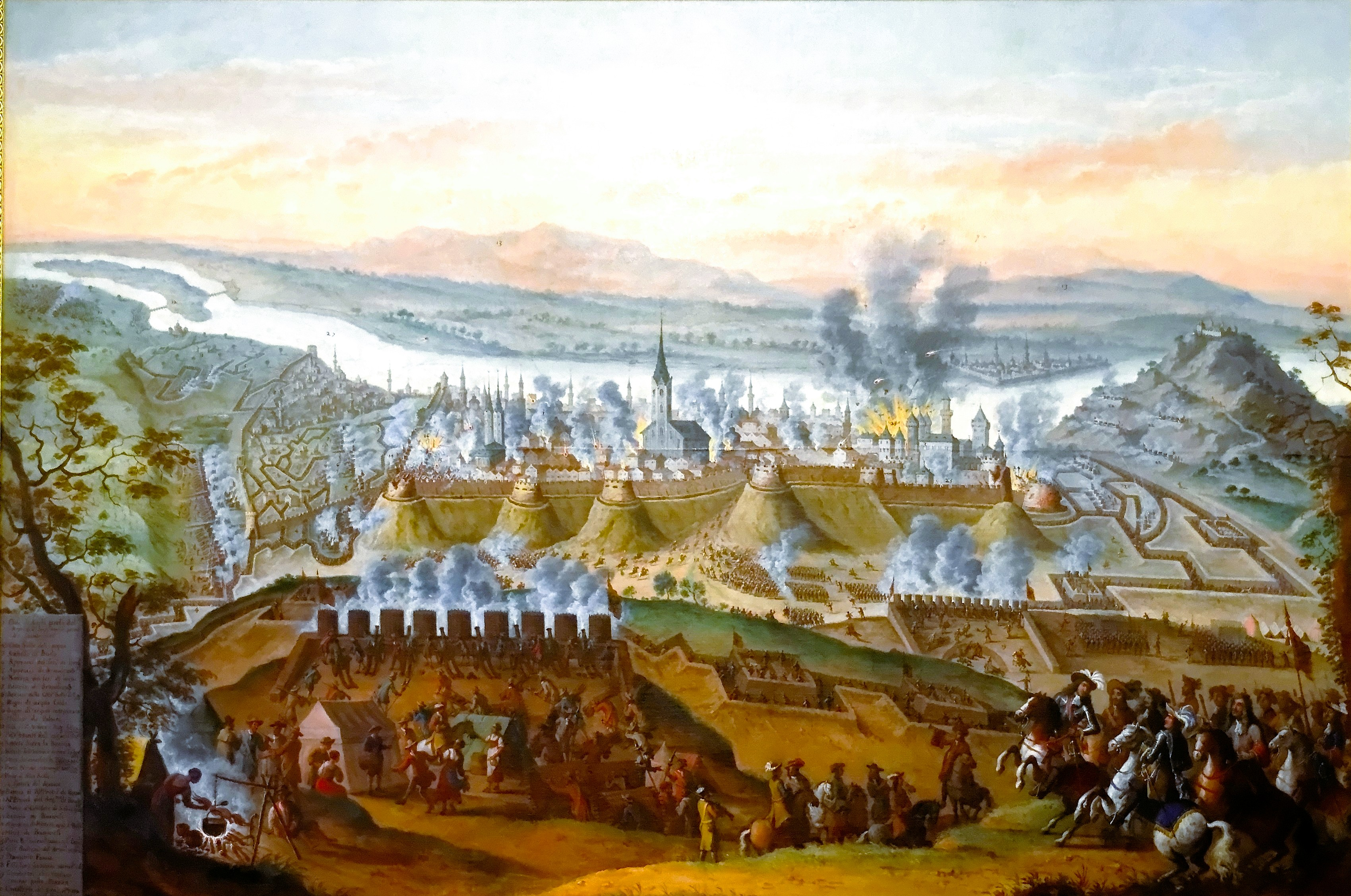
Erstürmung der Türkenfestung Ofen 1686 – vor den Festungsmauern die Belagerungsgräben

Catharina Elisabeth Jauch (1671–1736) heiratete den Kurfürstlich Sächsischen Obersten und Barockarchitekten Johann Christoph von Naumann, der an allen bedeutenden Kriegen seiner Zeit – am Großen Türkenkrieg, am Pfälzischen und Spanischen Erbfolgekrieg sowie am Großen Nordischen Krieg – teilnahm. So kämpfte er 1686 – zunächst nur als Beobachter angereist – als Volontär im Range eines Capitaines unter Herzog Karl von Lothringen bei der Belagerung der Türkenfestung Ofen, nachdem sämtliche Ingenieuroffiziere beim Grabenbau und Minieren in vorderster Front gefallen waren. Er gehörte zu den ersten, die beim Sturm in der Festung Fuß fassen konnten. 1699 war er Mitglied der kaiserlichen Delegation beim Frieden von Karlowitz und ordnete als General-Quartiermeister Augusts des Starken 1706 die siegreiche Schlacht bei Kalisch an. Er war Baudirektor des Kurfürstentums Sachsen und erbaute von 1721 bis 1733 für August den Starken Schloss Hubertusburg.
Catharina Elisabeth war Großmutter des Hochfürstlich Salzburgischen Ingenieur-Ober-Lieutenants und Vedutenmalers Franz Heinrich von Naumann (1749–1795). Durch seine Sammlung der schönsten Prospecte des Landes Salzburg mit 28 Umrissradierungen (1791 bis 1795) wurden die Reize der Stadt Salzburg weithin bekannt und gelten als Auslöser des Städtetourismus in Salzburg.

#### Juliana Agnesa Jauch, verheiratete von Schmiedel
Juliana Agnesa Jauch (1673 bis nach 1712) ehelichte den Kurfürstlich-Sächsischen Landkammerrat und Amtshauptmann Freiherrn Johann Rudolf von Schmiedel. Ihr Sohn war Freiherr Franz Rudolf von Schmiedel, Sächsisch-Weimarischer Oberhofmeister, Hofmarschall und Direktor der Landschaftskasse des verschwenderisch das Land ruinierenden Herzogs Ernst August I. von Sachsen-Weimar-Eisenach.

#### Constance Jauch, verheiratete von Lölhöffel

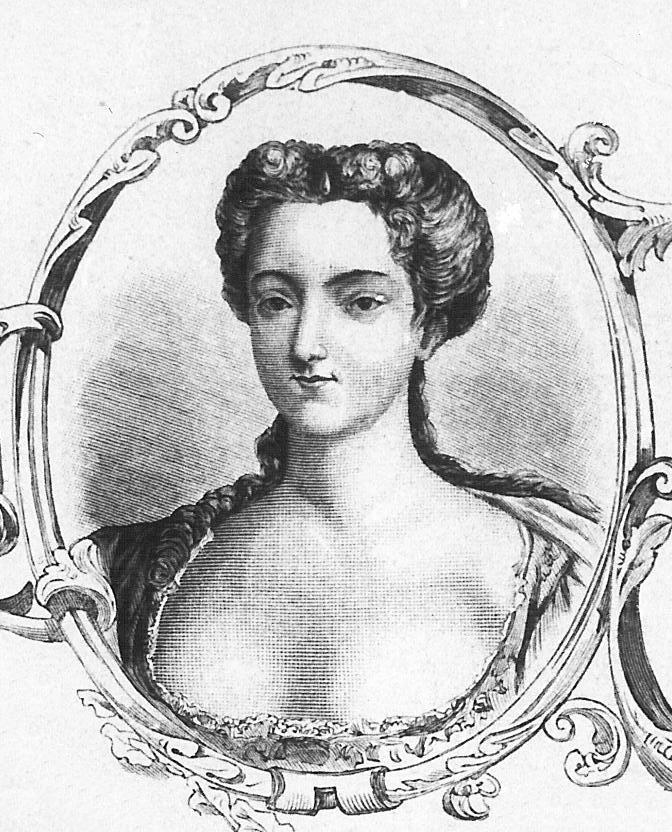
Constance Jauch
(1722–1802)

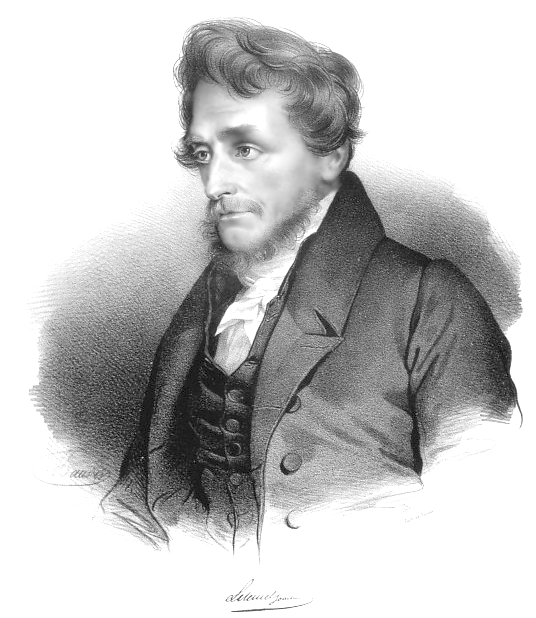
Joachim Lelewel Freiheitskämpfer

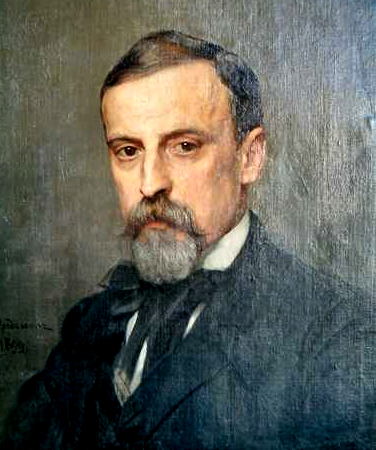
Henryk Sienkiewicz Nobelpreisträger

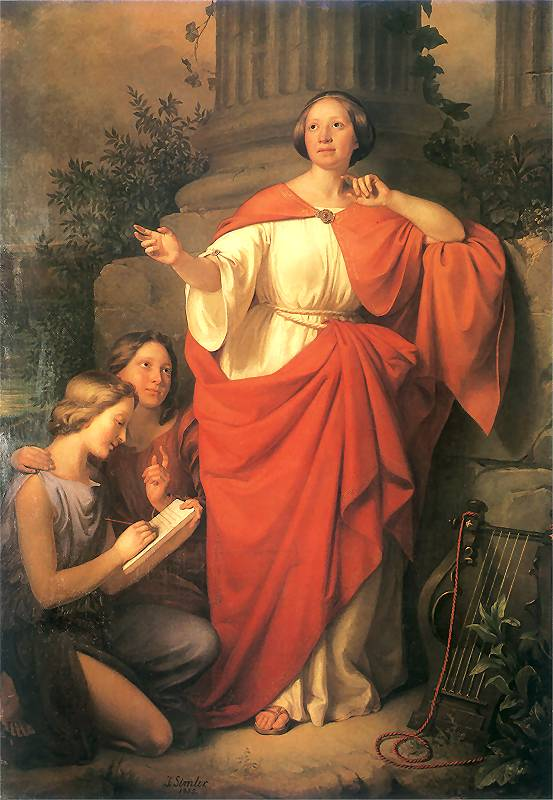
Jadwiga Łuszczewska Dichterin

Constance Jauch (1722–1802), Tochter von Joachim Daniel Jauch (1684–1754), heiratete Heinrich Lölhöffel von Löwensprung
(1705–1763), Sohn des Königlich Preußischen Gesandten zu Warschau und Königlich Polnischer Hofrat und Leibarzt Augusts III. Sie ließ aus den Mitteln des väterlichen Erbes ab 1755 an einer der Hauptachsen Warschaus, der Ulica Miodowa, durch Ephraim Schröger nach dem Vorbild Pariser Hôtels das Palais Lelewel errichten, so bezeichnet nach ihrem polonisierten Namen „Lelewel“.
Ihr Sohn Karol Maurycy Lelewel (1750–1830) war Königlich Polnischer Hauptmann, erlangte das polnische Indigenat, wurde Mitglied des Sejm und 1789 zum Mundschenk des Großfürstentums Litauen erhoben, ein dem Grafenstand entsprechender Titel. Karol Maurycy Lelewel war u. a. 1778 bis 1794 Jurist und Schatzmeister der Komisja Edukacji Narodowej, des weltweit ersten Bildungsministeriums.
Constance Jauchs Enkel Joachim Lelewel (1786–1861) war Freiheitskämpfer und einer von Polens wichtigsten Historikern. Er war Mitstreiter von Karl Marx und Friedrich Engels, Freund des Revolutionärs Lafayette und einflussreicher Ideengeber des anarchistischen Vordenkers Bakunin. Er war einer der Führer des polnischen Novemberaufstands von 1830 und Mitglied der polnischen Nationalregierung. Joachim Lelewel setzte auf dem RevolutionsSejm am 25. Januar 1831 als Führer der radikalen Patriotischen Gesellschaft die Entthronung des Zaren Nikolaus I. durch, des letzten Königs Polens. Der 29. Mai, Joachim Lelewels Todestag, ist im jüdischen Kalender wegen seines Einsatzes für die Judenemanzipation der Gedenktag an sein Wirken.
Dessen Bruder Jan Paweł Lelewel (1796–1847) war ebenfalls Freiheitskämpfer und 1831 als Oberstleutnant einer der Verteidiger von Praga gegen die Russen. Joachim – vorbereitend – und Jan Pawel Lelewel waren 1833 beteiligt am Frankfurter Wachensturm, mit dem eine allgemeine Revolution in Deutschland ausgelöst werden sollte. Jan Pawel Lelewel oblag nach seiner Flucht in die Schweiz 1837 bis 1847 als Kantonshauptingenieur der Ausbau des Straßennetzes im Kanton Bern.
Constance Jauchs Tochter Teresa Lelewelowna (1752–1814) ehelichte Adam Józef Cieciszowski (1743–1783), aus polnischem Adel, Jagdmeister von Livland, ein dem Freiherrnstand entsprechender Titel, Notarius Magnus der Krone, Berater des polnischen Königs und des Kanzlers und Bruder des Erzbischofs Kasper Cieciszowski, römisch-katholischer Metropolit des Russischen Reiches. Constance Jauchs Enkelin Aleksandra Franciszka Cieciszowska war verheiratet mit dem polnischen Minister Jan Paweł Łuszczewski (1764–1812). Die polnische Dichterin und Schriftstellerin Jadwiga Łuszczewska (1834–1908) war Enkelin aus dieser Verbindung. Ur-Urenkel von Constance Jauch waren der polnische Schriftsteller, Autor von „Quo Vadis“ und Nobelpreisträger für Literatur Henryk Sienkiewicz (1848–1916), sowie der im KZ Sachsenhausen zu Tode gekommene Ignacy Chrzanowski (1866–1940), Begründer der polnischen historischen Literaturwissenschaft, Vater der 2018 selig gesprochenen Hanna Chrzanowska (1902–1973).
Die Ur-Urenkelin Marianna Babianna Łuszczewska (1833–1879) heiratete Fürst Lucjan Woroniecki (1806–1875). Deren Enkelin Gräfin Maria Helena Stadnicka ehelichte Fürst Adam Michał Józef Czartoryski (1906–1998).
Bronislaw Lelewel (1863–1951), Enkel von Prot Lelewel, organisierte als radikaler polnischer Student in Sankt Petersburg 1887 einen einflussreichen Kreis von Arbeitern der Obukhov-Werke, verwarf den Terrorismus und gab dem Kreis eine sozialdemokratische Ausrichtung. Der Kreis, dessen Leitung später der Russe Mikhail Brusnev übernahm, wurde eine der Keimzellen der Sozialdemokratie.

#### Eleonora Maria Jauch, verheiratete Overbeck

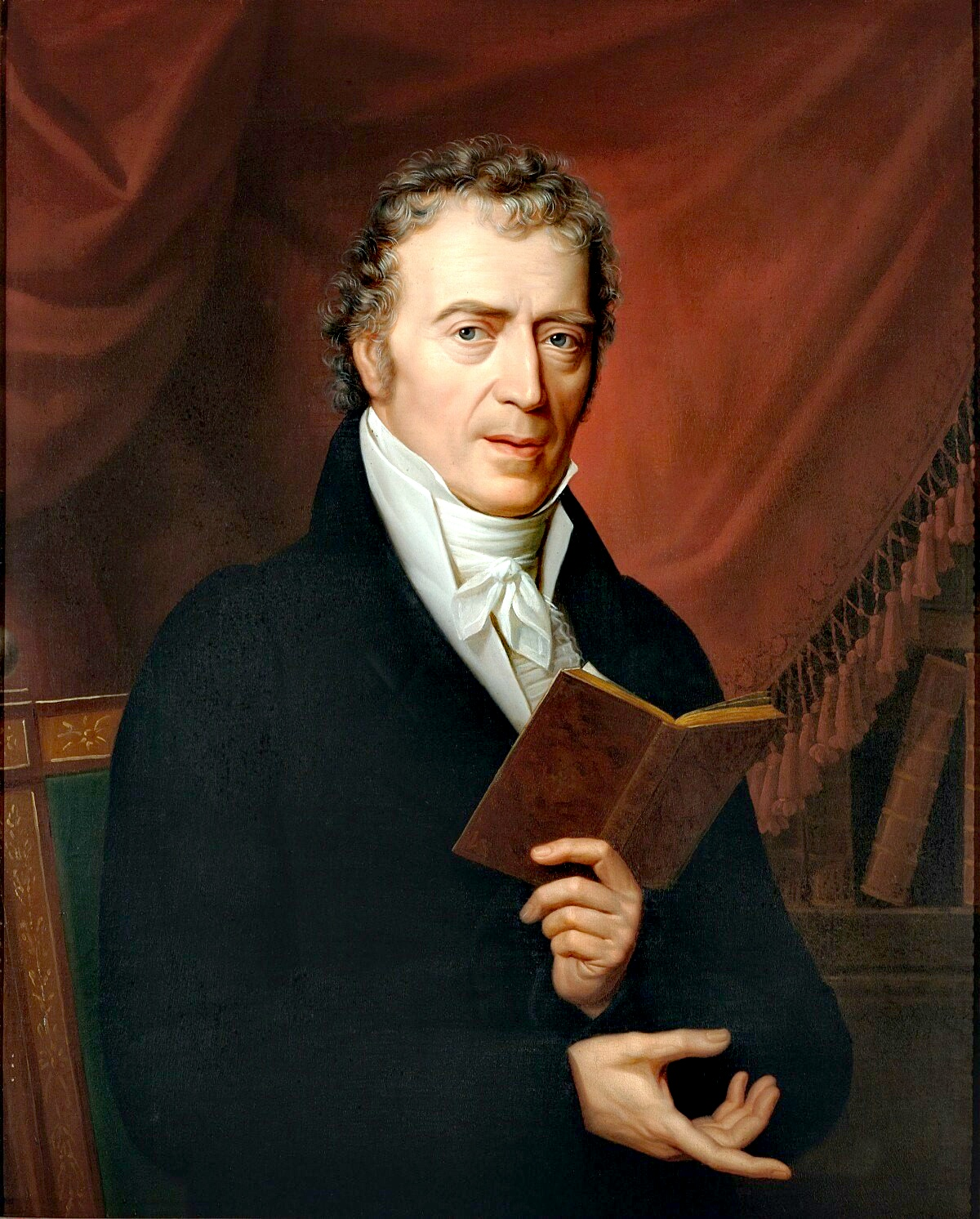
Christian Adolph Overbeck Lübecker Bürgermeister und Aufklärer

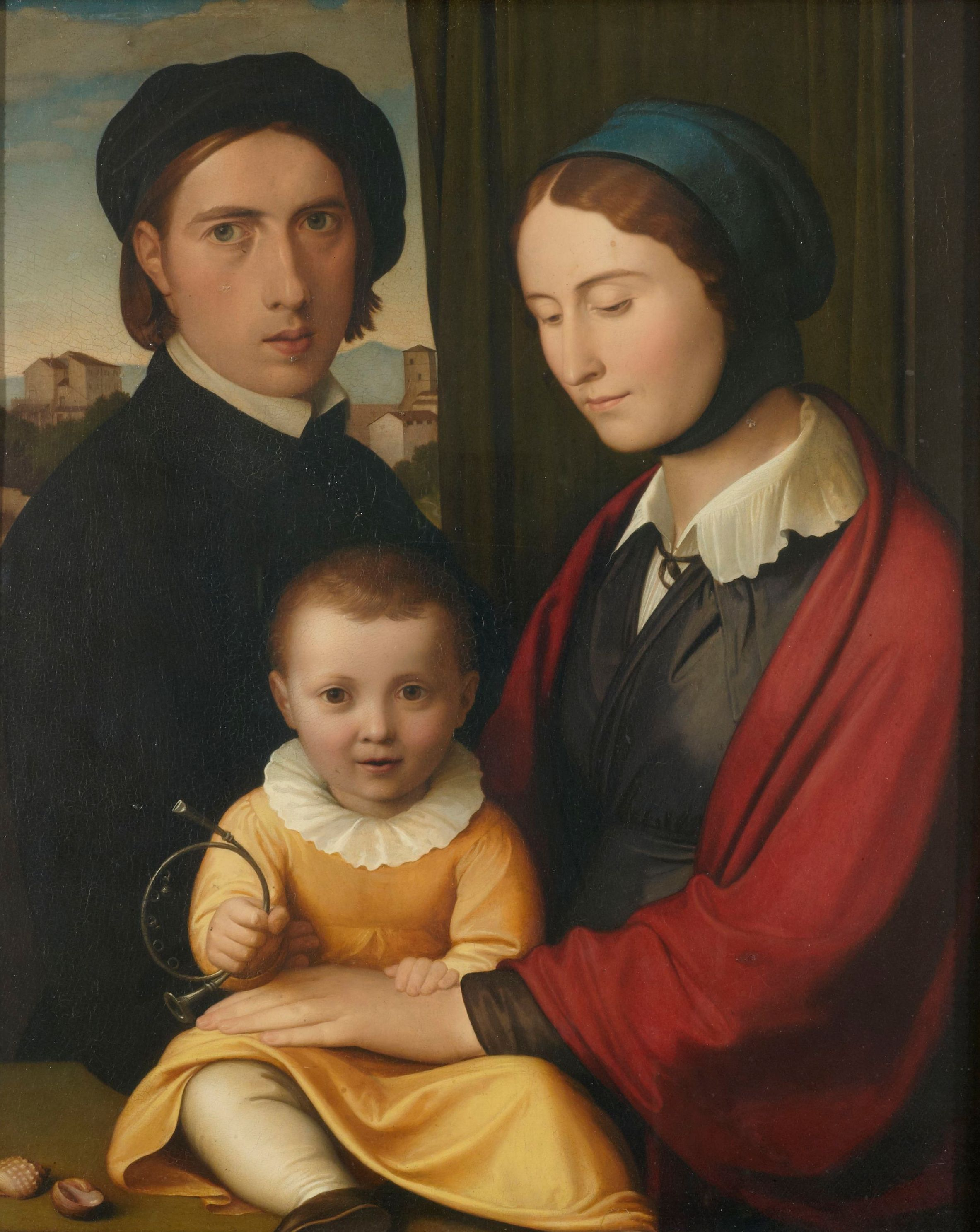
Friedrich Overbeck Selbstporträt mit Familie

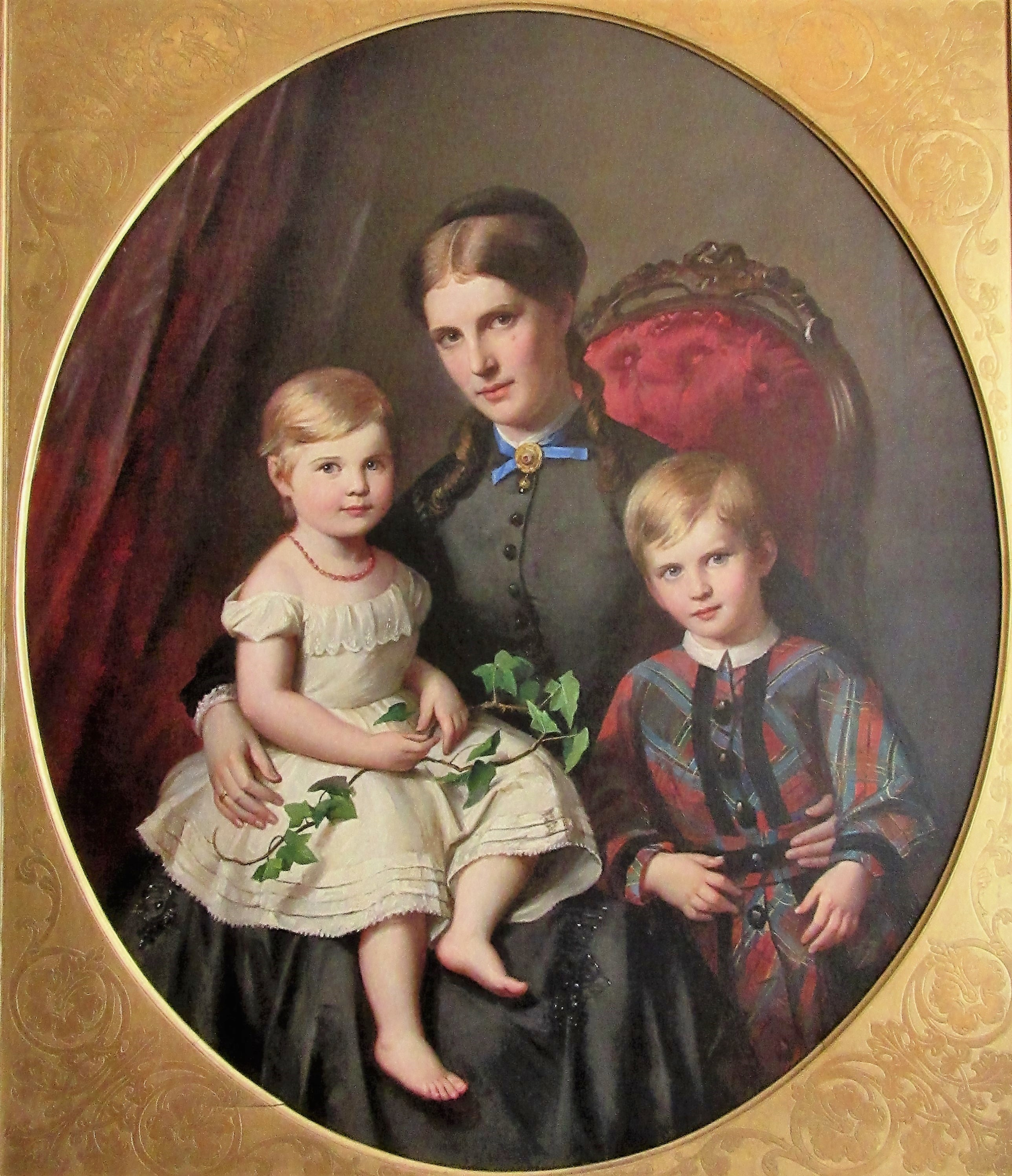
Henriette Charlotte Harms

Agnes Elisabeth Overbeck Fin de siècle-Lesbe (Baron Eugen Onégin), Komponistin und Pianistin

Eleonora Maria Jauch (1732–1797), Tochter des Domherrn Johann Christian Jauch (1702–1788), heiratete den Lübecker Advokaten und Konsulenten des Schonenfahrerkollegiums Georg Christian Overbeck, Sohn des Superintendenten Caspar Nicolaus Overbeck (1670–1753), Bruder des Rektors des Katharineums zu Lübeck Johann Daniel Overbeck. Ihr ältester Sohn war Christian Adolph Overbeck (1755–1821). Er gehörte mit Georg Heinrich Sieveking und Johann Albert Heinrich Reimarus in Hamburg zu den „zentrale(n) Exponenten der norddeutschen Aufklärung“ und war „eine der wesentlichsten Erscheinungen in der Lübecker Geistesgeschichte des Jahrhunderts“. Er war „zugleich als Ratsherr, Diplomat und Bürgermeister der Vaterstadt die Verkörperung der ehrenfesten und achtungsgebietenden politischen Aristokratie Lübecks.“ Der jüngste Sohn Johann Georg Overbeck (1759–1819) wurde Pastor und Senior der Evangelischen Kirche im Salzkammergut. Dessen Enkel war der Architekt Hermann Wehrenfennig (1822–1881), seine Ur-Enkel der Pfarrer und Bundesführer des Bundes der Deutschen Gottfried Wehrenfennig (1873–1950) und der Pfarrer Arnold Wehrenfennig (1867–1937), der die Christuskirche in Innsbruck erbaute.
Ihr Enkel war der Maler und Führer der Nazarener Friedrich Overbeck (1789–1869), Ritter des preußischen Ordens Pour le Mérite für Wissenschaften und Künste, den Papst Pius IX. 1857 mit einem Besuch in Overbecks römischer Villa Lancellotti ehrte. 1855 empfing Overbeck König Ludwig I. von Bayern an der Milvischen Brücke bei dessen Rombesuch. Sechzig Jahre wirkte Overbeck in Rom „und der kunstsinnige Deutsche glaubte Rom nicht gesehen zu haben, wenn er daheim nicht von Overbeck erzählen konnte.“ Das über Lübeck hinausreichende Ansehen der Familie zeigt eine gemeinsame Reise 1806 des damals siebzehnjährigen Overbeck mit dem Senator und Gesandten zum Immerwährenden Reichstag Johann Friedrich Hach: „Obwohl der angehende Künstler weit jünger als Hach war, vermochte ihm der Sohn der seit langem etablierten Familie auf den Reisestationen und noch in Regensburg die Türen der ersten bürgerlichen Familien zu öffnen.“
Enkelin Charlotte Overbeck (1790–1872) war verheiratet mit dem Lübecker Mediziner Matthias Ludwig Leithoff. Enkel Christian Gerhard Overbeck (1784–1846) war von der Freien und Hansestadt Bremen gewählter Oberappellationsrat am Oberappellationsgericht der vier Freien Städte, Mitglied des Freundeskreises „Jung-Lübeck“ und verheiratet mit Magdalene, Schwester des Malers Theodor Rehbenitz. Dessen Sohn war der Lübecker Senator Christian Theodor Overbeck (1818–1880), verheiratet mit Charlotte, Tochter des Lübecker Senators Joachim Friedrich Krüger, der den Museen der Stadt Lübeck den künstlerischen Nachlass von Friedrich Overbeck und Theodor Rehbenitz vermachte. Ihre Enkelin Elisabeth (Betty) Overbeck (1786–1871) heiratete den Pionier der weiblichen Schulbildung Johann Heinrich Meier (1778–1860), der 1806 in Lübeck eine private Höhere Töchterschule eröffnete. Urenkel ist der für seine Lübecker Stadtansichten bekannte Zeichner Adolf Meier (1808–1896). Die Urenkelin Henriette Charlotte Harms (1842–1928) heiratete den Lübecker Senator Johannes Fehling. Deren Tochter Emilie Charlotte Adele Fehling (1865–1890) heiratete Bernhard von Hindenburg, Bruder des Generalfeldmarschalls und Reichspräsidenten Paul von Hindenburg.
Eleonora Maria Jauchs Urenkel war der Landschaftsmaler und Porträtfotograf Arnold Overbeck (1831–1899). Von dem Enkel Johannes Overbeck (1788–1832) stammen ab ihr Urenkel Johannes Overbeck (1826–1895), Klassischer Archäologe, verheiratet mit Caroline, Tochter des Paläontologen Georg August Goldfuss, die Urenkelin Wilhelmine Friederike Charlotte Overbeck (1829–1908), verheiratet mit den Ingenieur Franz Reuleaux, und die Urenkelin Cäcilie Lotte Eleonore Overbeck (1856-nach 1920), verheiratet mit dem Anthropologen und Leibarzt des hypochondrischen Alfred Krupp, Emil Ludwig Schmidt. Ur-Urenkelin war die „Fin de siècle-Lesbe“ Agnes Elisabeth Overbeck (1870–1919), Komponistin und Pianistin, die unter dem Pseudonym „Baron Eugen Borisowitsch Lhwoff-Onégin“ die Opernsängerin Sigrid Onégin heiratete. Ur-Urenkel war der Historiker und Leiter des Lübecker Staatsarchivs Paul Ewald Hasse (1847–1907).
Weitere Nachkommen sind in Thomas Manns Gesellschaftsroman Buddenbrooks porträtiert – Urenkelin Charlotte Leithoff (1819–1903) heiratete den Konsul Johann Heinrich Harms (1810–1893) (im Roman: August Möllendorpf), Bruder des Senators Georg Friedrich Harms (1811–1892) (Senator Möllendorpf), der mit der Ururenkelin Emma Wilhelmine Buck (1832–1896) (Frau Möllendorpf geb. Langhals) verheiratet und Vater von Lorenz Harms (1840–1915) (Konsul Kistenmaker) war.

#### Ludovica Jauch, verheiratete Deetz

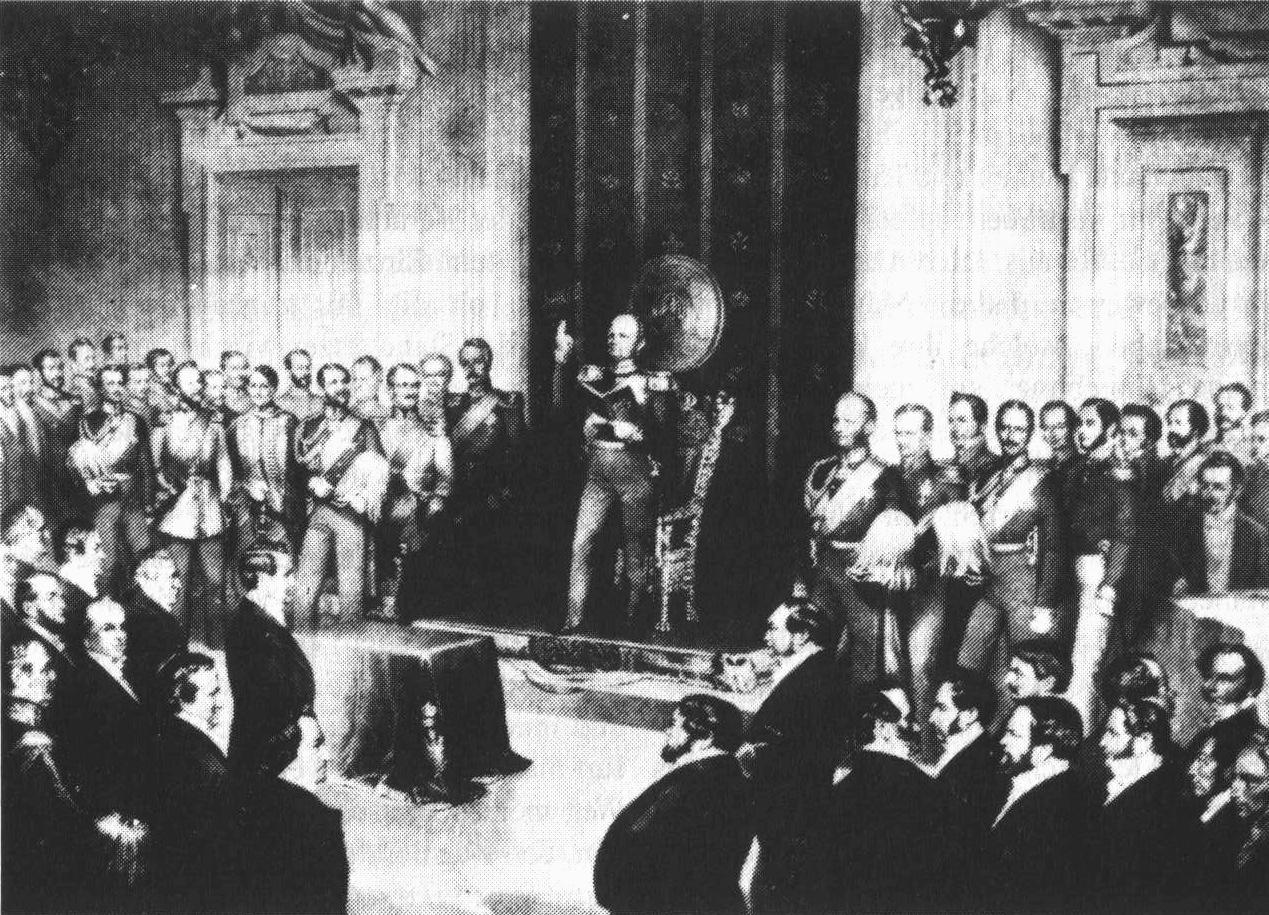
Die Kaiserdeputation bietet König Friedrich Wilhelm IV. von Preußen die Kaiserkrone an (vorn li. Albert Deetz)

Ludovica Jauch (1772–1805) heiratete in erster Ehe den Kaufmann Johann Carl Deetz, in zweiter Ehe den Stammvater der in der königlichen Hofkapelle zu Berlin tätigen Musikerfamilie Griebel, den Königlich–Preußischen Kammermusikus Johann Heinrich Griebel (1769–1852), Lehrer des Komponisten Albert Lortzing. Ihr Sohn war Oberst Albert Deetz (1798–1859), Chef des Zentralbureaus des Reichskriegsministeriums und Stadtkommandant der Freien Stadt Frankfurt von 1848 bis 1854, Mitglied der Frankfurter Nationalversammlung und der Kaiserdeputation. Sein Verhältnis zu Otto von Bismarck in dessen Zeit als preußischer Gesandter beim Bundestag in Frankfurt war gespannt, weil Deetz eine Zusammenarbeit mit Bismarck ablehnte.
Stiefenkel von Ludovica Jauch war der New Yorker Architekt, Erbauer des Dakota-Buildings, George Henry Griebel (1846–1933).

#### Wilhelmine Jauch, verheiratete Avé-Lallemant

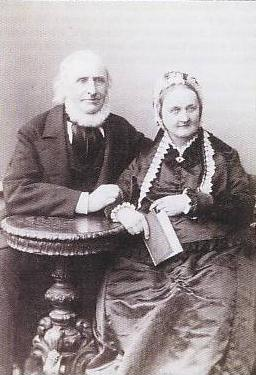
Theodor Avé-Lallemant und Wilhelmine geb. Jauch

Wilhelmine Jauch (1809–1893) heiratete den für die Musikgeschichte Norddeutschlands im 19. Jahrhundert maßgeblichen Musikkritiker und Schriftsteller Theodor Avé-Lallemant – Nachkomme des Hugenottenführers Gaspard de Coligny. Seit 1838 war Avé-Lallemant Mitglied, in der Folge Erster Vorsitzender des Comités für die Philharmonischen Konzerte und stand „durch länger als ein Menschenleben“ (Berthold Litzmann) im Mittelpunkt der dortigen musikalischen Bestrebungen. 1841 war er die zentrale Figur auf dem dritten Norddeutschen Musikfest, damals das größte Musikfestival Deutschlands. 1847 gehörte er zu den Mitbegründern des Hamburger Tonkünstlervereins. 1862/63 scheiterte Avé-Lallemant mit seinem Versuch, seinem Freund Johannes Brahms den Direktorenposten der Philharmonischen Konzerte zu verschaffen, zumindest aber Brahms als Chormeister der Singakademie durchzusetzen.
Wilhelmine Jauchs Sohn, Carl Robert Christian Avé-Lallemant (1850–1896), war Patenkind von Robert Schumann. Der Sohn Johannes (1855–1911) war Patensohn des mit der Linie Jauch-Wellingsbüttel verwandten Johannes Brahms. Ihr Enkel Hans Avé-Lallemant (1888–1945) war Vorstandsvorsitzender der Feldmühle Papier- und Zellstoffwerke Aktiengesellschaft. Tschaikowsky widmete Theodor Avé-Lallemant seine Fünfte Symphonie e-Moll.

#### Charlotte Jauch, verheiratete Lührsen

August Jauch

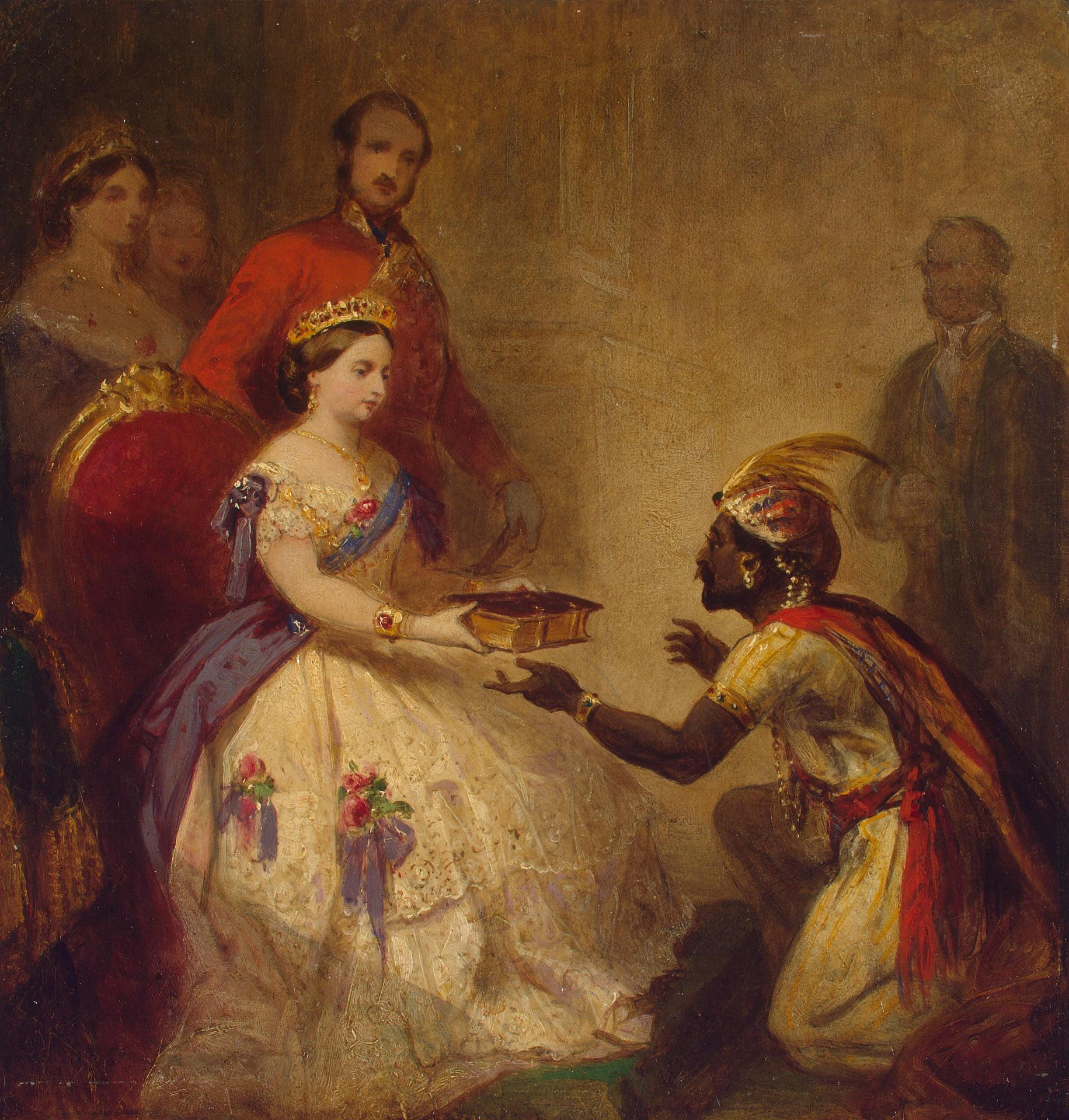
Queen Victoria und Earl Russell, Carmen Lührsens angeheirateter Großvater

Charlotte Jauch (1811–1872) heiratete den Juristen Gustav Lührsen, Verfasser der Hamburgischen Hypotheken-Ordnung und Befürworter eines einheitlichen deutschen Grundbuchwesens. Ihr Sohn war der personaladelige – er führte das Prädikat gemäß hanseatischem Brauch nicht – vormalige Syndicus der Familie Jauch und spätere Kaiserlich Deutsche außerordentliche Gesandte und Minister Johannes Lührsen (1838–1903). Herkunft und Vermögen seiner Mutter gaben den Ausschlag, Lührsen ohne praktische Erfahrung und Landeskenntnis 1869 in seine erste Verwendung im Auswärtigen Dienst als Konsul nach Smyrna in der Türkei zu senden – Bürgermeister Kirchenpauer ließ nach Abstimmung im Senat auf Vorschlag von Senatssyndicus Merck das zunächst zweifelnde Bundeskanzleramt wissen, Lührsen stamme aus „einer sehr respektablen und wohlhabenden Familie“. Ihre Tochter Anna Lührsen (1854–1890) heiratete ihren Cousin, den Gutsherrn und Hamburgischen Politiker August Jauch.
Enkelinnen von Charlotte Jauch waren: Irene Marie Lührsen (1883–1968), Kunstmalerin, verheiratet mit dem Maler Felix Freiherrn von Fuchs-Nordhoff, Sohn der Schauspielerin Franziska Ellmenreich, die Mitbegründerin und Ehrenmitglied des Deutschen Schauspielhauses in Hamburg war; Ines Lührsen (1883–1978), Zwillingsschwester der Vorigen und ebenfalls Kunstmalerin, heiratete den Freiherrn Vistallo von Taxis di Bordogna e Valnigra, Sohn des letzten Obrist-Erbpostmeisters zu Trient und an der Etsch.

Otto von Feldmann (2.v.l.)
Chef der Operationsabteilung im osmanischen Großen Hauptquartier

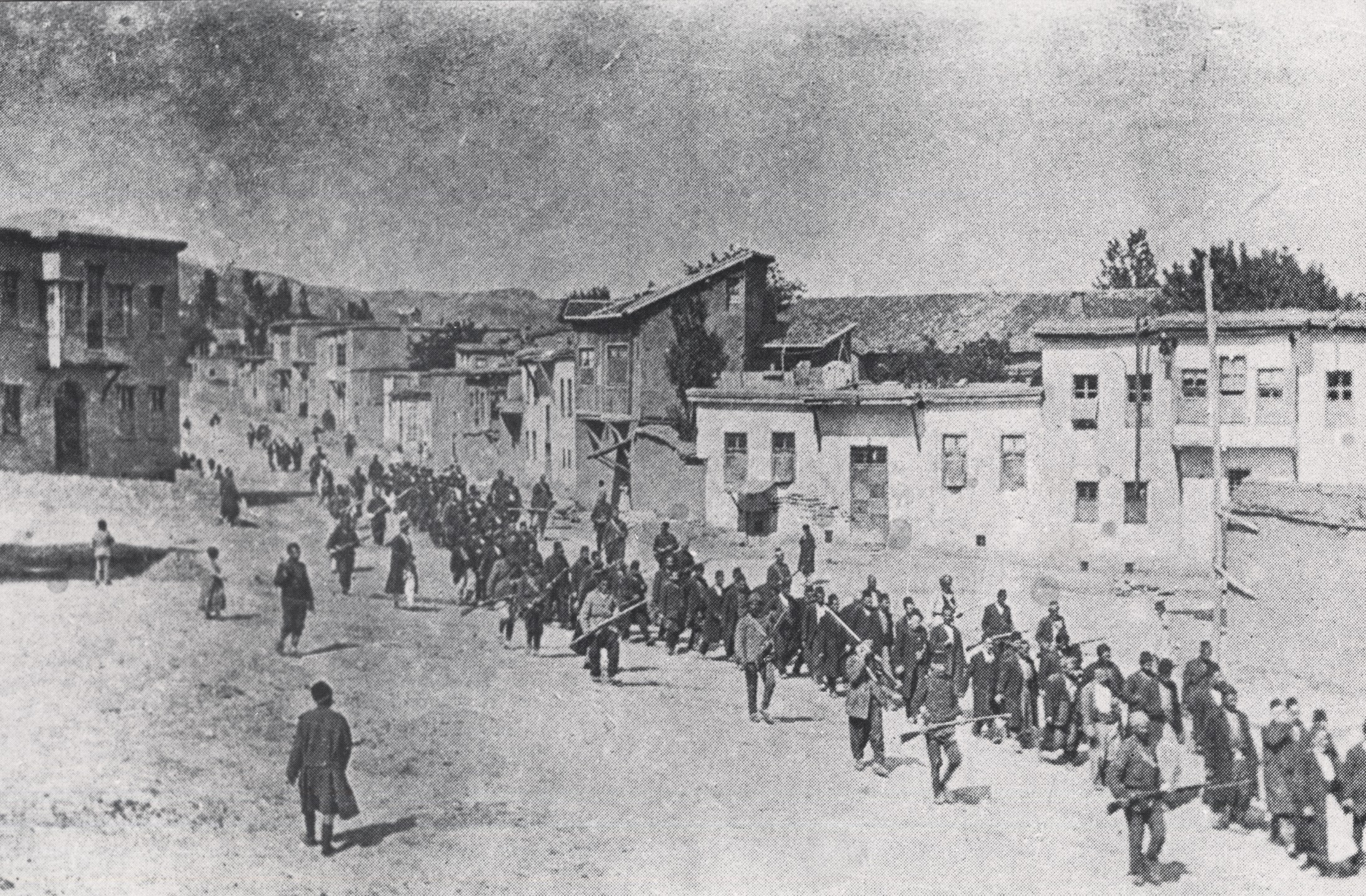
Ermordung der armenischen Bevölkerung von Harput 1915

Die Enkelin Carmen Carlota Lührsen (1877–1958) war verheiratet mit dem Königlich Großbritannischen Konsul Henry Montagu Villiers a.d.H. der Earls of Clarendon, unter anderem Enkel des britischen Premierministers John Russell, 1. Earl Russell, Urenkel von John Russell, 6. Duke of Bedford, Cousin des Philosophen und Literaturnobelpreisträgers Bertrand Russell und Neffe des Vizekönigs von Indien Robert Bulwer-Lytton, 1. Earl of Lytton. Charlotte Jauchs Nachfahren aus dieser Verbindung sind die Lords Bolton, Abkömmlinge der ausgestorbenen Herzöge von Bolton, beginnend mit Algar Orde-Powlett, 7. Baron Bolton of Bolton castle.
Weitere Enkel von Charlotte Jauch waren aus der Ehe ihrer Tochter Jenny (1841–1917) mit dem preußischen Generalmajor Adolf von Feldmann: Hans von Feldmann, Generalleutnant und Staatssekretär, dessen Tochter Wilhelma Patenkind Kaiser Wilhelms II. war, und Otto von Feldmann, Oberstleutnant i. G., im Ersten Weltkrieg im Rahmen der Deutschen Militärmission im Osmanischen Reich Chef der Operationsabteilung des Osmanischen Großen Hauptquartiers, Vertrauter von Enver Pascha und beteiligt am Völkermord an den Armeniern – er riet zu Deportationen, die sich anschließenden Massentötungen wurden von den Deutschen als hart, aber nützlich akzeptiert. Später steuerte Feldmann als „politischer Beauftragter“ Paul von Hindenburgs bei dessen Wahl zum Reichspräsidenten die Kampagne und leitete das „Sekretariat von Hindenburg“ nach dessen Wahl.

#### Luise Jauch, verheiratete Halske
Luise Jauch (1815–1881) heiratete Adolf Halske (1814–1888), Cousin des Siemens-Mitbegründers Johann Georg Halske. Ihre Tochter Anna (1854–1909) heiratete den Oberstleutnant und Bezirkskommandeur Gustav Lichtenberg (1844–1906), Urgroßneffe von Georg Christoph Lichtenberg.

#### Bertha Jauch, verheiratete Knoop

Alice Knoop (2.v.r.), Golfmeisterin

Bertha Jauch (1860–1935) war mit dem aus Manchester stammenden Kaufmann William Oscar Knoop (1854–1938) verheiratet, Mitbegründer des Golfsports in Deutschland, der 1901 den heutigen Wentorf-Reinbeker Golf-Club mitgründete und 1906 zu den Gründern des Hamburger Golfclubs gehörte:
Bertha Jauchs Tochter Alice Knoop war Anfang des 20. Jahrhunderts eine führende deutsche Golfspielerin. Bei den ersten Deutschen Meisterschaften des Verbandes 1907 wurde sie Vizemeisterin und 1908 erste deutsche Spielerin, welche die Offene Deutsche Golf-Meisterschaft errang.

## Abbildungen

### Liegenschaften

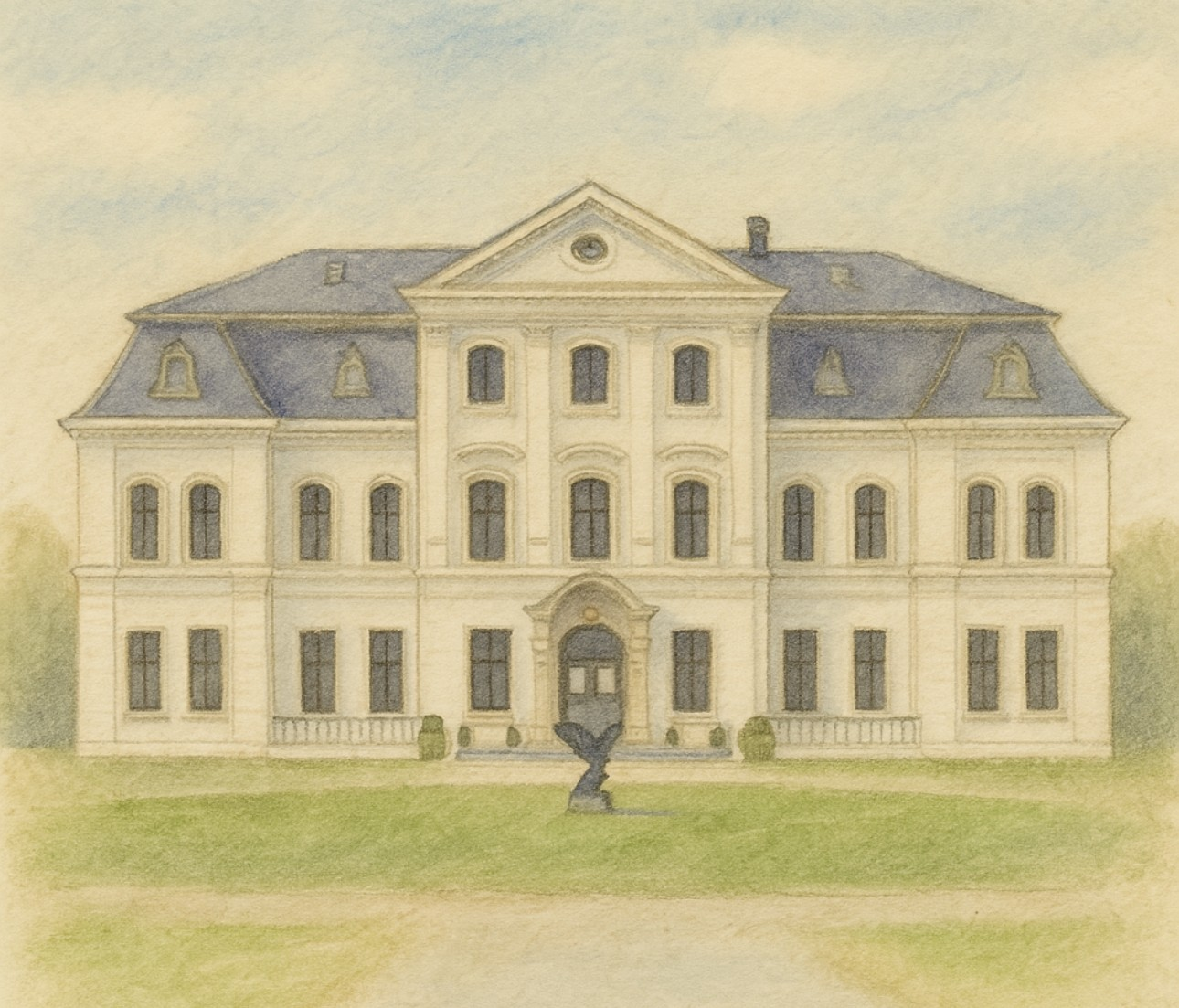
Herrenhaus Wellingsbüttel
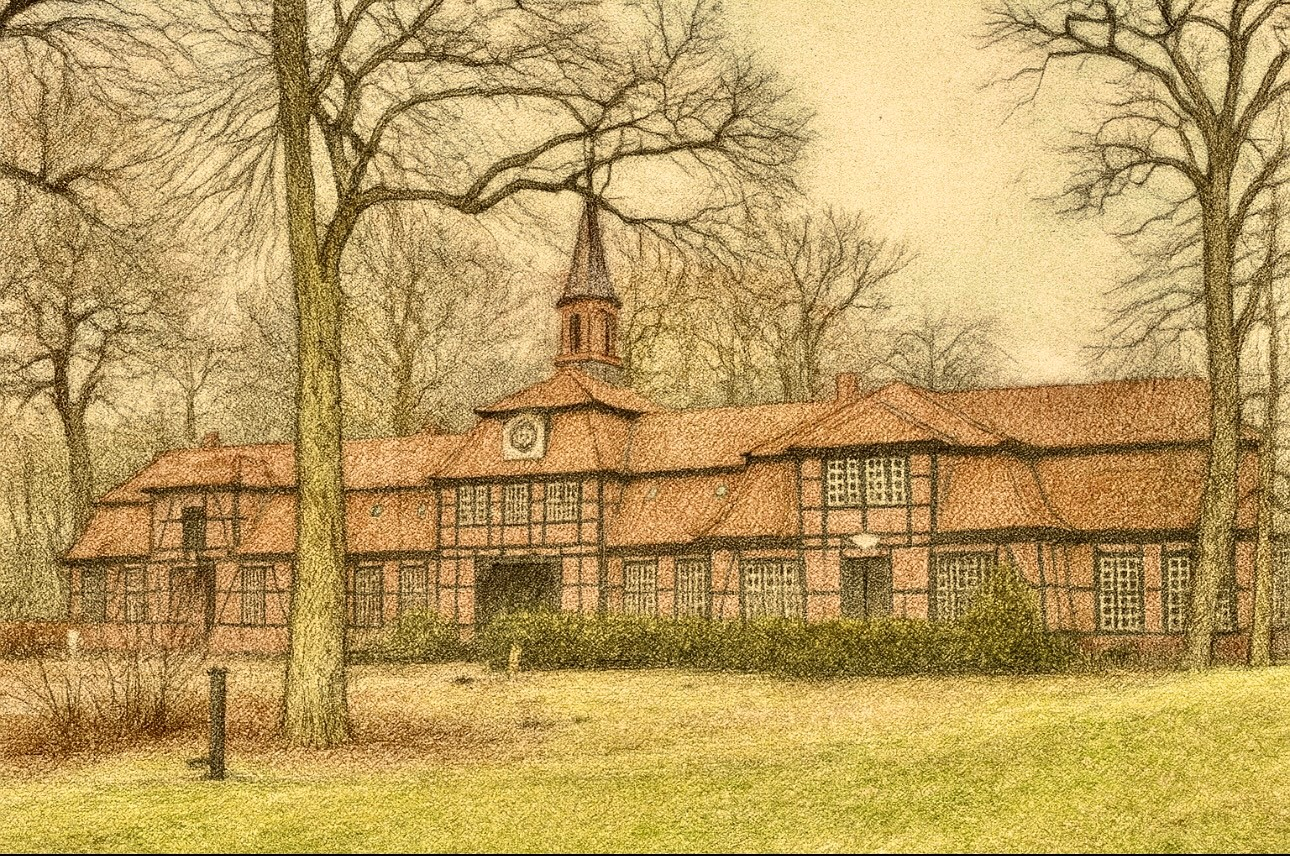
Torhaus Wellingsbüttel
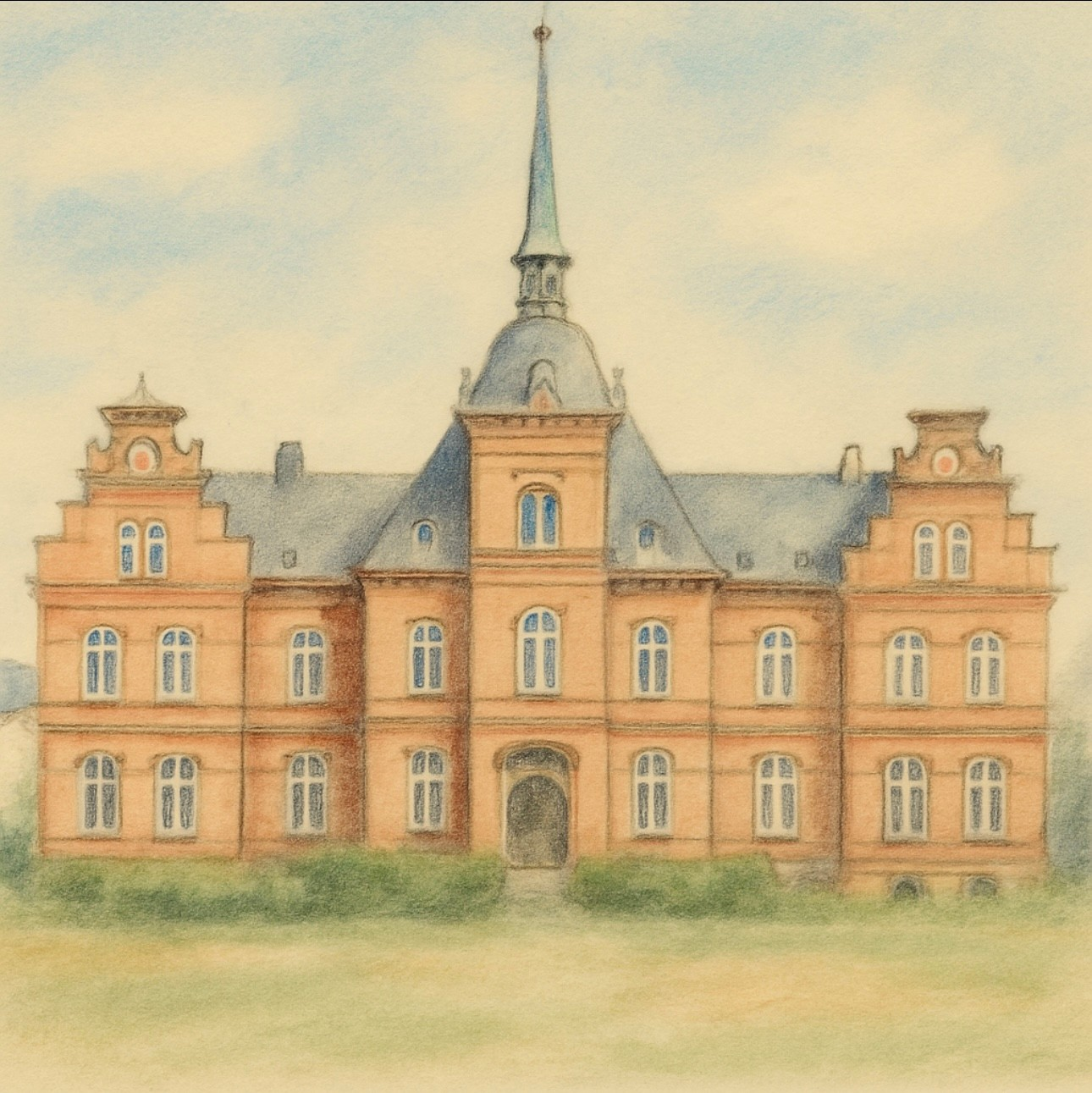
Schloss Schönhagen
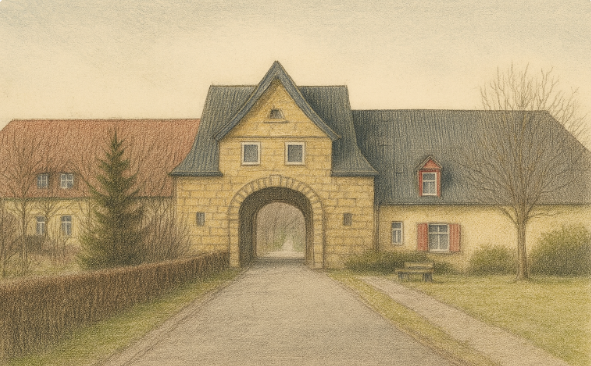
Torhaus Schloss Schönhagen
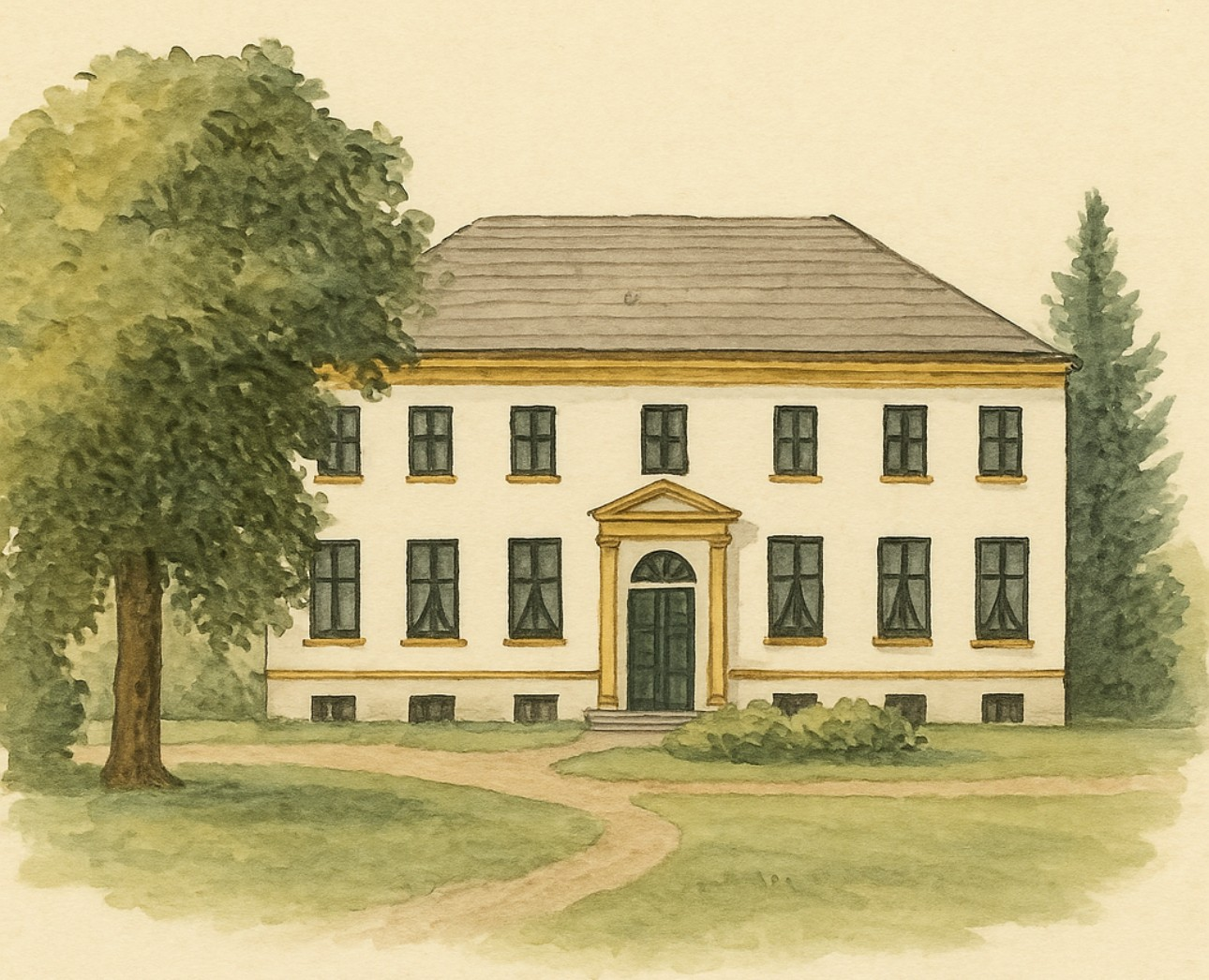
Herrenhaus Krummbek
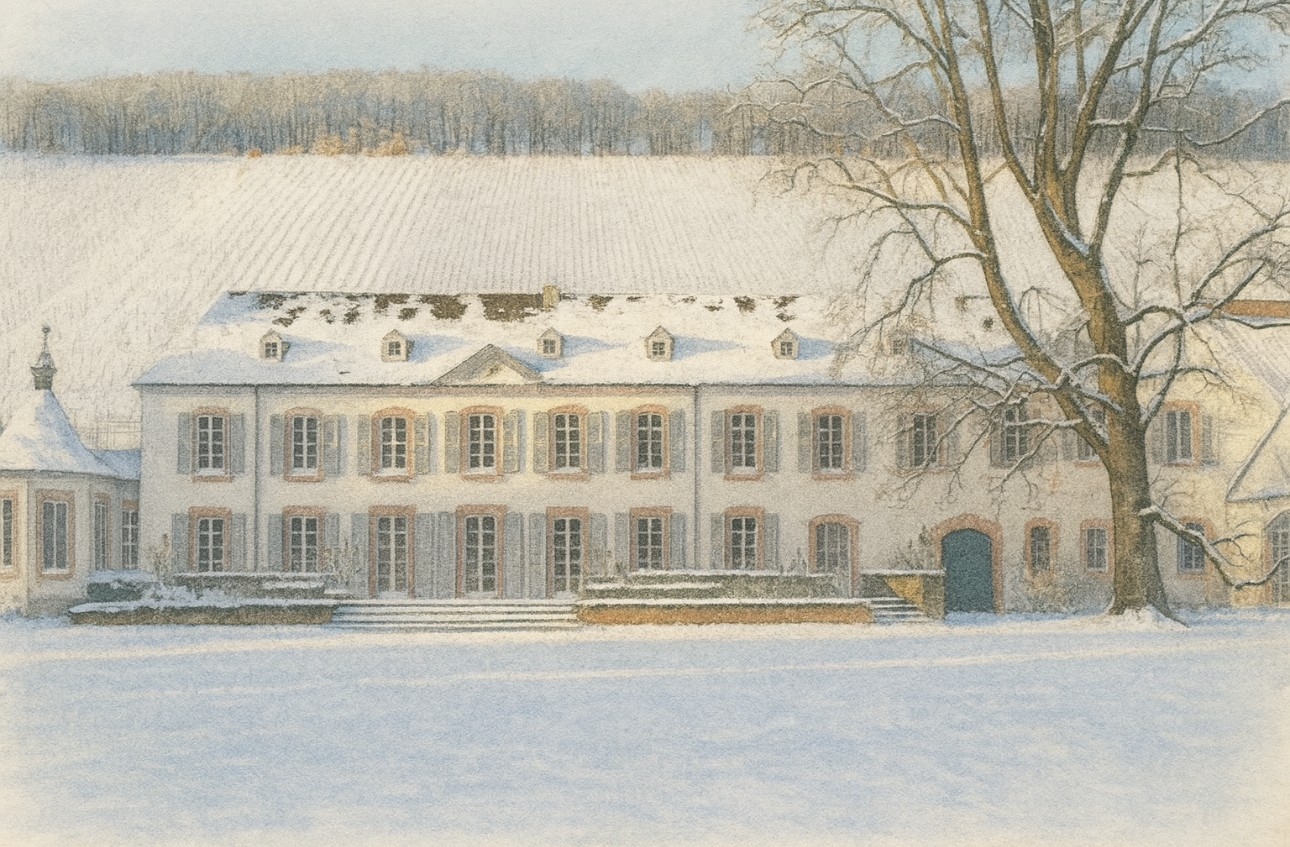
Weingut von Othegraven
Gutshaus Schwonendal
Gutshaus Fernsicht a. d. Stör
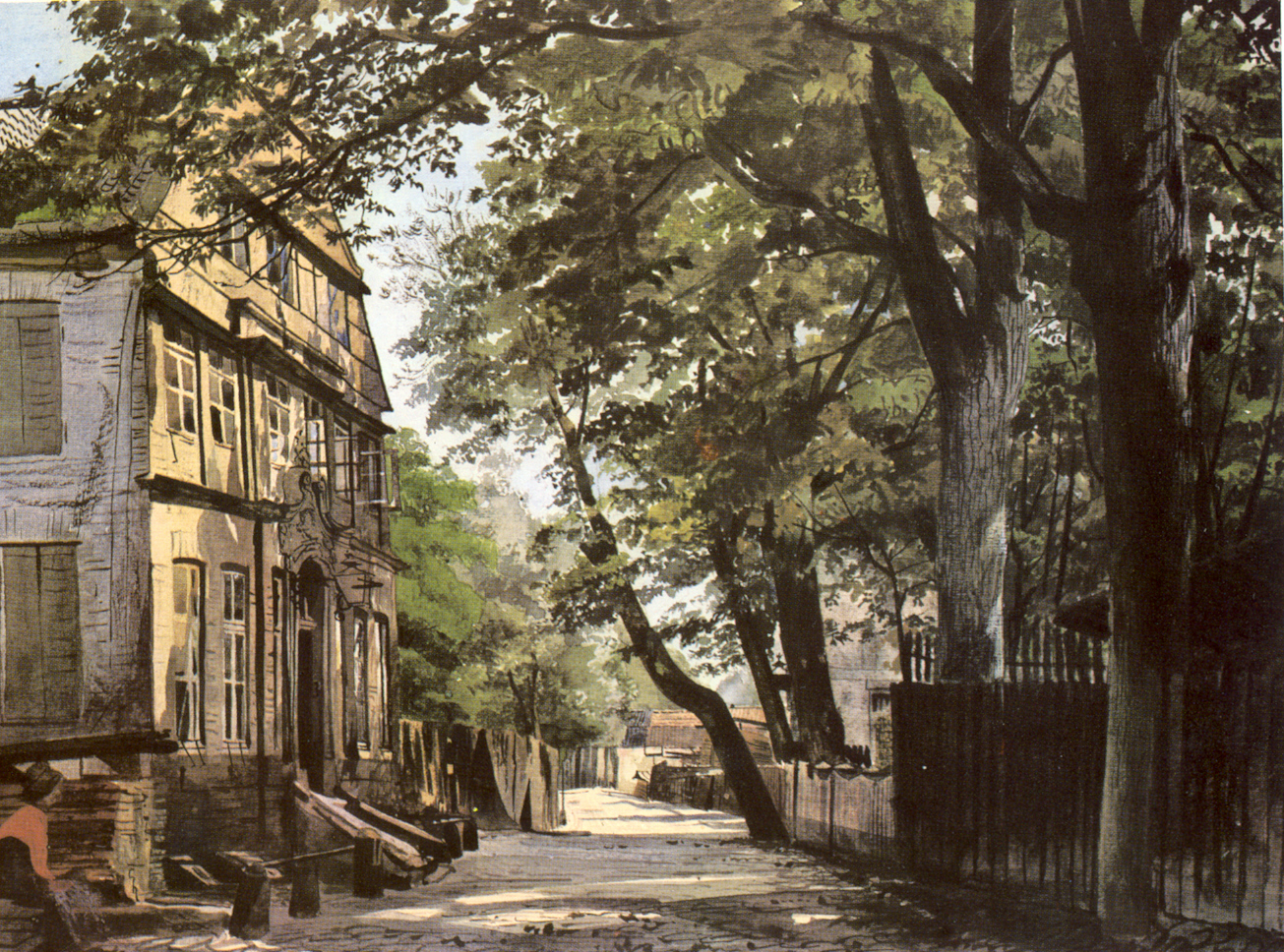
Stadtdeich 9 Hamburg
Große Bäckerstr. 12 Lüneburg
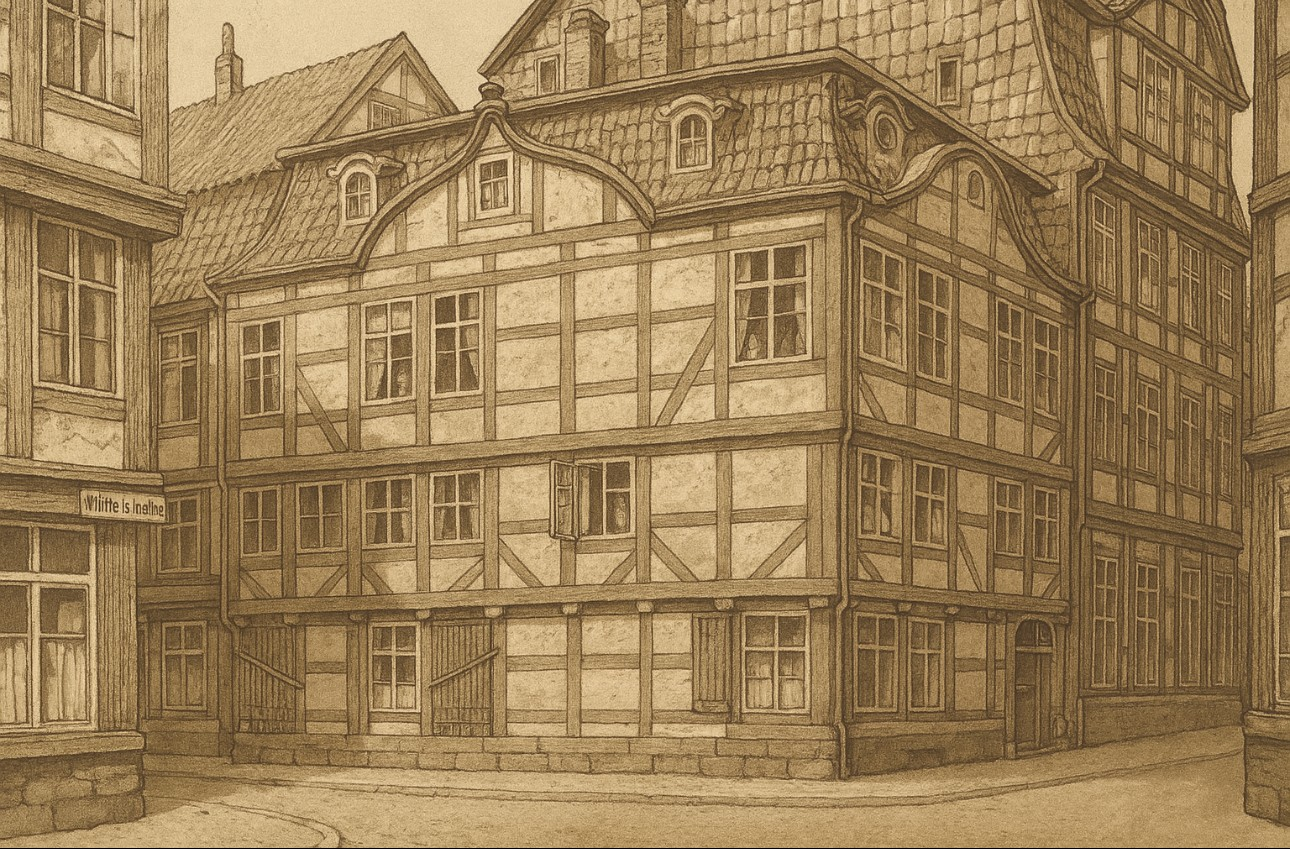
Mittel-Brandstraße 2 Hannover Haus Senator Jauch
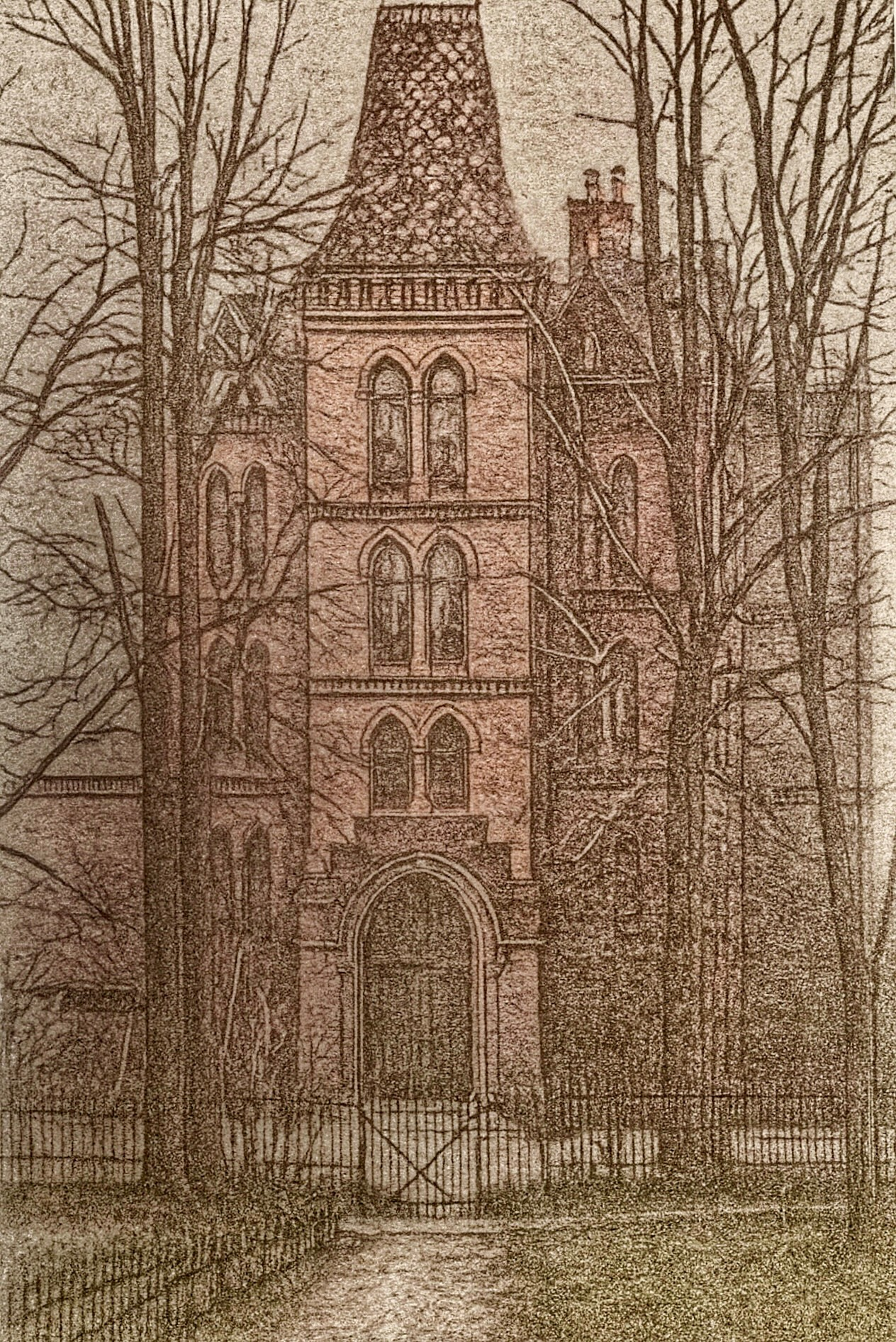
Jauchsches Damenstift Kiel
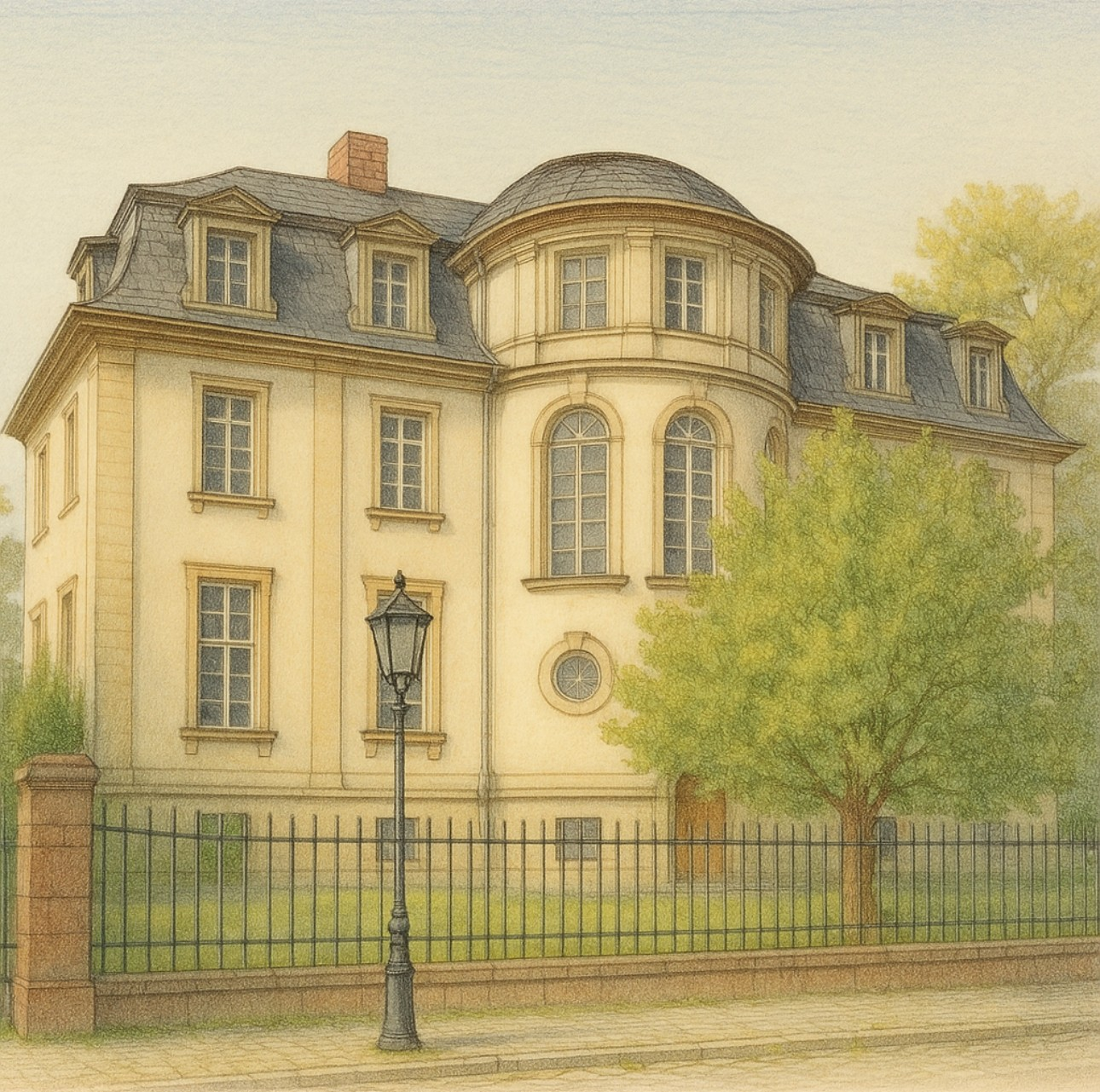
Villa Kellermann Potsdam
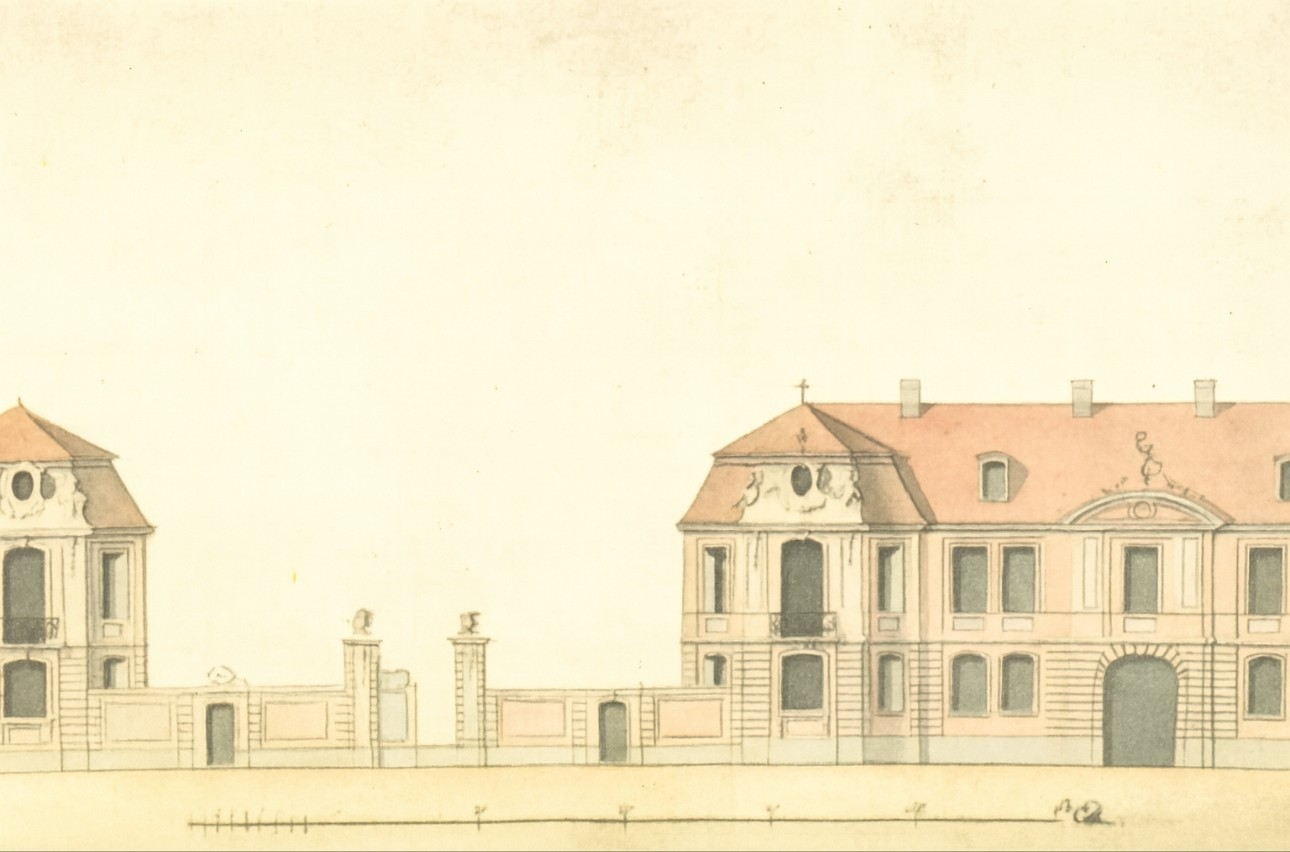
Palais Lelewel erbaut für Constance Jauch
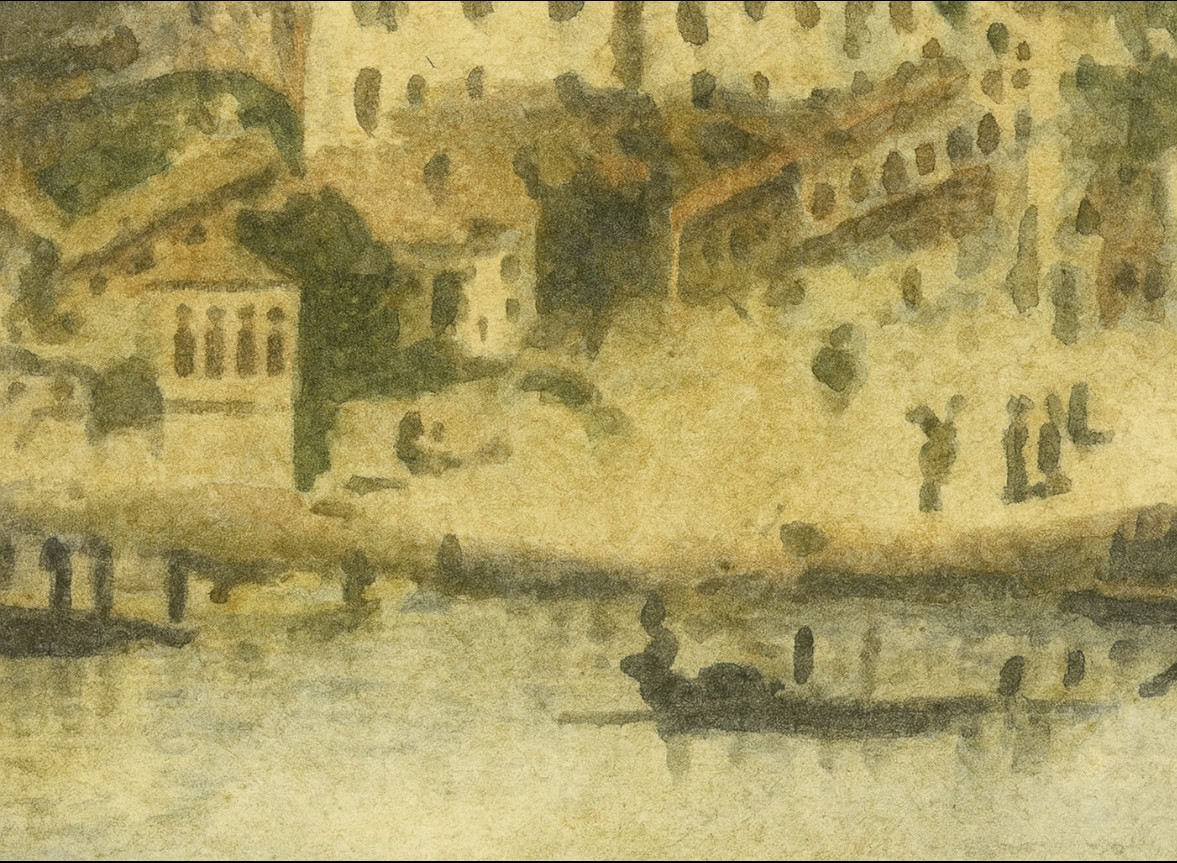
Palais Jauch in Solec bei Warschau Generalmajor Jauch

### Grabstätten

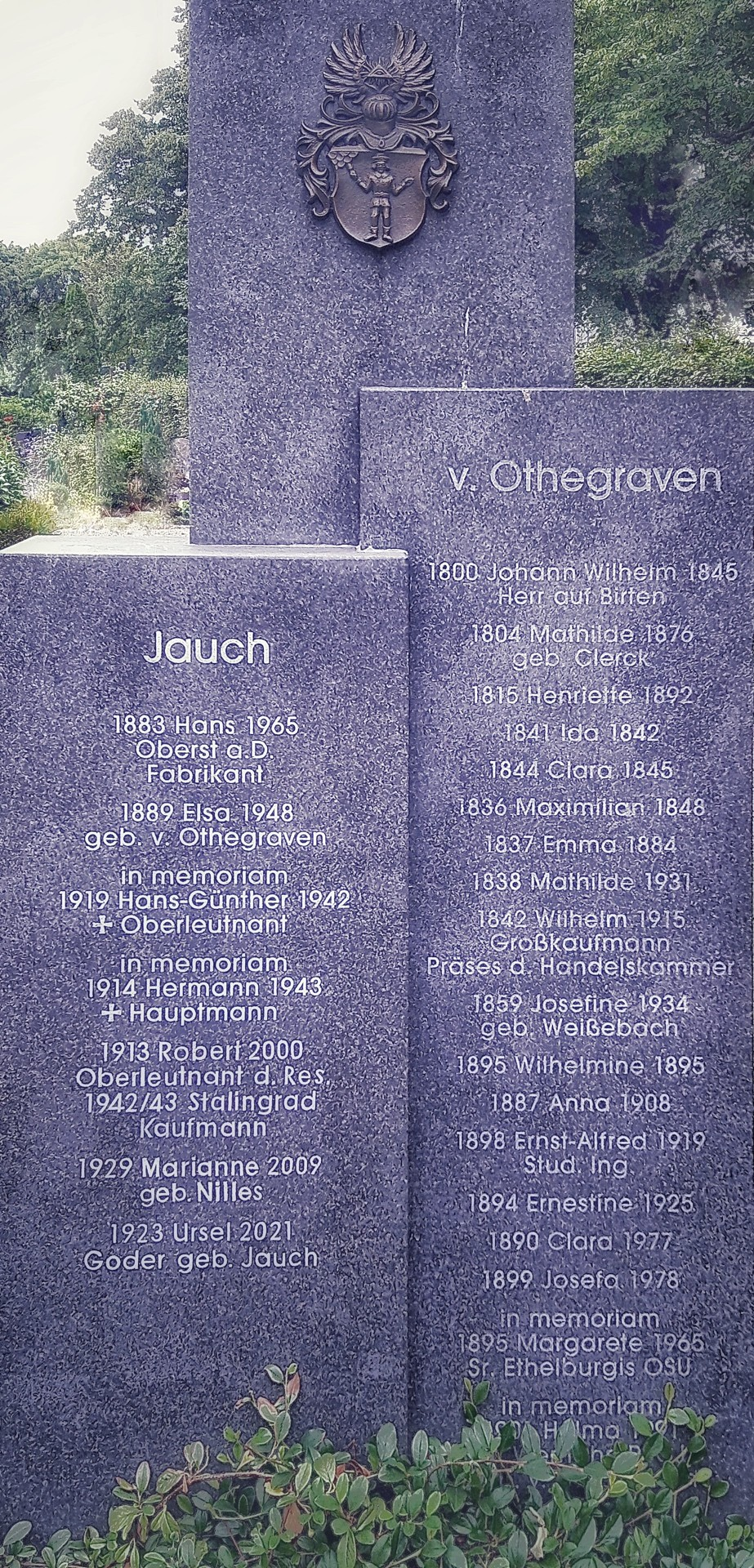
Erbbegräbnis von Othegraven–Jauch in Wesel
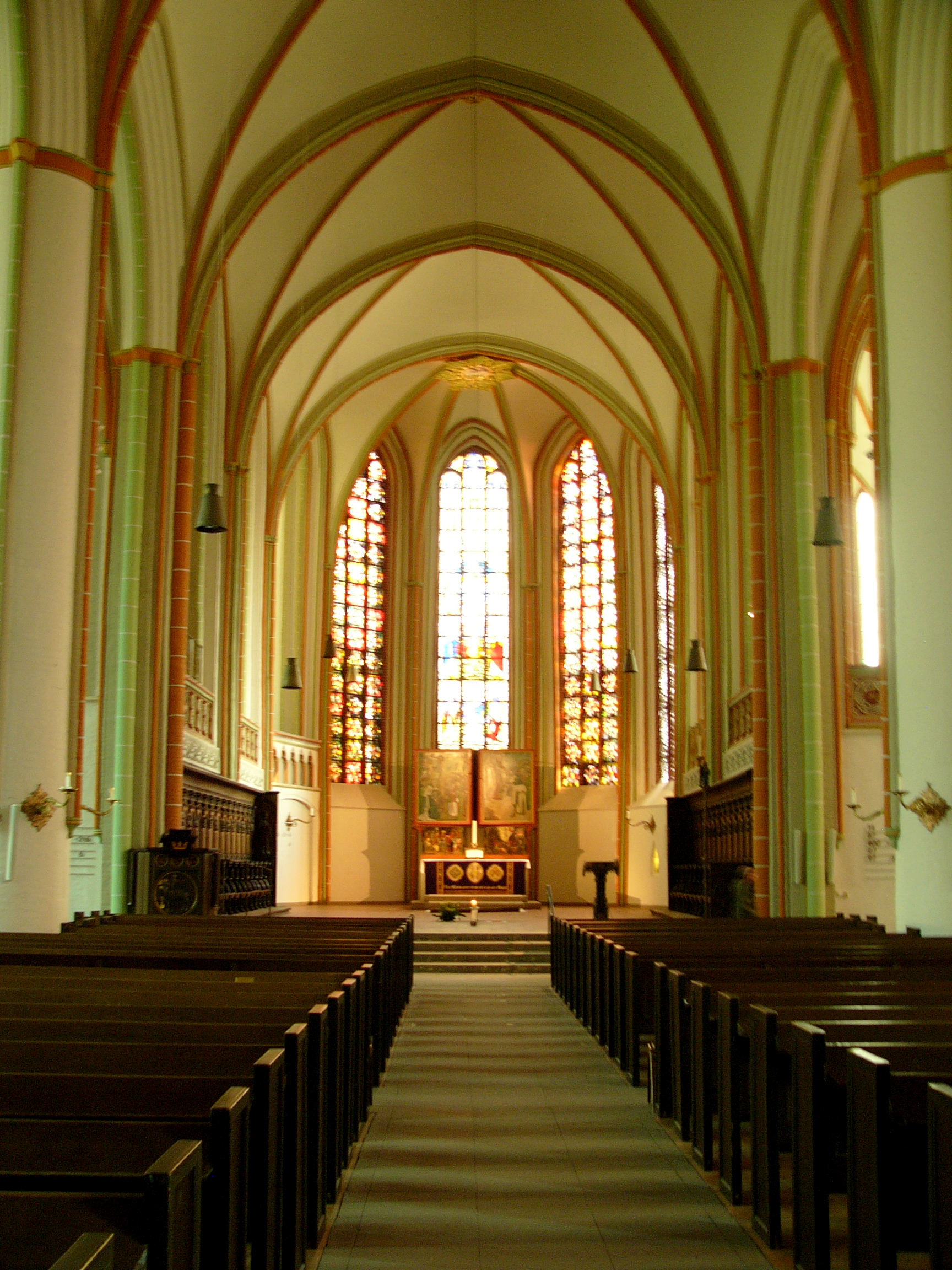
Johann Christopher Jauch, beigesetzt im Chorraum von St. Johannis in Lüneburg
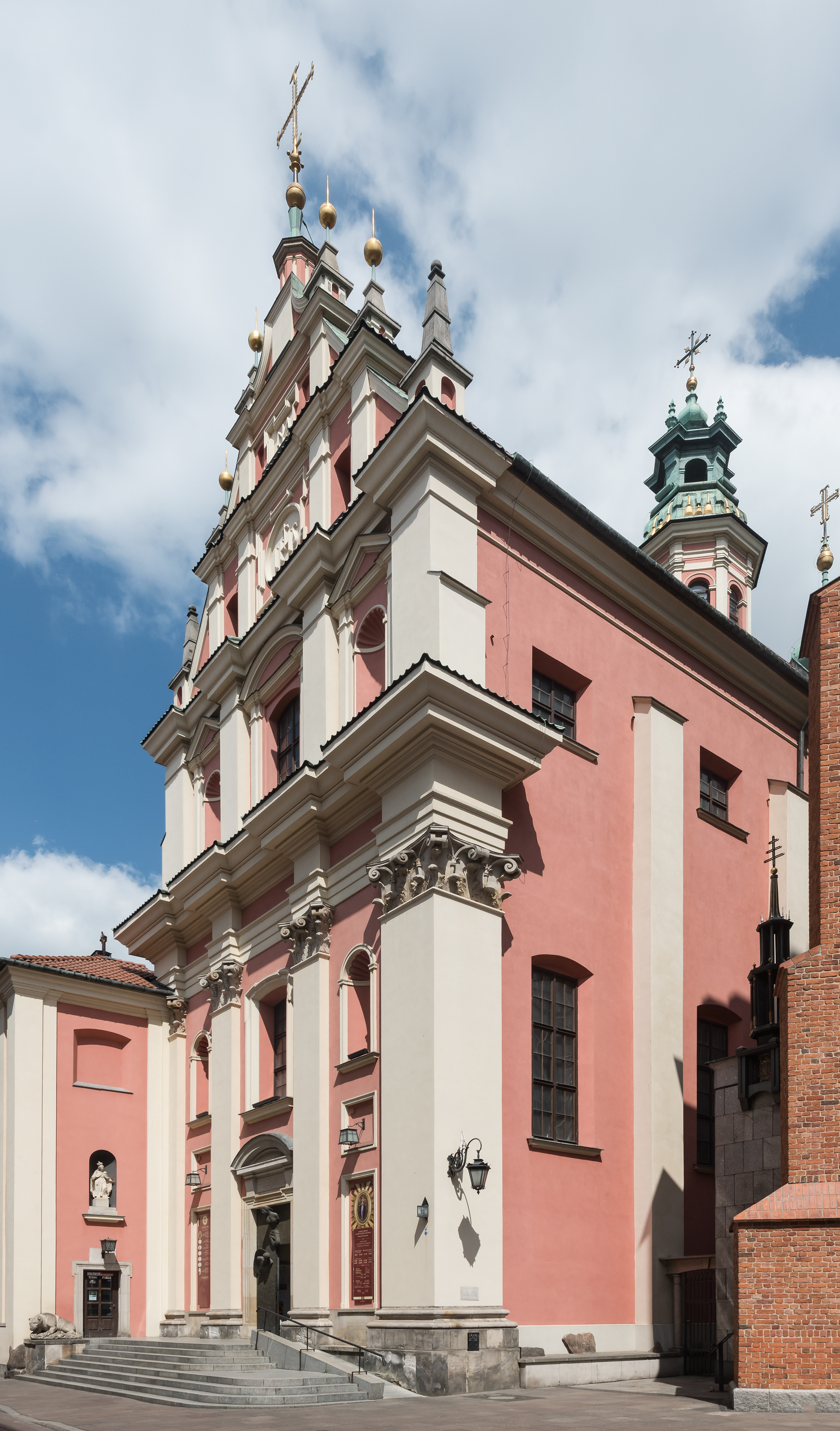
Joachim Daniel Jauch, beigesetzt in der Gruft der Jesuitenbasilika in Warschau
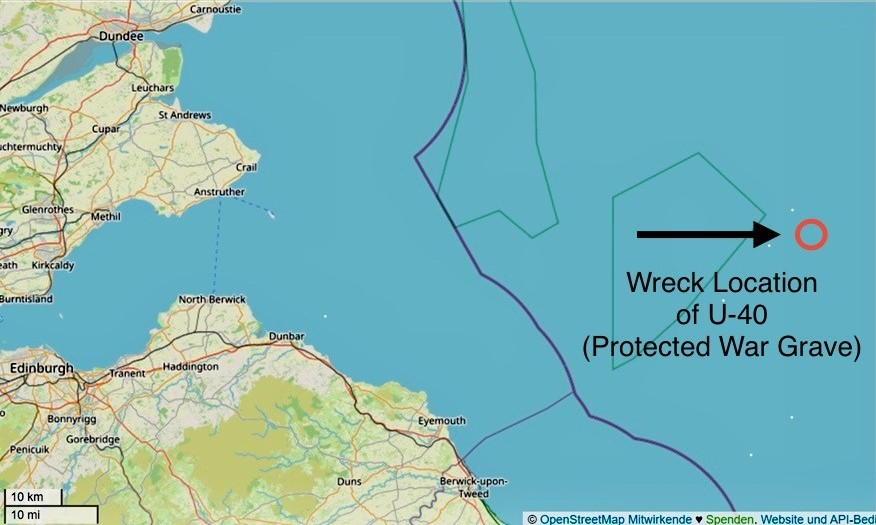
Lt.z.S. Rudolf Jauch Seekriegsgrab U 40 bei Eyemouth vor Schottland
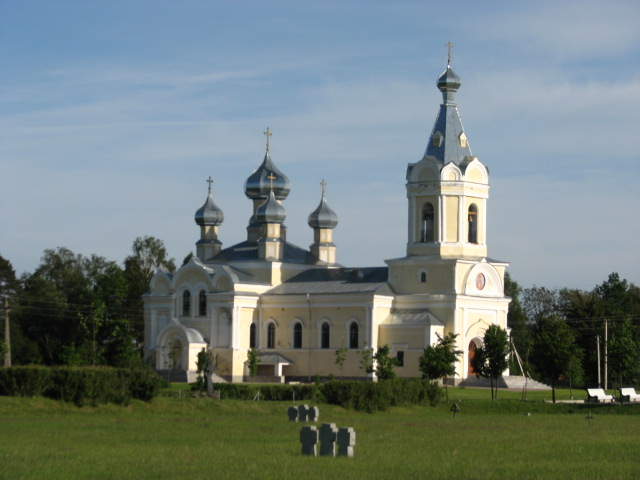
Oberleutnant Hans-Günther Jauch Soldatenfriedhof Sologubovka
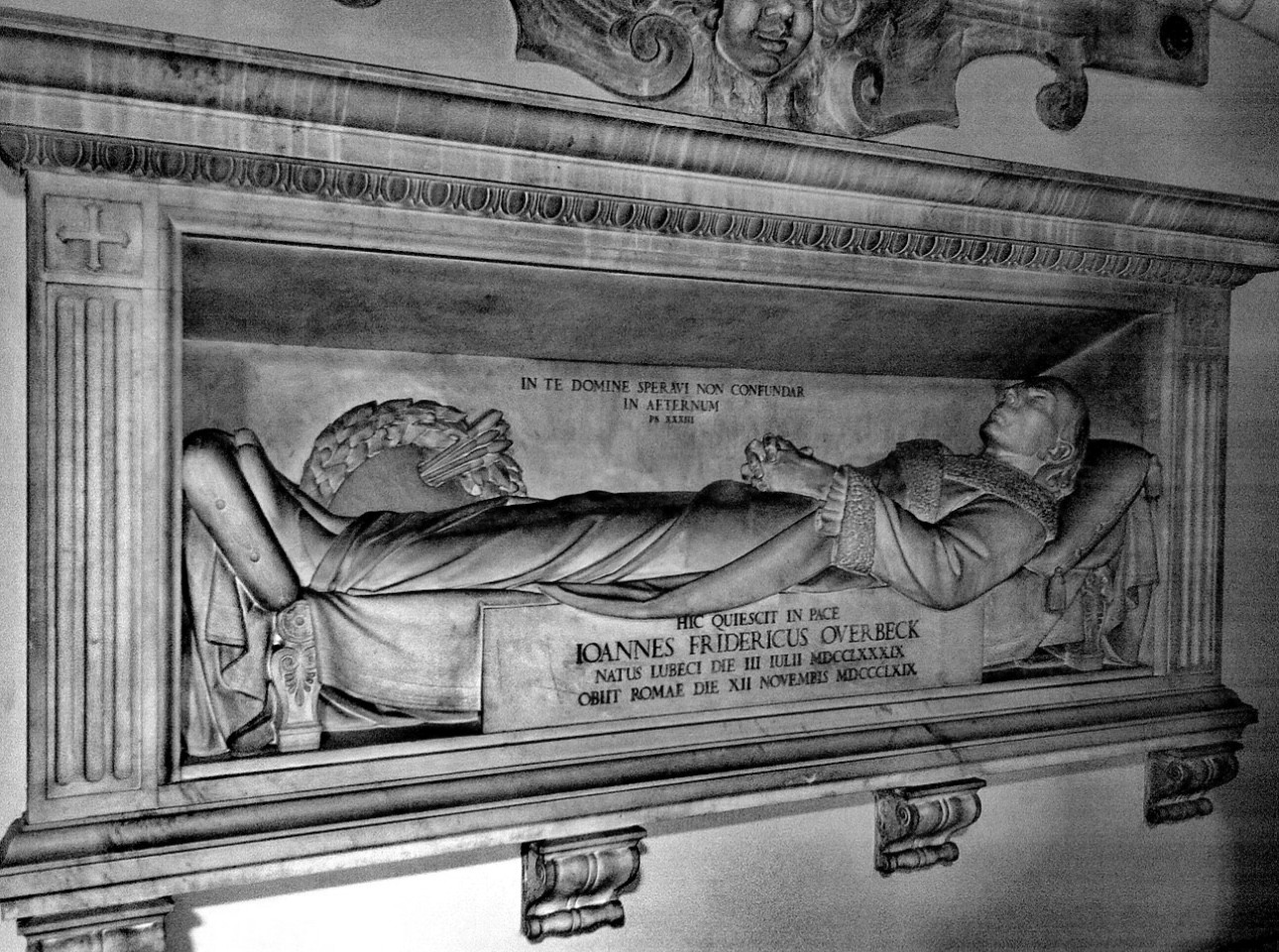
Grabmal Friedrich Overbeck in San Bernado alle Terme Rom
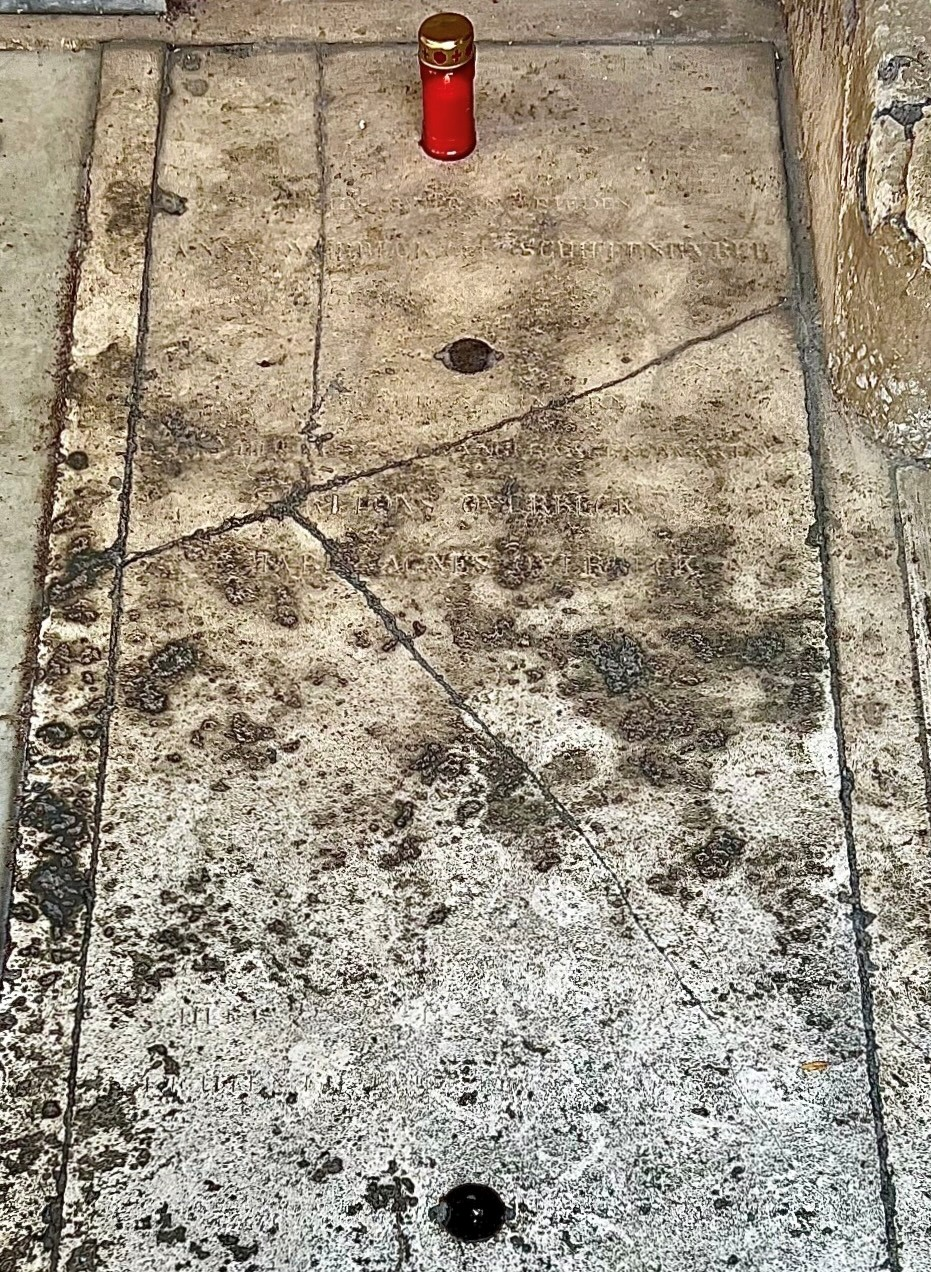
Grabstätte Anna Overbeck und Kinder auf dem Campo Santo Teutonico im Vatikan
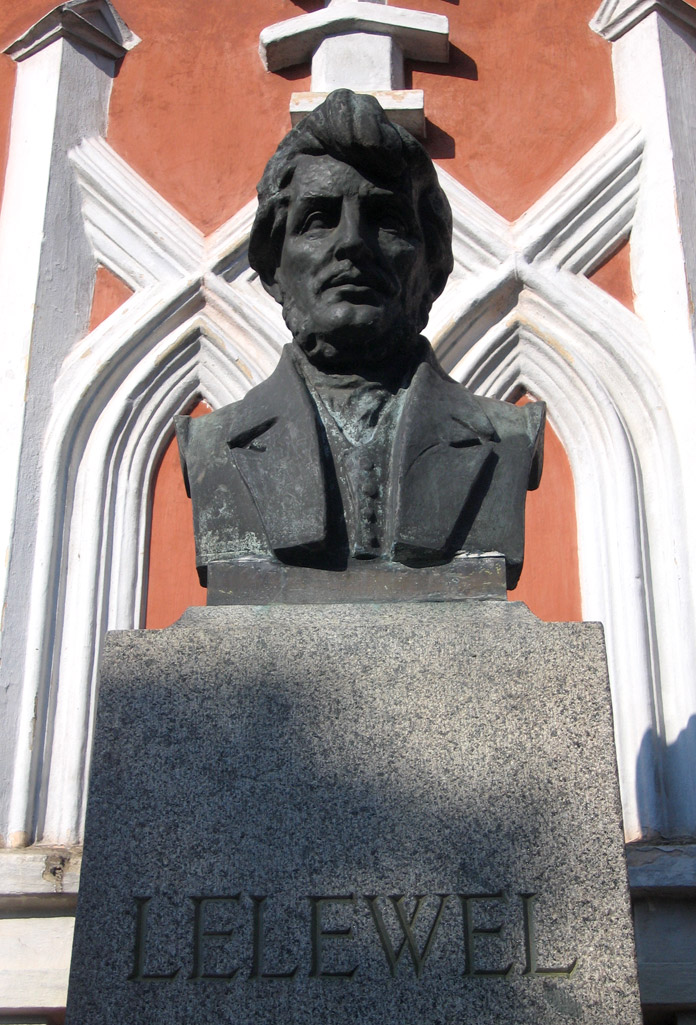
Grabstätte von Joachim Lelewel auf dem Rasos-Friedhof in Vilnius
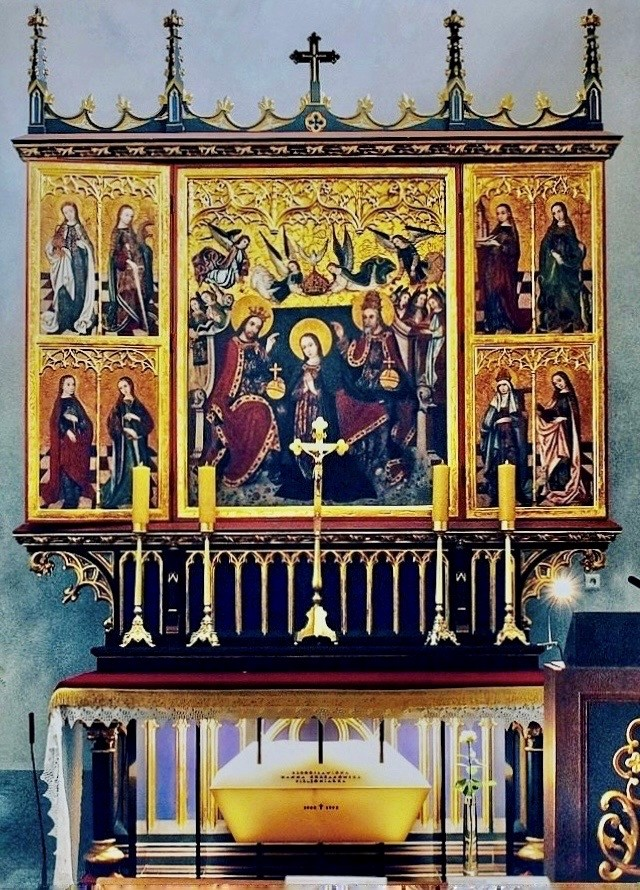
Schrein der seligen Hanna Chrzanowska in der Nikolauskirche in Krakau
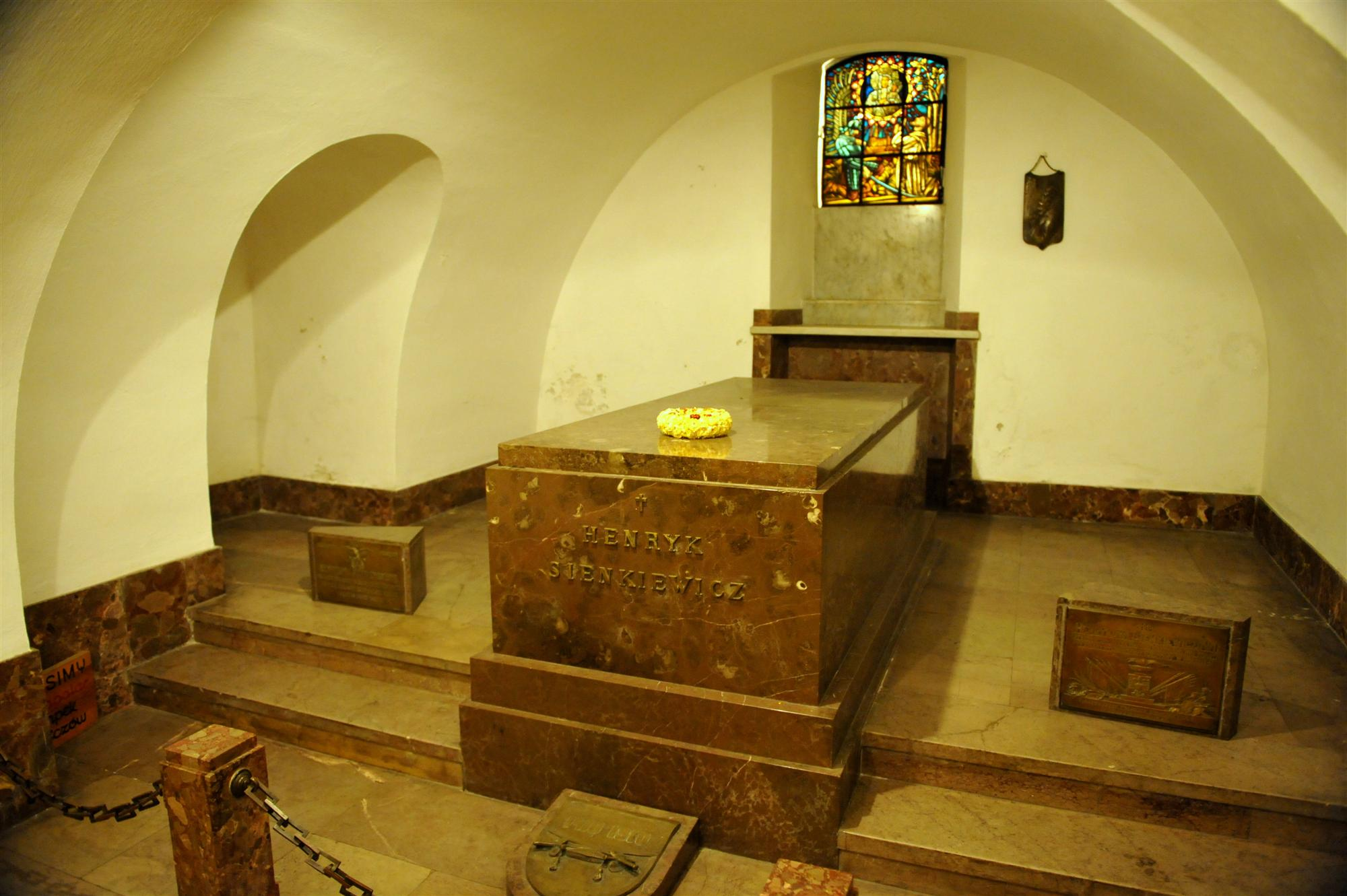
Grabmal Henryk Sienkiewicz in der Kathedrale von Warschau

## Stammtafel
|                                                                                                |                                                                                                |                                                                                                |                                                                                                |                                                                                                |                                                                                                |  |  | | | | | | |  |  | Georg Jauch Bürgermeister von Sulza 1606–1675 | | | | | |  |  | | | | | | |  |  | | | | | | |  |  | | | | | | |  |  |  |  |  |  |  |  |  |  |  |  |  |  |  |  |  |  |  |  |  |  |  |  |  |  |  |  |  |  |  |  |  |  |  |  |
|                                                                                                |                                                                                                |                                                                                                |                                                                                                |                                                                                                |                                                                                                |  |  | | | | | | |  |  | | | | | | |  |  | | | | | | |  |  | | | | | | |  |  | | | | | | |  |  |  |  |  |  |  |  |  |  |  |  |  |  |  |  |  |  |  |  |  |  |  |  |  |  |  |  |  |  |  |  |  |  |  |  |
|                                                                                                |                                                                                                |                                                                                                |                                                                                                |                                                                                                |                                                                                                |  |  | | | | | | |  |  | Christian Jauch der Ältere Erster Lacquay und Tafeldecker des Erbprinzen Karl von Mecklenburg 1688 Hoflieferant zu Güstrow 1696 Kauf- und Handelsmann zu Lüneburg 1638–1718 | | | | | |  |  | | | | | | |  |  | | | | | | |  |  | | | | | | |  |  |  |  |  |  |  |  |  |  |  |  |  |  |  |  |  |  |  |  |  |  |  |  |  |  |  |  |  |  |  |  |  |  |  |  |
|                                                                                                |                                                                                                |                                                                                                |                                                                                                |                                                                                                |                                                                                                |  |  | | | | | | |  |  | | | | | | |  |  | | | | | | |  |  | | | | | | |  |  | | | | | | |  |  |  |  |  |  |  |  |  |  |  |  |  |  |  |  |  |  |  |  |  |  |  |  |  |  |  |  |  |  |  |  |  |  |  |  |
|                                                                                                |                                                                                                |                                                                                                |                                                                                                |                                                                                                |                                                                                                |  |  | | | | | | |  |  | | | | | | |  |  | | | | | | |  |  | | | | | | |  |  | | | | | | |  |  |  |  |  |  |  |  |  |  |  |  |  |  |  |  |  |  |  |  |  |  |  |  |  |  |  |  |  |  |  |  |  |  |  |  |
| Johann Christopher Jauch Superintendent zu Lüneburg 1669–1725                                  | Johann Christopher Jauch Superintendent zu Lüneburg 1669–1725                                  | Johann Christopher Jauch Superintendent zu Lüneburg 1669–1725                                  | Johann Christopher Jauch Superintendent zu Lüneburg 1669–1725                                  | Johann Christopher Jauch Superintendent zu Lüneburg 1669–1725                                  | Johann Christopher Jauch Superintendent zu Lüneburg 1669–1725                                  |  |  | Catharina Elisabeth Jauch 1671–1736 ⚭ Johann Christoph von Naumann                                                    | Catharina Elisabeth Jauch 1671–1736 ⚭ Johann Christoph von Naumann                                                    | Catharina Elisabeth Jauch 1671–1736 ⚭ Johann Christoph von Naumann                                                    | Catharina Elisabeth Jauch 1671–1736 ⚭ Johann Christoph von Naumann                                                    | Catharina Elisabeth Jauch 1671–1736 ⚭ Johann Christoph von Naumann                                                    | Catharina Elisabeth Jauch 1671–1736 ⚭ Johann Christoph von Naumann                                                    |  |  | Christian Jauch der Jüngere 1699 verzeichnet im Zunftregister des Krameramts zu Hamburg 1701 Kauf- und Handelsmann zu Lüneburg † 1720                                       | Christian Jauch der Jüngere 1699 verzeichnet im Zunftregister des Krameramts zu Hamburg 1701 Kauf- und Handelsmann zu Lüneburg † 1720 | Christian Jauch der Jüngere 1699 verzeichnet im Zunftregister des Krameramts zu Hamburg 1701 Kauf- und Handelsmann zu Lüneburg † 1720 | Christian Jauch der Jüngere 1699 verzeichnet im Zunftregister des Krameramts zu Hamburg 1701 Kauf- und Handelsmann zu Lüneburg † 1720 | Christian Jauch der Jüngere 1699 verzeichnet im Zunftregister des Krameramts zu Hamburg 1701 Kauf- und Handelsmann zu Lüneburg † 1720 | Christian Jauch der Jüngere 1699 verzeichnet im Zunftregister des Krameramts zu Hamburg 1701 Kauf- und Handelsmann zu Lüneburg † 1720 |  |  | Carl Jauch Kaufmann und Postagent Lübecks zu Lüneburg 1680–1755                                                        | Carl Jauch Kaufmann und Postagent Lübecks zu Lüneburg 1680–1755                                                        | Carl Jauch Kaufmann und Postagent Lübecks zu Lüneburg 1680–1755                                                        | Carl Jauch Kaufmann und Postagent Lübecks zu Lüneburg 1680–1755                                                        | Carl Jauch Kaufmann und Postagent Lübecks zu Lüneburg 1680–1755                                                        | Carl Jauch Kaufmann und Postagent Lübecks zu Lüneburg 1680–1755                                                        |  |  | Franz Georg Jauch Oberstleutnant der Königlich-Polnischen Krongarde 1724 bei dem Thorner Blutgericht 1682–1753 | Franz Georg Jauch Oberstleutnant der Königlich-Polnischen Krongarde 1724 bei dem Thorner Blutgericht 1682–1753 | Franz Georg Jauch Oberstleutnant der Königlich-Polnischen Krongarde 1724 bei dem Thorner Blutgericht 1682–1753 | Franz Georg Jauch Oberstleutnant der Königlich-Polnischen Krongarde 1724 bei dem Thorner Blutgericht 1682–1753 | Franz Georg Jauch Oberstleutnant der Königlich-Polnischen Krongarde 1724 bei dem Thorner Blutgericht 1682–1753 | Franz Georg Jauch Oberstleutnant der Königlich-Polnischen Krongarde 1724 bei dem Thorner Blutgericht 1682–1753 |  |  | Joachim Daniel Jauch Generalmajor und Barockarchitekt zu Warschau 1688–1754                                             | Joachim Daniel Jauch Generalmajor und Barockarchitekt zu Warschau 1688–1754                                             | Joachim Daniel Jauch Generalmajor und Barockarchitekt zu Warschau 1688–1754                                             | Joachim Daniel Jauch Generalmajor und Barockarchitekt zu Warschau 1688–1754                                             | Joachim Daniel Jauch Generalmajor und Barockarchitekt zu Warschau 1688–1754                                             | Joachim Daniel Jauch Generalmajor und Barockarchitekt zu Warschau 1688–1754                                             |  |  |  |  |  |  |  |  |  |  |  |  |  |  |  |  |  |  |  |  |  |  |  |  |  |  |  |  |  |  |  |  |  |  |  |  |
| Johann Christopher Jauch Superintendent zu Lüneburg 1669–1725                                  | Johann Christopher Jauch Superintendent zu Lüneburg 1669–1725                                  | Johann Christopher Jauch Superintendent zu Lüneburg 1669–1725                                  | Johann Christopher Jauch Superintendent zu Lüneburg 1669–1725                                  | Johann Christopher Jauch Superintendent zu Lüneburg 1669–1725                                  | Johann Christopher Jauch Superintendent zu Lüneburg 1669–1725                                  |  |  | Catharina Elisabeth Jauch 1671–1736 ⚭ Johann Christoph von Naumann                                                    | Catharina Elisabeth Jauch 1671–1736 ⚭ Johann Christoph von Naumann                                                    | Catharina Elisabeth Jauch 1671–1736 ⚭ Johann Christoph von Naumann                                                    | Catharina Elisabeth Jauch 1671–1736 ⚭ Johann Christoph von Naumann                                                    | Catharina Elisabeth Jauch 1671–1736 ⚭ Johann Christoph von Naumann                                                    | Catharina Elisabeth Jauch 1671–1736 ⚭ Johann Christoph von Naumann                                                    |  |  | Christian Jauch der Jüngere 1699 verzeichnet im Zunftregister des Krameramts zu Hamburg 1701 Kauf- und Handelsmann zu Lüneburg † 1720                                       | Christian Jauch der Jüngere 1699 verzeichnet im Zunftregister des Krameramts zu Hamburg 1701 Kauf- und Handelsmann zu Lüneburg † 1720 | Christian Jauch der Jüngere 1699 verzeichnet im Zunftregister des Krameramts zu Hamburg 1701 Kauf- und Handelsmann zu Lüneburg † 1720 | Christian Jauch der Jüngere 1699 verzeichnet im Zunftregister des Krameramts zu Hamburg 1701 Kauf- und Handelsmann zu Lüneburg † 1720 | Christian Jauch der Jüngere 1699 verzeichnet im Zunftregister des Krameramts zu Hamburg 1701 Kauf- und Handelsmann zu Lüneburg † 1720 | Christian Jauch der Jüngere 1699 verzeichnet im Zunftregister des Krameramts zu Hamburg 1701 Kauf- und Handelsmann zu Lüneburg † 1720 |  |  | Carl Jauch Kaufmann und Postagent Lübecks zu Lüneburg 1680–1755                                                        | Carl Jauch Kaufmann und Postagent Lübecks zu Lüneburg 1680–1755                                                        | Carl Jauch Kaufmann und Postagent Lübecks zu Lüneburg 1680–1755                                                        | Carl Jauch Kaufmann und Postagent Lübecks zu Lüneburg 1680–1755                                                        | Carl Jauch Kaufmann und Postagent Lübecks zu Lüneburg 1680–1755                                                        | Carl Jauch Kaufmann und Postagent Lübecks zu Lüneburg 1680–1755                                                        |  |  | Franz Georg Jauch Oberstleutnant der Königlich-Polnischen Krongarde 1724 bei dem Thorner Blutgericht 1682–1753 | Franz Georg Jauch Oberstleutnant der Königlich-Polnischen Krongarde 1724 bei dem Thorner Blutgericht 1682–1753 | Franz Georg Jauch Oberstleutnant der Königlich-Polnischen Krongarde 1724 bei dem Thorner Blutgericht 1682–1753 | Franz Georg Jauch Oberstleutnant der Königlich-Polnischen Krongarde 1724 bei dem Thorner Blutgericht 1682–1753 | Franz Georg Jauch Oberstleutnant der Königlich-Polnischen Krongarde 1724 bei dem Thorner Blutgericht 1682–1753 | Franz Georg Jauch Oberstleutnant der Königlich-Polnischen Krongarde 1724 bei dem Thorner Blutgericht 1682–1753 |  |  | Joachim Daniel Jauch Generalmajor und Barockarchitekt zu Warschau 1688–1754                                             | Joachim Daniel Jauch Generalmajor und Barockarchitekt zu Warschau 1688–1754                                             | Joachim Daniel Jauch Generalmajor und Barockarchitekt zu Warschau 1688–1754                                             | Joachim Daniel Jauch Generalmajor und Barockarchitekt zu Warschau 1688–1754                                             | Joachim Daniel Jauch Generalmajor und Barockarchitekt zu Warschau 1688–1754                                             | Joachim Daniel Jauch Generalmajor und Barockarchitekt zu Warschau 1688–1754                                             |  |  |  |  |  |  |  |  |  |  |  |  |  |  |  |  |  |  |  |  |  |  |  |  |  |  |  |  |  |  |  |  |  |  |  |  |
|                                                                                                |                                                                                                |                                                                                                |                                                                                                |                                                                                                |                                                                                                |  |  | | | | | | |  |  | | | | | | |  |  | | | | | | |  |  | | | | | | |  |  | | | | | | |  |  |  |  |  |  |  |  |  |  |  |  |  |  |  |  |  |  |  |  |  |  |  |  |  |  |  |  |  |  |  |  |  |  |  |  |
| Ludolph Friedrich Jauch Hauptpastor an St. Michaelis zu Lüneburg 1698–1764                     | Ludolph Friedrich Jauch Hauptpastor an St. Michaelis zu Lüneburg 1698–1764                     | Ludolph Friedrich Jauch Hauptpastor an St. Michaelis zu Lüneburg 1698–1764                     | Ludolph Friedrich Jauch Hauptpastor an St. Michaelis zu Lüneburg 1698–1764                     | Ludolph Friedrich Jauch Hauptpastor an St. Michaelis zu Lüneburg 1698–1764                     | Ludolph Friedrich Jauch Hauptpastor an St. Michaelis zu Lüneburg 1698–1764                     |  |  | Tobias Christoph Jauch Stadt-Secretarius zu Lüneburg 1703–1776                                                        | Tobias Christoph Jauch Stadt-Secretarius zu Lüneburg 1703–1776                                                        | Tobias Christoph Jauch Stadt-Secretarius zu Lüneburg 1703–1776                                                        | Tobias Christoph Jauch Stadt-Secretarius zu Lüneburg 1703–1776                                                        | Tobias Christoph Jauch Stadt-Secretarius zu Lüneburg 1703–1776                                                        | Tobias Christoph Jauch Stadt-Secretarius zu Lüneburg 1703–1776                                                        |  |  | Johann Christian Jauch Erster Domherr und Vize-Dekan zu Bardowick 1702–1778                                                                                                 | Johann Christian Jauch Erster Domherr und Vize-Dekan zu Bardowick 1702–1778                                                           | Johann Christian Jauch Erster Domherr und Vize-Dekan zu Bardowick 1702–1778                                                           | Johann Christian Jauch Erster Domherr und Vize-Dekan zu Bardowick 1702–1778                                                           | Johann Christian Jauch Erster Domherr und Vize-Dekan zu Bardowick 1702–1778                                                           | Johann Christian Jauch Erster Domherr und Vize-Dekan zu Bardowick 1702–1778                                                           |  |  | Carl Daniel Jauch 1740 Erbauer des Stammhauses in Lüneburg 1752 Begründer der Jauchschen Handlung in Hamburg 1714–1795 | Carl Daniel Jauch 1740 Erbauer des Stammhauses in Lüneburg 1752 Begründer der Jauchschen Handlung in Hamburg 1714–1795 | Carl Daniel Jauch 1740 Erbauer des Stammhauses in Lüneburg 1752 Begründer der Jauchschen Handlung in Hamburg 1714–1795 | Carl Daniel Jauch 1740 Erbauer des Stammhauses in Lüneburg 1752 Begründer der Jauchschen Handlung in Hamburg 1714–1795 | Carl Daniel Jauch 1740 Erbauer des Stammhauses in Lüneburg 1752 Begründer der Jauchschen Handlung in Hamburg 1714–1795 | Carl Daniel Jauch 1740 Erbauer des Stammhauses in Lüneburg 1752 Begründer der Jauchschen Handlung in Hamburg 1714–1795 |  |  | Adolph Jauch Kaiserlicher Notar zu Hannover 1705–1758                                                          | Adolph Jauch Kaiserlicher Notar zu Hannover 1705–1758                                                          | Adolph Jauch Kaiserlicher Notar zu Hannover 1705–1758                                                          | Adolph Jauch Kaiserlicher Notar zu Hannover 1705–1758                                                          | Adolph Jauch Kaiserlicher Notar zu Hannover 1705–1758                                                          | Adolph Jauch Kaiserlicher Notar zu Hannover 1705–1758                                                          |  |  | Constance Jauch 1722–1802 ⚭ Heinrich von Lölhöffel                                                                      | Constance Jauch 1722–1802 ⚭ Heinrich von Lölhöffel                                                                      | Constance Jauch 1722–1802 ⚭ Heinrich von Lölhöffel                                                                      | Constance Jauch 1722–1802 ⚭ Heinrich von Lölhöffel                                                                      | Constance Jauch 1722–1802 ⚭ Heinrich von Lölhöffel                                                                      | Constance Jauch 1722–1802 ⚭ Heinrich von Lölhöffel                                                                      |  |  |  |  |  |  |  |  |  |  |  |  |  |  |  |  |  |  |  |  |  |  |  |  |  |  |  |  |  |  |  |  |  |  |  |  |
| Ludolph Friedrich Jauch Hauptpastor an St. Michaelis zu Lüneburg 1698–1764                     | Ludolph Friedrich Jauch Hauptpastor an St. Michaelis zu Lüneburg 1698–1764                     | Ludolph Friedrich Jauch Hauptpastor an St. Michaelis zu Lüneburg 1698–1764                     | Ludolph Friedrich Jauch Hauptpastor an St. Michaelis zu Lüneburg 1698–1764                     | Ludolph Friedrich Jauch Hauptpastor an St. Michaelis zu Lüneburg 1698–1764                     | Ludolph Friedrich Jauch Hauptpastor an St. Michaelis zu Lüneburg 1698–1764                     |  |  | Tobias Christoph Jauch Stadt-Secretarius zu Lüneburg 1703–1776                                                        | Tobias Christoph Jauch Stadt-Secretarius zu Lüneburg 1703–1776                                                        | Tobias Christoph Jauch Stadt-Secretarius zu Lüneburg 1703–1776                                                        | Tobias Christoph Jauch Stadt-Secretarius zu Lüneburg 1703–1776                                                        | Tobias Christoph Jauch Stadt-Secretarius zu Lüneburg 1703–1776                                                        | Tobias Christoph Jauch Stadt-Secretarius zu Lüneburg 1703–1776                                                        |  |  | Johann Christian Jauch Erster Domherr und Vize-Dekan zu Bardowick 1702–1778                                                                                                 | Johann Christian Jauch Erster Domherr und Vize-Dekan zu Bardowick 1702–1778                                                           | Johann Christian Jauch Erster Domherr und Vize-Dekan zu Bardowick 1702–1778                                                           | Johann Christian Jauch Erster Domherr und Vize-Dekan zu Bardowick 1702–1778                                                           | Johann Christian Jauch Erster Domherr und Vize-Dekan zu Bardowick 1702–1778                                                           | Johann Christian Jauch Erster Domherr und Vize-Dekan zu Bardowick 1702–1778                                                           |  |  | Carl Daniel Jauch 1740 Erbauer des Stammhauses in Lüneburg 1752 Begründer der Jauchschen Handlung in Hamburg 1714–1795 | Carl Daniel Jauch 1740 Erbauer des Stammhauses in Lüneburg 1752 Begründer der Jauchschen Handlung in Hamburg 1714–1795 | Carl Daniel Jauch 1740 Erbauer des Stammhauses in Lüneburg 1752 Begründer der Jauchschen Handlung in Hamburg 1714–1795 | Carl Daniel Jauch 1740 Erbauer des Stammhauses in Lüneburg 1752 Begründer der Jauchschen Handlung in Hamburg 1714–1795 | Carl Daniel Jauch 1740 Erbauer des Stammhauses in Lüneburg 1752 Begründer der Jauchschen Handlung in Hamburg 1714–1795 | Carl Daniel Jauch 1740 Erbauer des Stammhauses in Lüneburg 1752 Begründer der Jauchschen Handlung in Hamburg 1714–1795 |  |  | Adolph Jauch Kaiserlicher Notar zu Hannover 1705–1758                                                          | Adolph Jauch Kaiserlicher Notar zu Hannover 1705–1758                                                          | Adolph Jauch Kaiserlicher Notar zu Hannover 1705–1758                                                          | Adolph Jauch Kaiserlicher Notar zu Hannover 1705–1758                                                          | Adolph Jauch Kaiserlicher Notar zu Hannover 1705–1758                                                          | Adolph Jauch Kaiserlicher Notar zu Hannover 1705–1758                                                          |  |  | Constance Jauch 1722–1802 ⚭ Heinrich von Lölhöffel                                                                      | Constance Jauch 1722–1802 ⚭ Heinrich von Lölhöffel                                                                      | Constance Jauch 1722–1802 ⚭ Heinrich von Lölhöffel                                                                      | Constance Jauch 1722–1802 ⚭ Heinrich von Lölhöffel                                                                      | Constance Jauch 1722–1802 ⚭ Heinrich von Lölhöffel                                                                      | Constance Jauch 1722–1802 ⚭ Heinrich von Lölhöffel                                                                      |  |  |  |  |  |  |  |  |  |  |  |  |  |  |  |  |  |  |  |  |  |  |  |  |  |  |  |  |  |  |  |  |  |  |  |  |
|                                                                                                |                                                                                                |                                                                                                |                                                                                                |                                                                                                |                                                                                                |  |  | | | | | | |  |  | | | | | | |  |  | | | | | | |  |  | | | | | | |  |  | | | | | | |  |  |  |  |  |  |  |  |  |  |  |  |  |  |  |  |  |  |  |  |  |  |  |  |  |  |  |  |  |  |  |  |  |  |  |  |
|                                                                                                |                                                                                                |                                                                                                |                                                                                                |                                                                                                |                                                                                                |  |  | Johann Georg Jauch Offizier a. D. und Kaufmann zu Lauenburg 1727–1799                                                 | Johann Georg Jauch Offizier a. D. und Kaufmann zu Lauenburg 1727–1799                                                 | Johann Georg Jauch Offizier a. D. und Kaufmann zu Lauenburg 1727–1799                                                 | Johann Georg Jauch Offizier a. D. und Kaufmann zu Lauenburg 1727–1799                                                 | Johann Georg Jauch Offizier a. D. und Kaufmann zu Lauenburg 1727–1799                                                 | Johann Georg Jauch Offizier a. D. und Kaufmann zu Lauenburg 1727–1799                                                 |  |  | Eleonora Maria Jauch 1732–1797 ⚭ Georg Christian Overbeck Advokat zu Lübeck                                                                                                 | Eleonora Maria Jauch 1732–1797 ⚭ Georg Christian Overbeck Advokat zu Lübeck                                                           | Eleonora Maria Jauch 1732–1797 ⚭ Georg Christian Overbeck Advokat zu Lübeck                                                           | Eleonora Maria Jauch 1732–1797 ⚭ Georg Christian Overbeck Advokat zu Lübeck                                                           | Eleonora Maria Jauch 1732–1797 ⚭ Georg Christian Overbeck Advokat zu Lübeck                                                           | Eleonora Maria Jauch 1732–1797 ⚭ Georg Christian Overbeck Advokat zu Lübeck                                                           |  |  | Friedrich August Jauch Senator zu Hannover-Calenberg 1741–1796                                                         | Friedrich August Jauch Senator zu Hannover-Calenberg 1741–1796                                                         | Friedrich August Jauch Senator zu Hannover-Calenberg 1741–1796                                                         | Friedrich August Jauch Senator zu Hannover-Calenberg 1741–1796                                                         | Friedrich August Jauch Senator zu Hannover-Calenberg 1741–1796                                                         | Friedrich August Jauch Senator zu Hannover-Calenberg 1741–1796                                                         |  |  | Heinrich Georg Jauch Oberstleutnant der Königlich-Polnischen Krongarde * 1709                                  | Heinrich Georg Jauch Oberstleutnant der Königlich-Polnischen Krongarde * 1709                                  | Heinrich Georg Jauch Oberstleutnant der Königlich-Polnischen Krongarde * 1709                                  | Heinrich Georg Jauch Oberstleutnant der Königlich-Polnischen Krongarde * 1709                                  | Heinrich Georg Jauch Oberstleutnant der Königlich-Polnischen Krongarde * 1709                                  | Heinrich Georg Jauch Oberstleutnant der Königlich-Polnischen Krongarde * 1709                                  |  |  | Carl Jauch Gerichtsverwalter zu Horneburg Domherr zu Bardowick 1735–1818                                                | Carl Jauch Gerichtsverwalter zu Horneburg Domherr zu Bardowick 1735–1818                                                | Carl Jauch Gerichtsverwalter zu Horneburg Domherr zu Bardowick 1735–1818                                                | Carl Jauch Gerichtsverwalter zu Horneburg Domherr zu Bardowick 1735–1818                                                | Carl Jauch Gerichtsverwalter zu Horneburg Domherr zu Bardowick 1735–1818                                                | Carl Jauch Gerichtsverwalter zu Horneburg Domherr zu Bardowick 1735–1818                                                |  |  |  |  |  |  |  |  |  |  |  |  |  |  |  |  |  |  |  |  |  |  |  |  |  |  |  |  |  |  |  |  |  |  |  |  |
|                                                                                                |                                                                                                |                                                                                                |                                                                                                |                                                                                                |                                                                                                |  |  | Johann Georg Jauch Offizier a. D. und Kaufmann zu Lauenburg 1727–1799                                                 | Johann Georg Jauch Offizier a. D. und Kaufmann zu Lauenburg 1727–1799                                                 | Johann Georg Jauch Offizier a. D. und Kaufmann zu Lauenburg 1727–1799                                                 | Johann Georg Jauch Offizier a. D. und Kaufmann zu Lauenburg 1727–1799                                                 | Johann Georg Jauch Offizier a. D. und Kaufmann zu Lauenburg 1727–1799                                                 | Johann Georg Jauch Offizier a. D. und Kaufmann zu Lauenburg 1727–1799                                                 |  |  | Eleonora Maria Jauch 1732–1797 ⚭ Georg Christian Overbeck Advokat zu Lübeck                                                                                                 | Eleonora Maria Jauch 1732–1797 ⚭ Georg Christian Overbeck Advokat zu Lübeck                                                           | Eleonora Maria Jauch 1732–1797 ⚭ Georg Christian Overbeck Advokat zu Lübeck                                                           | Eleonora Maria Jauch 1732–1797 ⚭ Georg Christian Overbeck Advokat zu Lübeck                                                           | Eleonora Maria Jauch 1732–1797 ⚭ Georg Christian Overbeck Advokat zu Lübeck                                                           | Eleonora Maria Jauch 1732–1797 ⚭ Georg Christian Overbeck Advokat zu Lübeck                                                           |  |  | Friedrich August Jauch Senator zu Hannover-Calenberg 1741–1796                                                         | Friedrich August Jauch Senator zu Hannover-Calenberg 1741–1796                                                         | Friedrich August Jauch Senator zu Hannover-Calenberg 1741–1796                                                         | Friedrich August Jauch Senator zu Hannover-Calenberg 1741–1796                                                         | Friedrich August Jauch Senator zu Hannover-Calenberg 1741–1796                                                         | Friedrich August Jauch Senator zu Hannover-Calenberg 1741–1796                                                         |  |  | Heinrich Georg Jauch Oberstleutnant der Königlich-Polnischen Krongarde * 1709                                  | Heinrich Georg Jauch Oberstleutnant der Königlich-Polnischen Krongarde * 1709                                  | Heinrich Georg Jauch Oberstleutnant der Königlich-Polnischen Krongarde * 1709                                  | Heinrich Georg Jauch Oberstleutnant der Königlich-Polnischen Krongarde * 1709                                  | Heinrich Georg Jauch Oberstleutnant der Königlich-Polnischen Krongarde * 1709                                  | Heinrich Georg Jauch Oberstleutnant der Königlich-Polnischen Krongarde * 1709                                  |  |  | Carl Jauch Gerichtsverwalter zu Horneburg Domherr zu Bardowick 1735–1818                                                | Carl Jauch Gerichtsverwalter zu Horneburg Domherr zu Bardowick 1735–1818                                                | Carl Jauch Gerichtsverwalter zu Horneburg Domherr zu Bardowick 1735–1818                                                | Carl Jauch Gerichtsverwalter zu Horneburg Domherr zu Bardowick 1735–1818                                                | Carl Jauch Gerichtsverwalter zu Horneburg Domherr zu Bardowick 1735–1818                                                | Carl Jauch Gerichtsverwalter zu Horneburg Domherr zu Bardowick 1735–1818                                                |  |  |  |  |  |  |  |  |  |  |  |  |  |  |  |  |  |  |  |  |  |  |  |  |  |  |  |  |  |  |  |  |  |  |  |  |
|                                                                                                |                                                                                                |                                                                                                |                                                                                                |                                                                                                |                                                                                                |  |  | | | | | | |  |  | | | | | | |  |  | | | | | | |  |  | | | | | | |  |  | | | | | | |  |  |  |  |  |  |  |  |  |  |  |  |  |  |  |  |  |  |  |  |  |  |  |  |  |  |  |  |  |  |  |  |  |  |  |  |
|                                                                                                |                                                                                                |                                                                                                |                                                                                                |                                                                                                |                                                                                                |  |  | Johann Christian Jauch senior Großbürger zu Hamburg in Firma J. C. Jauch & Söhne Ältester Deichgeschworener 1765–1855 | Johann Christian Jauch senior Großbürger zu Hamburg in Firma J. C. Jauch & Söhne Ältester Deichgeschworener 1765–1855 | Johann Christian Jauch senior Großbürger zu Hamburg in Firma J. C. Jauch & Söhne Ältester Deichgeschworener 1765–1855 | Johann Christian Jauch senior Großbürger zu Hamburg in Firma J. C. Jauch & Söhne Ältester Deichgeschworener 1765–1855 | Johann Christian Jauch senior Großbürger zu Hamburg in Firma J. C. Jauch & Söhne Ältester Deichgeschworener 1765–1855 | Johann Christian Jauch senior Großbürger zu Hamburg in Firma J. C. Jauch & Söhne Ältester Deichgeschworener 1765–1855 |  |  | Ludovica Jauch 1772–1805 ⚭ 1. Johann Carl Deetz 2. Joh. Heinr. Griebel | Ludovica Jauch 1772–1805 ⚭ 1. Johann Carl Deetz 2. Joh. Heinr. Griebel                                                                | Ludovica Jauch 1772–1805 ⚭ 1. Johann Carl Deetz 2. Joh. Heinr. Griebel                                                                | Ludovica Jauch 1772–1805 ⚭ 1. Johann Carl Deetz 2. Joh. Heinr. Griebel                                                                | Ludovica Jauch 1772–1805 ⚭ 1. Johann Carl Deetz 2. Joh. Heinr. Griebel                                                                | Ludovica Jauch 1772–1805 ⚭ 1. Johann Carl Deetz 2. Joh. Heinr. Griebel                                                                |  |  | Christian Adolph Overbeck Bürgermeister von Lübeck 1755–1821                                                           | Christian Adolph Overbeck Bürgermeister von Lübeck 1755–1821                                                           | Christian Adolph Overbeck Bürgermeister von Lübeck 1755–1821                                                           | Christian Adolph Overbeck Bürgermeister von Lübeck 1755–1821                                                           | Christian Adolph Overbeck Bürgermeister von Lübeck 1755–1821                                                           | Christian Adolph Overbeck Bürgermeister von Lübeck 1755–1821                                                           |  |  | | | | | | |  |  | | | | | | |  |  |  |  |  |  |  |  |  |  |  |  |  |  |  |  |  |  |  |  |  |  |  |  |  |  |  |  |  |  |  |  |  |  |  |  |
|                                                                                                |                                                                                                |                                                                                                |                                                                                                |                                                                                                |                                                                                                |  |  | Johann Christian Jauch senior Großbürger zu Hamburg in Firma J. C. Jauch & Söhne Ältester Deichgeschworener 1765–1855 | Johann Christian Jauch senior Großbürger zu Hamburg in Firma J. C. Jauch & Söhne Ältester Deichgeschworener 1765–1855 | Johann Christian Jauch senior Großbürger zu Hamburg in Firma J. C. Jauch & Söhne Ältester Deichgeschworener 1765–1855 | Johann Christian Jauch senior Großbürger zu Hamburg in Firma J. C. Jauch & Söhne Ältester Deichgeschworener 1765–1855 | Johann Christian Jauch senior Großbürger zu Hamburg in Firma J. C. Jauch & Söhne Ältester Deichgeschworener 1765–1855 | Johann Christian Jauch senior Großbürger zu Hamburg in Firma J. C. Jauch & Söhne Ältester Deichgeschworener 1765–1855 |  |  | Ludovica Jauch 1772–1805 ⚭ 1. Johann Carl Deetz 2. Joh. Heinr. Griebel | Ludovica Jauch 1772–1805 ⚭ 1. Johann Carl Deetz 2. Joh. Heinr. Griebel                                                                | Ludovica Jauch 1772–1805 ⚭ 1. Johann Carl Deetz 2. Joh. Heinr. Griebel                                                                | Ludovica Jauch 1772–1805 ⚭ 1. Johann Carl Deetz 2. Joh. Heinr. Griebel                                                                | Ludovica Jauch 1772–1805 ⚭ 1. Johann Carl Deetz 2. Joh. Heinr. Griebel                                                                | Ludovica Jauch 1772–1805 ⚭ 1. Johann Carl Deetz 2. Joh. Heinr. Griebel                                                                |  |  | Christian Adolph Overbeck Bürgermeister von Lübeck 1755–1821                                                           | Christian Adolph Overbeck Bürgermeister von Lübeck 1755–1821                                                           | Christian Adolph Overbeck Bürgermeister von Lübeck 1755–1821                                                           | Christian Adolph Overbeck Bürgermeister von Lübeck 1755–1821                                                           | Christian Adolph Overbeck Bürgermeister von Lübeck 1755–1821                                                           | Christian Adolph Overbeck Bürgermeister von Lübeck 1755–1821                                                           |  |  | | | | | | |  |  | | | | | | |  |  |  |  |  |  |  |  |  |  |  |  |  |  |  |  |  |  |  |  |  |  |  |  |  |  |  |  |  |  |  |  |  |  |  |  |
|                                                                                                |                                                                                                |                                                                                                |                                                                                                |                                                                                                |                                                                                                |  |  | | | | | | |  |  | | | | | | |  |  | | | | | | |  |  | | | | | | |  |  | | | | | | |  |  |  |  |  |  |  |  |  |  |  |  |  |  |  |  |  |  |  |  |  |  |  |  |  |  |  |  |  |  |  |  |  |  |  |  |
| Johann Christian Jauch junior Großbürger zu Hamburg Herr auf Wellingsbüttel 1802–1880          | Johann Christian Jauch junior Großbürger zu Hamburg Herr auf Wellingsbüttel 1802–1880          | Johann Christian Jauch junior Großbürger zu Hamburg Herr auf Wellingsbüttel 1802–1880          | Johann Christian Jauch junior Großbürger zu Hamburg Herr auf Wellingsbüttel 1802–1880          | Johann Christian Jauch junior Großbürger zu Hamburg Herr auf Wellingsbüttel 1802–1880          | Johann Christian Jauch junior Großbürger zu Hamburg Herr auf Wellingsbüttel 1802–1880          |  |  | Moritz Jauch Großbürger zu Hamburg Olt. d. Hanseat. Kavallerie 1804–1876 ⚭ Auguste Jauch                              | Moritz Jauch Großbürger zu Hamburg Olt. d. Hanseat. Kavallerie 1804–1876 ⚭ Auguste Jauch                              | Moritz Jauch Großbürger zu Hamburg Olt. d. Hanseat. Kavallerie 1804–1876 ⚭ Auguste Jauch                              | Moritz Jauch Großbürger zu Hamburg Olt. d. Hanseat. Kavallerie 1804–1876 ⚭ Auguste Jauch                              | Moritz Jauch Großbürger zu Hamburg Olt. d. Hanseat. Kavallerie 1804–1876 ⚭ Auguste Jauch                              | Moritz Jauch Großbürger zu Hamburg Olt. d. Hanseat. Kavallerie 1804–1876 ⚭ Auguste Jauch                              |  |  | Wilhelmine Jauch 1809–1893 ⚭ Theodor Avé-Lallemant | Wilhelmine Jauch 1809–1893 ⚭ Theodor Avé-Lallemant                                                                                    | Wilhelmine Jauch 1809–1893 ⚭ Theodor Avé-Lallemant                                                                                    | Wilhelmine Jauch 1809–1893 ⚭ Theodor Avé-Lallemant                                                                                    | Wilhelmine Jauch 1809–1893 ⚭ Theodor Avé-Lallemant                                                                                    | Wilhelmine Jauch 1809–1893 ⚭ Theodor Avé-Lallemant                                                                                    |  |  | Charlotte Jauch 1811–1872 ⚭ Gustav Lührsen                                                                             | Charlotte Jauch 1811–1872 ⚭ Gustav Lührsen                                                                             | Charlotte Jauch 1811–1872 ⚭ Gustav Lührsen                                                                             | Charlotte Jauch 1811–1872 ⚭ Gustav Lührsen                                                                             | Charlotte Jauch 1811–1872 ⚭ Gustav Lührsen                                                                             | Charlotte Jauch 1811–1872 ⚭ Gustav Lührsen                                                                             |  |  | Luise Jauch 1815–1881 ⚭ Adolf Halske Großbürger zu Hamburg                                                     | Luise Jauch 1815–1881 ⚭ Adolf Halske Großbürger zu Hamburg                                                     | Luise Jauch 1815–1881 ⚭ Adolf Halske Großbürger zu Hamburg                                                     | Luise Jauch 1815–1881 ⚭ Adolf Halske Großbürger zu Hamburg                                                     | Luise Jauch 1815–1881 ⚭ Adolf Halske Großbürger zu Hamburg                                                     | Luise Jauch 1815–1881 ⚭ Adolf Halske Großbürger zu Hamburg                                                     |  |  | Hermann Jauch Herr auf Fernsicht 1817–1859                                                                              | Hermann Jauch Herr auf Fernsicht 1817–1859                                                                              | Hermann Jauch Herr auf Fernsicht 1817–1859                                                                              | Hermann Jauch Herr auf Fernsicht 1817–1859                                                                              | Hermann Jauch Herr auf Fernsicht 1817–1859                                                                              | Hermann Jauch Herr auf Fernsicht 1817–1859                                                                              |  |  |  |  |  |  |  |  |  |  |  |  |  |  |  |  |  |  |  |  |  |  |  |  |  |  |  |  |  |  |  |  |  |  |  |  |
| Johann Christian Jauch junior Großbürger zu Hamburg Herr auf Wellingsbüttel 1802–1880          | Johann Christian Jauch junior Großbürger zu Hamburg Herr auf Wellingsbüttel 1802–1880          | Johann Christian Jauch junior Großbürger zu Hamburg Herr auf Wellingsbüttel 1802–1880          | Johann Christian Jauch junior Großbürger zu Hamburg Herr auf Wellingsbüttel 1802–1880          | Johann Christian Jauch junior Großbürger zu Hamburg Herr auf Wellingsbüttel 1802–1880          | Johann Christian Jauch junior Großbürger zu Hamburg Herr auf Wellingsbüttel 1802–1880          |  |  | Moritz Jauch Großbürger zu Hamburg Olt. d. Hanseat. Kavallerie 1804–1876 ⚭ Auguste Jauch                              | Moritz Jauch Großbürger zu Hamburg Olt. d. Hanseat. Kavallerie 1804–1876 ⚭ Auguste Jauch                              | Moritz Jauch Großbürger zu Hamburg Olt. d. Hanseat. Kavallerie 1804–1876 ⚭ Auguste Jauch                              | Moritz Jauch Großbürger zu Hamburg Olt. d. Hanseat. Kavallerie 1804–1876 ⚭ Auguste Jauch                              | Moritz Jauch Großbürger zu Hamburg Olt. d. Hanseat. Kavallerie 1804–1876 ⚭ Auguste Jauch                              | Moritz Jauch Großbürger zu Hamburg Olt. d. Hanseat. Kavallerie 1804–1876 ⚭ Auguste Jauch                              |  |  | Wilhelmine Jauch 1809–1893 ⚭ Theodor Avé-Lallemant | Wilhelmine Jauch 1809–1893 ⚭ Theodor Avé-Lallemant                                                                                    | Wilhelmine Jauch 1809–1893 ⚭ Theodor Avé-Lallemant                                                                                    | Wilhelmine Jauch 1809–1893 ⚭ Theodor Avé-Lallemant                                                                                    | Wilhelmine Jauch 1809–1893 ⚭ Theodor Avé-Lallemant                                                                                    | Wilhelmine Jauch 1809–1893 ⚭ Theodor Avé-Lallemant                                                                                    |  |  | Charlotte Jauch 1811–1872 ⚭ Gustav Lührsen                                                                             | Charlotte Jauch 1811–1872 ⚭ Gustav Lührsen                                                                             | Charlotte Jauch 1811–1872 ⚭ Gustav Lührsen                                                                             | Charlotte Jauch 1811–1872 ⚭ Gustav Lührsen                                                                             | Charlotte Jauch 1811–1872 ⚭ Gustav Lührsen                                                                             | Charlotte Jauch 1811–1872 ⚭ Gustav Lührsen                                                                             |  |  | Luise Jauch 1815–1881 ⚭ Adolf Halske Großbürger zu Hamburg                                                     | Luise Jauch 1815–1881 ⚭ Adolf Halske Großbürger zu Hamburg                                                     | Luise Jauch 1815–1881 ⚭ Adolf Halske Großbürger zu Hamburg                                                     | Luise Jauch 1815–1881 ⚭ Adolf Halske Großbürger zu Hamburg                                                     | Luise Jauch 1815–1881 ⚭ Adolf Halske Großbürger zu Hamburg                                                     | Luise Jauch 1815–1881 ⚭ Adolf Halske Großbürger zu Hamburg                                                     |  |  | Hermann Jauch Herr auf Fernsicht 1817–1859                                                                              | Hermann Jauch Herr auf Fernsicht 1817–1859                                                                              | Hermann Jauch Herr auf Fernsicht 1817–1859                                                                              | Hermann Jauch Herr auf Fernsicht 1817–1859                                                                              | Hermann Jauch Herr auf Fernsicht 1817–1859                                                                              | Hermann Jauch Herr auf Fernsicht 1817–1859                                                                              |  |  |  |  |  |  |  |  |  |  |  |  |  |  |  |  |  |  |  |  |  |  |  |  |  |  |  |  |  |  |  |  |  |  |  |  |
| Carl Jauch Großbürger zu Hamburg Herr auf Wellingsbüttel Olt. d. Hanseat. Kavallerie 1828–1888 | Carl Jauch Großbürger zu Hamburg Herr auf Wellingsbüttel Olt. d. Hanseat. Kavallerie 1828–1888 | Carl Jauch Großbürger zu Hamburg Herr auf Wellingsbüttel Olt. d. Hanseat. Kavallerie 1828–1888 | Carl Jauch Großbürger zu Hamburg Herr auf Wellingsbüttel Olt. d. Hanseat. Kavallerie 1828–1888 | Carl Jauch Großbürger zu Hamburg Herr auf Wellingsbüttel Olt. d. Hanseat. Kavallerie 1828–1888 | Carl Jauch Großbürger zu Hamburg Herr auf Wellingsbüttel Olt. d. Hanseat. Kavallerie 1828–1888 |  |  | Hermann Jauch Herr auf Schönhagen und Schwonendal 1858–1916                                                           | Hermann Jauch Herr auf Schönhagen und Schwonendal 1858–1916                                                           | Hermann Jauch Herr auf Schönhagen und Schwonendal 1858–1916                                                           | Hermann Jauch Herr auf Schönhagen und Schwonendal 1858–1916                                                           | Hermann Jauch Herr auf Schönhagen und Schwonendal 1858–1916                                                           | Hermann Jauch Herr auf Schönhagen und Schwonendal 1858–1916                                                           |  |  | | | | | | |  |  | | | | | | |  |  | | | | | | |  |  | August Jauch Herr auf Fernsicht Repräsentant der Notabeln in der Hamburgischen Bürgerschaft Rittmeister a. D. 1848–1930 | August Jauch Herr auf Fernsicht Repräsentant der Notabeln in der Hamburgischen Bürgerschaft Rittmeister a. D. 1848–1930 | August Jauch Herr auf Fernsicht Repräsentant der Notabeln in der Hamburgischen Bürgerschaft Rittmeister a. D. 1848–1930 | August Jauch Herr auf Fernsicht Repräsentant der Notabeln in der Hamburgischen Bürgerschaft Rittmeister a. D. 1848–1930 | August Jauch Herr auf Fernsicht Repräsentant der Notabeln in der Hamburgischen Bürgerschaft Rittmeister a. D. 1848–1930 | August Jauch Herr auf Fernsicht Repräsentant der Notabeln in der Hamburgischen Bürgerschaft Rittmeister a. D. 1848–1930 |  |  |  |  |  |  |  |  |  |  |  |  |  |  |  |  |  |  |  |  |  |  |  |  |  |  |  |  |  |  |  |  |  |  |  |  |
| Carl Jauch Großbürger zu Hamburg Herr auf Wellingsbüttel Olt. d. Hanseat. Kavallerie 1828–1888 | Carl Jauch Großbürger zu Hamburg Herr auf Wellingsbüttel Olt. d. Hanseat. Kavallerie 1828–1888 | Carl Jauch Großbürger zu Hamburg Herr auf Wellingsbüttel Olt. d. Hanseat. Kavallerie 1828–1888 | Carl Jauch Großbürger zu Hamburg Herr auf Wellingsbüttel Olt. d. Hanseat. Kavallerie 1828–1888 | Carl Jauch Großbürger zu Hamburg Herr auf Wellingsbüttel Olt. d. Hanseat. Kavallerie 1828–1888 | Carl Jauch Großbürger zu Hamburg Herr auf Wellingsbüttel Olt. d. Hanseat. Kavallerie 1828–1888 |  |  | Hermann Jauch Herr auf Schönhagen und Schwonendal 1858–1916                                                           | Hermann Jauch Herr auf Schönhagen und Schwonendal 1858–1916                                                           | Hermann Jauch Herr auf Schönhagen und Schwonendal 1858–1916                                                           | Hermann Jauch Herr auf Schönhagen und Schwonendal 1858–1916                                                           | Hermann Jauch Herr auf Schönhagen und Schwonendal 1858–1916                                                           | Hermann Jauch Herr auf Schönhagen und Schwonendal 1858–1916                                                           |  |  | | | | | | |  |  | | | | | | |  |  | | | | | | |  |  | August Jauch Herr auf Fernsicht Repräsentant der Notabeln in der Hamburgischen Bürgerschaft Rittmeister a. D. 1848–1930 | August Jauch Herr auf Fernsicht Repräsentant der Notabeln in der Hamburgischen Bürgerschaft Rittmeister a. D. 1848–1930 | August Jauch Herr auf Fernsicht Repräsentant der Notabeln in der Hamburgischen Bürgerschaft Rittmeister a. D. 1848–1930 | August Jauch Herr auf Fernsicht Repräsentant der Notabeln in der Hamburgischen Bürgerschaft Rittmeister a. D. 1848–1930 | August Jauch Herr auf Fernsicht Repräsentant der Notabeln in der Hamburgischen Bürgerschaft Rittmeister a. D. 1848–1930 | August Jauch Herr auf Fernsicht Repräsentant der Notabeln in der Hamburgischen Bürgerschaft Rittmeister a. D. 1848–1930 |  |  |  |  |  |  |  |  |  |  |  |  |  |  |  |  |  |  |  |  |  |  |  |  |  |  |  |  |  |  |  |  |  |  |  |  |
|                                                                                                |                                                                                                |                                                                                                |                                                                                                |                                                                                                |                                                                                                |  |  | | | | | | |  |  | | | | | | |  |  | | | | | | |  |  | | | | | | |  |  | | | | | | |  |  |  |  |  |  |  |  |  |  |  |  |  |  |  |  |  |  |  |  |  |  |  |  |  |  |  |  |  |  |  |  |  |  |  |  |
| Robert Jauch Herr auf Krummbek 1859–1909                                                       | Robert Jauch Herr auf Krummbek 1859–1909                                                       | Robert Jauch Herr auf Krummbek 1859–1909                                                       | Robert Jauch Herr auf Krummbek 1859–1909                                                       | Robert Jauch Herr auf Krummbek 1859–1909                                                       | Robert Jauch Herr auf Krummbek 1859–1909                                                       |  |  | Paul Jauch Kaufmann in Firma Jauch Gebr. Import & Export 1857–1915                                                    | Paul Jauch Kaufmann in Firma Jauch Gebr. Import & Export 1857–1915                                                    | Paul Jauch Kaufmann in Firma Jauch Gebr. Import & Export 1857–1915                                                    | Paul Jauch Kaufmann in Firma Jauch Gebr. Import & Export 1857–1915                                                    | Paul Jauch Kaufmann in Firma Jauch Gebr. Import & Export 1857–1915                                                    | Paul Jauch Kaufmann in Firma Jauch Gebr. Import & Export 1857–1915                                                    |  |  | Bertha Jauch 1860–1935 ⚭ William Oscar Knoop | Bertha Jauch 1860–1935 ⚭ William Oscar Knoop                                                                                          | Bertha Jauch 1860–1935 ⚭ William Oscar Knoop                                                                                          | Bertha Jauch 1860–1935 ⚭ William Oscar Knoop                                                                                          | Bertha Jauch 1860–1935 ⚭ William Oscar Knoop                                                                                          | Bertha Jauch 1860–1935 ⚭ William Oscar Knoop                                                                                          |  |  | | | | | | |  |  | | | | | | |  |  | Heinrich Jauch Erster Staatsanwalt zu Hamburg 1894–1945                                                                 | Heinrich Jauch Erster Staatsanwalt zu Hamburg 1894–1945                                                                 | Heinrich Jauch Erster Staatsanwalt zu Hamburg 1894–1945                                                                 | Heinrich Jauch Erster Staatsanwalt zu Hamburg 1894–1945                                                                 | Heinrich Jauch Erster Staatsanwalt zu Hamburg 1894–1945                                                                 | Heinrich Jauch Erster Staatsanwalt zu Hamburg 1894–1945                                                                 |  |  |  |  |  |  |  |  |  |  |  |  |  |  |  |  |  |  |  |  |  |  |  |  |  |  |  |  |  |  |  |  |  |  |  |  |
| Robert Jauch Herr auf Krummbek 1859–1909                                                       | Robert Jauch Herr auf Krummbek 1859–1909                                                       | Robert Jauch Herr auf Krummbek 1859–1909                                                       | Robert Jauch Herr auf Krummbek 1859–1909                                                       | Robert Jauch Herr auf Krummbek 1859–1909                                                       | Robert Jauch Herr auf Krummbek 1859–1909                                                       |  |  | Paul Jauch Kaufmann in Firma Jauch Gebr. Import & Export 1857–1915                                                    | Paul Jauch Kaufmann in Firma Jauch Gebr. Import & Export 1857–1915                                                    | Paul Jauch Kaufmann in Firma Jauch Gebr. Import & Export 1857–1915                                                    | Paul Jauch Kaufmann in Firma Jauch Gebr. Import & Export 1857–1915                                                    | Paul Jauch Kaufmann in Firma Jauch Gebr. Import & Export 1857–1915                                                    | Paul Jauch Kaufmann in Firma Jauch Gebr. Import & Export 1857–1915                                                    |  |  | Bertha Jauch 1860–1935 ⚭ William Oscar Knoop | Bertha Jauch 1860–1935 ⚭ William Oscar Knoop                                                                                          | Bertha Jauch 1860–1935 ⚭ William Oscar Knoop                                                                                          | Bertha Jauch 1860–1935 ⚭ William Oscar Knoop                                                                                          | Bertha Jauch 1860–1935 ⚭ William Oscar Knoop                                                                                          | Bertha Jauch 1860–1935 ⚭ William Oscar Knoop                                                                                          |  |  | | | | | | |  |  | | | | | | |  |  | Heinrich Jauch Erster Staatsanwalt zu Hamburg 1894–1945                                                                 | Heinrich Jauch Erster Staatsanwalt zu Hamburg 1894–1945                                                                 | Heinrich Jauch Erster Staatsanwalt zu Hamburg 1894–1945                                                                 | Heinrich Jauch Erster Staatsanwalt zu Hamburg 1894–1945                                                                 | Heinrich Jauch Erster Staatsanwalt zu Hamburg 1894–1945                                                                 | Heinrich Jauch Erster Staatsanwalt zu Hamburg 1894–1945                                                                 |  |  |  |  |  |  |  |  |  |  |  |  |  |  |  |  |  |  |  |  |  |  |  |  |  |  |  |  |  |  |  |  |  |  |  |  |
|                                                                                                |                                                                                                |                                                                                                |                                                                                                |                                                                                                |                                                                                                |  |  | | | | | | |  |  | | | | | | |  |  | | | | | | |  |  | | | | | | |  |  | | | | | | |  |  |  |  |  |  |  |  |  |  |  |  |  |  |  |  |  |  |  |  |  |  |  |  |  |  |  |  |  |  |  |  |  |  |  |  |
| Hans Jauch Oberst und Freikorpsführer Fabrikant 1883–1965                                      | Hans Jauch Oberst und Freikorpsführer Fabrikant 1883–1965                                      | Hans Jauch Oberst und Freikorpsführer Fabrikant 1883–1965                                      | Hans Jauch Oberst und Freikorpsführer Fabrikant 1883–1965                                      | Hans Jauch Oberst und Freikorpsführer Fabrikant 1883–1965                                      | Hans Jauch Oberst und Freikorpsführer Fabrikant 1883–1965                                      |  |  | Luise Jauch Oberschwester auf dem „Zauberberg“ (Adriatica von Mylendonk) 1885–1933                                    | Luise Jauch Oberschwester auf dem „Zauberberg“ (Adriatica von Mylendonk) 1885–1933                                    | Luise Jauch Oberschwester auf dem „Zauberberg“ (Adriatica von Mylendonk) 1885–1933                                    | Luise Jauch Oberschwester auf dem „Zauberberg“ (Adriatica von Mylendonk) 1885–1933                                    | Luise Jauch Oberschwester auf dem „Zauberberg“ (Adriatica von Mylendonk) 1885–1933                                    | Luise Jauch Oberschwester auf dem „Zauberberg“ (Adriatica von Mylendonk) 1885–1933                                    |  |  | Walter Jauch Gründer von Jauch & Hübener Rittmeister d. Res.<> 1888–1976 | Walter Jauch Gründer von Jauch & Hübener Rittmeister d. Res.<> 1888–1976                                                              | Walter Jauch Gründer von Jauch & Hübener Rittmeister d. Res.<> 1888–1976                                                              | Walter Jauch Gründer von Jauch & Hübener Rittmeister d. Res.<> 1888–1976                                                              | Walter Jauch Gründer von Jauch & Hübener Rittmeister d. Res.<> 1888–1976                                                              | Walter Jauch Gründer von Jauch & Hübener Rittmeister d. Res.<> 1888–1976                                                              |  |  | | | | | | |  |  | | | | | | |  |  | | | | | | |  |  |  |  |  |  |  |  |  |  |  |  |  |  |  |  |  |  |  |  |  |  |  |  |  |  |  |  |  |  |  |  |  |  |  |  |
| Hans Jauch Oberst und Freikorpsführer Fabrikant 1883–1965                                      | Hans Jauch Oberst und Freikorpsführer Fabrikant 1883–1965                                      | Hans Jauch Oberst und Freikorpsführer Fabrikant 1883–1965                                      | Hans Jauch Oberst und Freikorpsführer Fabrikant 1883–1965                                      | Hans Jauch Oberst und Freikorpsführer Fabrikant 1883–1965                                      | Hans Jauch Oberst und Freikorpsführer Fabrikant 1883–1965                                      |  |  | Luise Jauch Oberschwester auf dem „Zauberberg“ (Adriatica von Mylendonk) 1885–1933                                    | Luise Jauch Oberschwester auf dem „Zauberberg“ (Adriatica von Mylendonk) 1885–1933                                    | Luise Jauch Oberschwester auf dem „Zauberberg“ (Adriatica von Mylendonk) 1885–1933                                    | Luise Jauch Oberschwester auf dem „Zauberberg“ (Adriatica von Mylendonk) 1885–1933                                    | Luise Jauch Oberschwester auf dem „Zauberberg“ (Adriatica von Mylendonk) 1885–1933                                    | Luise Jauch Oberschwester auf dem „Zauberberg“ (Adriatica von Mylendonk) 1885–1933                                    |  |  | Walter Jauch Gründer von Jauch & Hübener Rittmeister d. Res.<> 1888–1976 | Walter Jauch Gründer von Jauch & Hübener Rittmeister d. Res.<> 1888–1976                                                              | Walter Jauch Gründer von Jauch & Hübener Rittmeister d. Res.<> 1888–1976                                                              | Walter Jauch Gründer von Jauch & Hübener Rittmeister d. Res.<> 1888–1976                                                              | Walter Jauch Gründer von Jauch & Hübener Rittmeister d. Res.<> 1888–1976                                                              | Walter Jauch Gründer von Jauch & Hübener Rittmeister d. Res.<> 1888–1976                                                              |  |  | | | | | | |  |  | | | | | | |  |  | | | | | | |  |  |  |  |  |  |  |  |  |  |  |  |  |  |  |  |  |  |  |  |  |  |  |  |  |  |  |  |  |  |  |  |  |  |  |  |
|                                                                                                |                                                                                                |                                                                                                |                                                                                                |                                                                                                |                                                                                                |  |  | | | | | | |  |  | | | | | | |  |  | | | | | | |  |  | | | | | | |  |  | | | | | | |  |  |  |  |  |  |  |  |  |  |  |  |  |  |  |  |  |  |  |  |  |  |  |  |  |  |  |  |  |  |  |  |  |  |  |  |
| Robert Jauch Kaufmann Oberleutnant d. Res. Teilnehmer der Schlacht um Stalingrad 1913–2000     | Robert Jauch Kaufmann Oberleutnant d. Res. Teilnehmer der Schlacht um Stalingrad 1913–2000     | Robert Jauch Kaufmann Oberleutnant d. Res. Teilnehmer der Schlacht um Stalingrad 1913–2000     | Robert Jauch Kaufmann Oberleutnant d. Res. Teilnehmer der Schlacht um Stalingrad 1913–2000     | Robert Jauch Kaufmann Oberleutnant d. Res. Teilnehmer der Schlacht um Stalingrad 1913–2000     | Robert Jauch Kaufmann Oberleutnant d. Res. Teilnehmer der Schlacht um Stalingrad 1913–2000     |  |  | Hermann Jauch Hauptmann stv. Regimentsadjutant im Stab des Art.-Regts. 69 1914–1943                                   | Hermann Jauch Hauptmann stv. Regimentsadjutant im Stab des Art.-Regts. 69 1914–1943                                   | Hermann Jauch Hauptmann stv. Regimentsadjutant im Stab des Art.-Regts. 69 1914–1943                                   | Hermann Jauch Hauptmann stv. Regimentsadjutant im Stab des Art.-Regts. 69 1914–1943                                   | Hermann Jauch Hauptmann stv. Regimentsadjutant im Stab des Art.-Regts. 69 1914–1943                                   | Hermann Jauch Hauptmann stv. Regimentsadjutant im Stab des Art.-Regts. 69 1914–1943                                   |  |  | Günther Jauch Oberleutnant Abteilungs-Adjutant im Stab des Art.-Rgts 227 1919–1942                                                                                          | Günther Jauch Oberleutnant Abteilungs-Adjutant im Stab des Art.-Rgts 227 1919–1942                                                    | Günther Jauch Oberleutnant Abteilungs-Adjutant im Stab des Art.-Rgts 227 1919–1942                                                    | Günther Jauch Oberleutnant Abteilungs-Adjutant im Stab des Art.-Rgts 227 1919–1942                                                    | Günther Jauch Oberleutnant Abteilungs-Adjutant im Stab des Art.-Rgts 227 1919–1942                                                    | Günther Jauch Oberleutnant Abteilungs-Adjutant im Stab des Art.-Rgts 227 1919–1942                                                    |  |  | Ernst-Alfred Jauch Journalist Leiter des Landesbüros Berlin der KNA Leutnant d. Res. 1920–1991                         | Ernst-Alfred Jauch Journalist Leiter des Landesbüros Berlin der KNA Leutnant d. Res. 1920–1991                         | Ernst-Alfred Jauch Journalist Leiter des Landesbüros Berlin der KNA Leutnant d. Res. 1920–1991                         | Ernst-Alfred Jauch Journalist Leiter des Landesbüros Berlin der KNA Leutnant d. Res. 1920–1991                         | Ernst-Alfred Jauch Journalist Leiter des Landesbüros Berlin der KNA Leutnant d. Res. 1920–1991                         | Ernst-Alfred Jauch Journalist Leiter des Landesbüros Berlin der KNA Leutnant d. Res. 1920–1991                         |  |  | | | | | | |  |  | | | | | | |  |  |  |  |  |  |  |  |  |  |  |  |  |  |  |  |  |  |  |  |  |  |  |  |  |  |  |  |  |  |  |  |  |  |  |  |
| Robert Jauch Kaufmann Oberleutnant d. Res. Teilnehmer der Schlacht um Stalingrad 1913–2000     | Robert Jauch Kaufmann Oberleutnant d. Res. Teilnehmer der Schlacht um Stalingrad 1913–2000     | Robert Jauch Kaufmann Oberleutnant d. Res. Teilnehmer der Schlacht um Stalingrad 1913–2000     | Robert Jauch Kaufmann Oberleutnant d. Res. Teilnehmer der Schlacht um Stalingrad 1913–2000     | Robert Jauch Kaufmann Oberleutnant d. Res. Teilnehmer der Schlacht um Stalingrad 1913–2000     | Robert Jauch Kaufmann Oberleutnant d. Res. Teilnehmer der Schlacht um Stalingrad 1913–2000     |  |  | Hermann Jauch Hauptmann stv. Regimentsadjutant im Stab des Art.-Regts. 69 1914–1943                                   | Hermann Jauch Hauptmann stv. Regimentsadjutant im Stab des Art.-Regts. 69 1914–1943                                   | Hermann Jauch Hauptmann stv. Regimentsadjutant im Stab des Art.-Regts. 69 1914–1943                                   | Hermann Jauch Hauptmann stv. Regimentsadjutant im Stab des Art.-Regts. 69 1914–1943                                   | Hermann Jauch Hauptmann stv. Regimentsadjutant im Stab des Art.-Regts. 69 1914–1943                                   | Hermann Jauch Hauptmann stv. Regimentsadjutant im Stab des Art.-Regts. 69 1914–1943                                   |  |  | Günther Jauch Oberleutnant Abteilungs-Adjutant im Stab des Art.-Rgts 227 1919–1942                                                                                          | Günther Jauch Oberleutnant Abteilungs-Adjutant im Stab des Art.-Rgts 227 1919–1942                                                    | Günther Jauch Oberleutnant Abteilungs-Adjutant im Stab des Art.-Rgts 227 1919–1942                                                    | Günther Jauch Oberleutnant Abteilungs-Adjutant im Stab des Art.-Rgts 227 1919–1942                                                    | Günther Jauch Oberleutnant Abteilungs-Adjutant im Stab des Art.-Rgts 227 1919–1942                                                    | Günther Jauch Oberleutnant Abteilungs-Adjutant im Stab des Art.-Rgts 227 1919–1942                                                    |  |  | Ernst-Alfred Jauch Journalist Leiter des Landesbüros Berlin der KNA Leutnant d. Res. 1920–1991                         | Ernst-Alfred Jauch Journalist Leiter des Landesbüros Berlin der KNA Leutnant d. Res. 1920–1991                         | Ernst-Alfred Jauch Journalist Leiter des Landesbüros Berlin der KNA Leutnant d. Res. 1920–1991                         | Ernst-Alfred Jauch Journalist Leiter des Landesbüros Berlin der KNA Leutnant d. Res. 1920–1991                         | Ernst-Alfred Jauch Journalist Leiter des Landesbüros Berlin der KNA Leutnant d. Res. 1920–1991                         | Ernst-Alfred Jauch Journalist Leiter des Landesbüros Berlin der KNA Leutnant d. Res. 1920–1991                         |  |  | | | | | | |  |  | | | | | | |  |  |  |  |  |  |  |  |  |  |  |  |  |  |  |  |  |  |  |  |  |  |  |  |  |  |  |  |  |  |  |  |  |  |  |  |
|                                                                                                |                                                                                                |                                                                                                |                                                                                                |                                                                                                |                                                                                                |  |  | | | | | | |  |  | | | | | | |  |  | | | | | | |  |  | | | | | | |  |  | | | | | | |  |  |  |  |  |  |  |  |  |  |  |  |  |  |  |  |  |  |  |  |  |  |  |  |  |  |  |  |  |  |  |  |  |  |  |  |
| Hans-Gerd Hermann Jauch Insolvenzverwalter * 1953                                              | Hans-Gerd Hermann Jauch Insolvenzverwalter * 1953                                              | Hans-Gerd Hermann Jauch Insolvenzverwalter * 1953                                              | Hans-Gerd Hermann Jauch Insolvenzverwalter * 1953                                              | Hans-Gerd Hermann Jauch Insolvenzverwalter * 1953                                              | Hans-Gerd Hermann Jauch Insolvenzverwalter * 1953                                              |  |  | Robert Jauch Priester Franziskaner (OFM) * 1954                                                                       | Robert Jauch Priester Franziskaner (OFM) * 1954                                                                       | Robert Jauch Priester Franziskaner (OFM) * 1954                                                                       | Robert Jauch Priester Franziskaner (OFM) * 1954                                                                       | Robert Jauch Priester Franziskaner (OFM) * 1954                                                                       | Robert Jauch Priester Franziskaner (OFM) * 1954                                                                       |  |  | | | | | | |  |  | Günther Jauch Fernsehmoderator, Journalist und Produzent Eigentümer des Weinguts von Othegraven * 1956                 | Günther Jauch Fernsehmoderator, Journalist und Produzent Eigentümer des Weinguts von Othegraven * 1956                 | Günther Jauch Fernsehmoderator, Journalist und Produzent Eigentümer des Weinguts von Othegraven * 1956                 | Günther Jauch Fernsehmoderator, Journalist und Produzent Eigentümer des Weinguts von Othegraven * 1956                 | Günther Jauch Fernsehmoderator, Journalist und Produzent Eigentümer des Weinguts von Othegraven * 1956                 | Günther Jauch Fernsehmoderator, Journalist und Produzent Eigentümer des Weinguts von Othegraven * 1956                 |  |  | | | | | | |  |  | | | | | | |  |  |  |  |  |  |  |  |  |  |  |  |  |  |  |  |  |  |  |  |  |  |  |  |  |  |  |  |  |  |  |  |  |  |  |  |

## Wappen

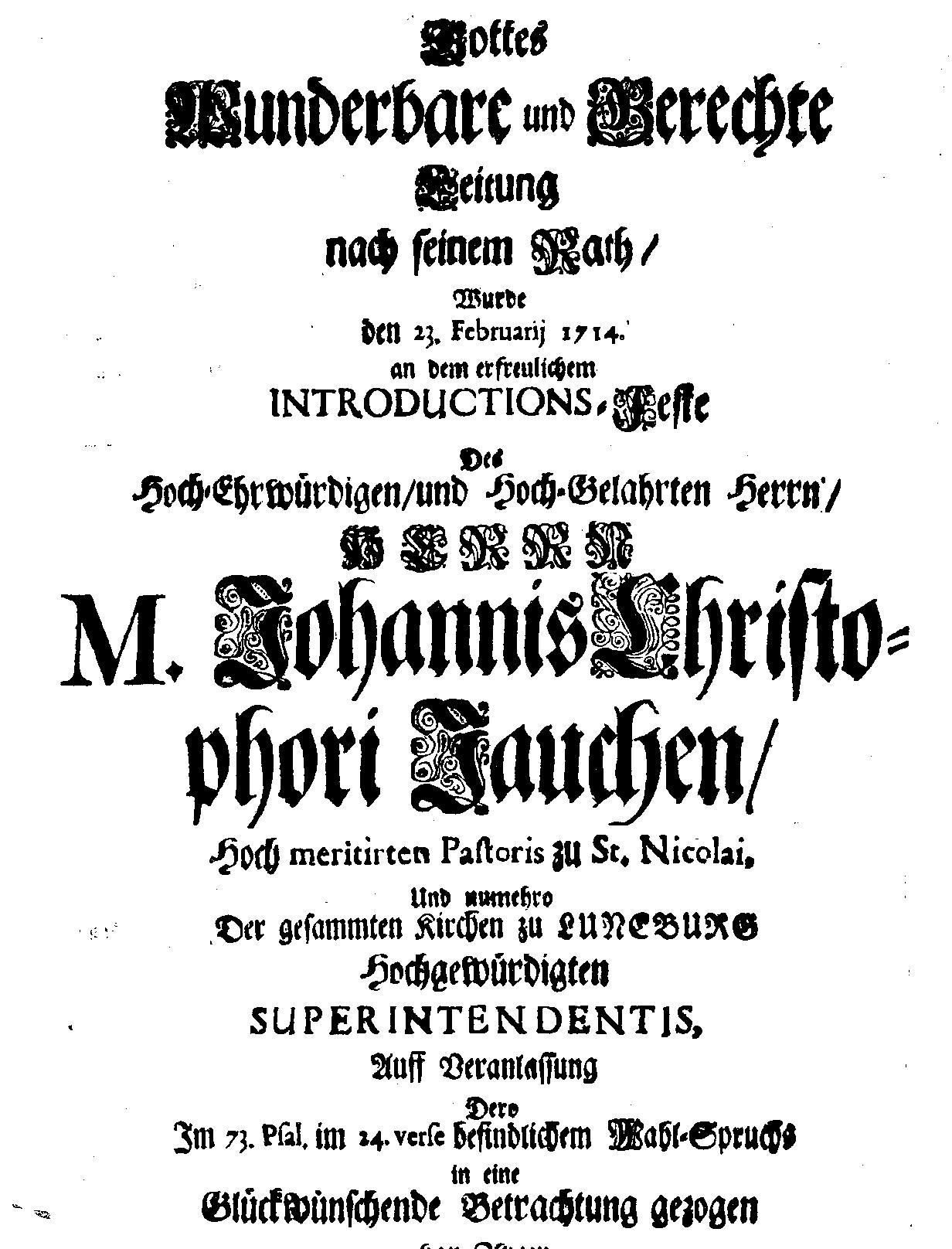
Devise der Jauch (Amtseinführung Johann Christopher Jauchs
1714 als Superintendent)

(1718) In Gold ein schwarz gekleideter Mann mit schwarzem Haar und schwarzem Hut, die Unterarme nach oben gewinkelt, Kragen, Manschetten, Knöpfe und Gürtel in Gold, mit seiner Rechten eine schwarz gekleidete Hand haltend, die aus einer schwarzen Wolke im vorderen Obereck ragt; auf dem Helm mit schwarz-goldenen Decken in Gold das Auge der Vorsehung zwischen einem schwarzen offenen Flug.
Die Devise (1703), Psalm 73, Vers 24 entnommen, lautet: „HERR, DU LEITEST MICH NACH DEINEN RATH“.